# Honoré de Balzac
Vous lisez un « article de qualité » labellisé en 2015.
« Balzac » redirige ici. Pour les autres significations, voir Balzac (homonymie).
Honoré de Balzac, nom de plume d'Honoré Balzac, né le 20 mai 1799 (1er prairial an VII du calendrier républicain) à Tours et mort le 18 août 1850 à Paris, est un écrivain français. Romancier, critique d'art, dramaturge, critique littéraire, essayiste, journaliste et imprimeur, il a laissé l'une des plus imposantes œuvres romanesques de la littérature française, avec plus de quatre-vingt-dix romans et nouvelles parus de 1829 à 1855, réunis sous le titre de La Comédie humaine. À cela s'ajoutent Les Cent Contes drolatiques, ainsi que des romans de jeunesse publiés sous des pseudonymes et quelque vingt-cinq œuvres ébauchées.
Il est un maître du roman français, dont il a abordé plusieurs genres, du roman philosophique avec Le Chef-d'œuvre inconnu au roman fantastique avec La Peau de chagrin ou encore au roman poétique avec Le Lys dans la vallée. Il a surtout excellé dans la veine du réalisme, avec notamment Le Père Goriot et Eugénie Grandet.
Comme il l'explique dans son avant-propos à La Comédie humaine, il a pour projet d'identifier les « espèces sociales » de son époque, tout comme Buffon avait identifié les espèces zoologiques. Ayant découvert par ses lectures de Walter Scott que le roman pouvait aspirer à une « valeur philosophique », il veut explorer les différentes classes sociales et les individus qui les composent afin d'« écrire l'histoire oubliée par tant d'historiens, celle des mœurs » et de « faire concurrence à l'état civil ».
L'auteur décrit la montée du capitalisme, l'essor de la bourgeoisie face à la noblesse, dans une relation complexe faite de mépris et d'intérêts communs. Intéressé par les êtres qui ont un destin, il crée des personnages plus grands que nature : « Chacun, chez Balzac, même les portières, a du génie » (Baudelaire).
Ses opinions politiques sont ambiguës : s'il affiche des convictions légitimistes en pleine monarchie de Juillet, il s'est auparavant déclaré libéral. Il défend les ouvriers en 1840 et en 1848, bien que ceux-ci ne soient dépeints que dans un seul de ses romans, L'Interdiction. Tout en professant des idées conservatrices, il a produit une œuvre admirée par Marx et Engels, et qui invite par certains aspects à l'anarchisme et à la révolte.
Outre sa production littéraire, il a écrit des articles dans les journaux et a dirigé successivement deux revues, qui feront faillite. Convaincu de la haute mission de l'écrivain, qui doit régner par la pensée, il lutte pour le respect des droits d'auteur et contribue à la fondation de la Société des gens de lettres.
Travailleur forcené, fragilisant par ses excès une santé précaire, endetté à la suite d'investissements hasardeux et d'excès somptuaires, fuyant ses créanciers sous de faux noms dans différentes demeures, Balzac a aussi eu de nombreuses liaisons amoureuses, avant d'épouser en 1850 la comtesse Hańska, qu'il avait courtisée pendant dix-sept ans. Comme l'argent qu'il gagnait avec sa plume ne suffisait pas à payer ses dettes, il avait sans cesse en tête des projets mirobolants : une imprimerie, un journal, une mine d'argent.
C'est dans un palais situé rue Fortunée qu'il meurt, profondément endetté, au milieu d'un luxe inouï.
Lu et admiré dans toute l'Europe, Balzac a fortement influencé les écrivains de son temps et du siècle suivant. Le principe du retour de personnages évoluant et se transformant au sein d'un vaste cycle romanesque a notamment inspiré Émile Zola, Guy de Maupassant, Marcel Proust et, à l'étranger, l'écrivain britannique Anthony Trollope.
Ses œuvres continuent d'être rééditées. Le cinéma a adapté La Marâtre dès 1906 ; depuis, les adaptations cinématographiques et télévisuelles de cette œuvre immense se sont multipliées, avec plus d'une centaine de films et de téléfilms produits à travers le monde.

## Biographie

### Enfance et années de formation
Honoré de Balzac est le fils de Bernard-François Balzac (1746-1829), secrétaire au Conseil du roi, directeur des vivres et des approvisionnements aux Armées, adjoint au maire et administrateur de l'hospice général de Tours, et d'Anne-Charlotte-Laure Sallambier (1778-1854), issue d'une famille parisienne de passementiers du quartier du Marais. Bernard-François Balssa transforma le nom originel de la famille en Balzac, par une démarche faite à Paris entre 1771 et 1783, soit avant la Révolution. Bernard-François avait trente-deux ans de plus que sa femme, qu'il avait épousée en 1797, alors qu'elle avait 18 ans. Le père de Balzac se dit athée et voltairien, tandis que sa mère est décrite comme « mondaine et amorale », s'intéressant aux magnétiseurs et aux illuministes.
Bernard-François est né le 22 juillet 1746 à la Nougayrié, commune de Montirat dans le nord du département du Tarn. Il quittera rapidement la ferme familiale. On le retrouve en 1776, à l'âge de 30 ans, comme secrétaire d'un maître des requêtes du Conseil du Roi. Il travaille ensuite comme secrétaire général de la banque Daniel Doumerc à Paris ; c'est dans ce milieu qu'il rencontre les Sallambier dont il épouse l'une des filles. Le couple s'installe à Tours en 1798.
Né dans cette ville le 20 mai 1799 à 11 h 00 du matin au 25 de la rue de l'Armée d'Italie, Honoré est mis en nourrice immédiatement, et ne regagnera la maison familiale qu'au début de 1803. Cet épisode de la première enfance lui donnera le sentiment d'avoir été délaissé et ignoré par sa mère, tout comme le sera le personnage de Félix de Vandenesse, son « double » du Lys dans la vallée.
Honoré est l’aîné des quatre enfants du couple (Honoré, Laure, Laurence et Henri). Sa sœur Laure, de seize mois sa cadette, est de loin sa préférée : il y a entre eux une complicité et une affection réciproque qui ne se démentiront jamais. Elle lui apportera son soutien à de nombreuses reprises : elle écrit avec lui et publiera la biographie de son frère en 1858.

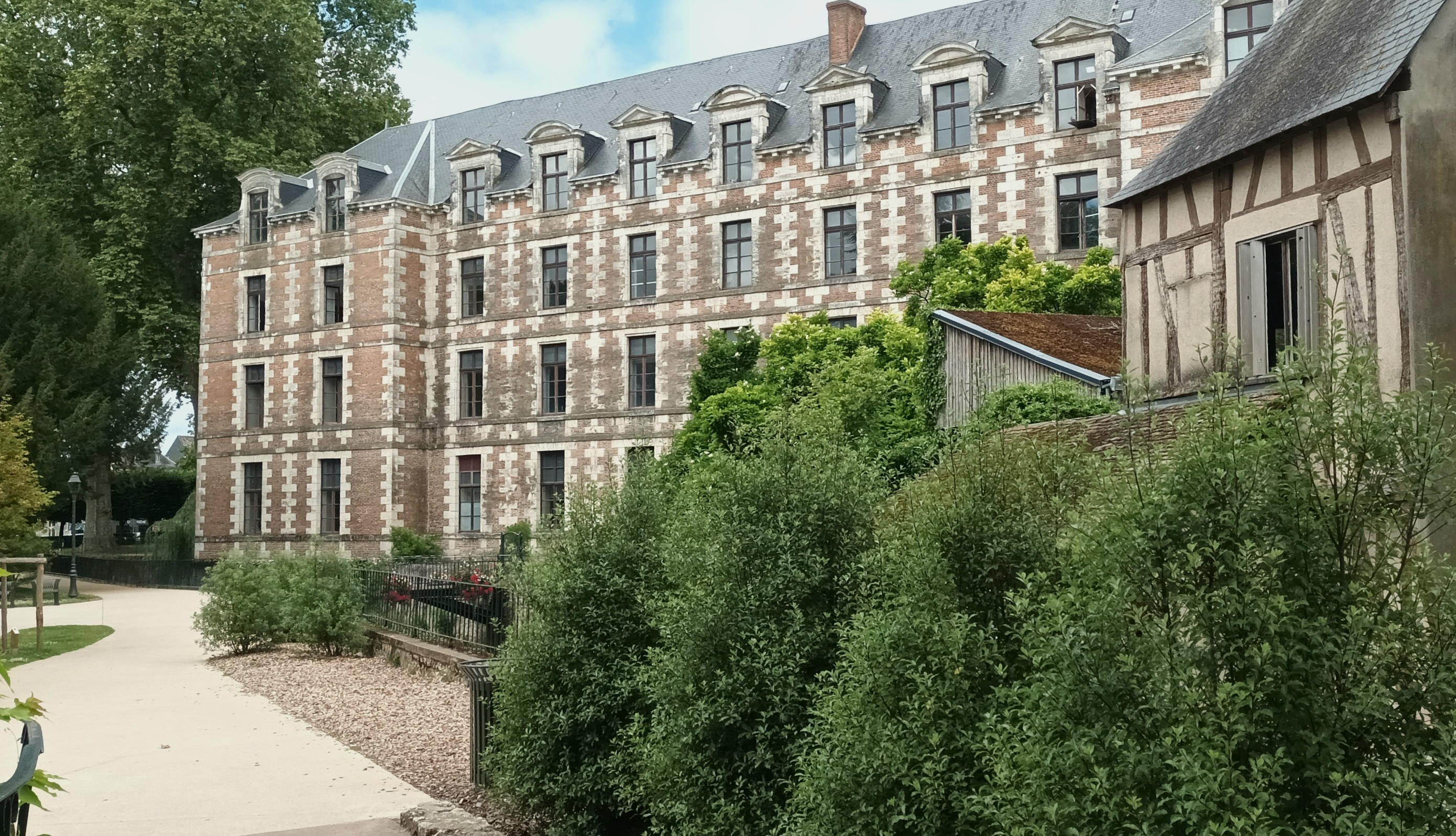
Façade sud du collège de Vendôme, où le jeune Balzac fut en pension.

Du 22 juin 1807 à 1813, Honoré est pensionnaire au collège des oratoriens de Vendôme. Au cours des six ans qu'il y passe, sans jamais rentrer chez lui, même pour les vacances, le jeune Balzac dévore des livres de tout genre : la lecture était devenue pour lui « une espèce de faim que rien ne pouvait assouvir […] son œil embrassait sept à huit lignes d'un coup et son esprit en appréciait le sens avec une vélocité pareille à celle de son esprit ».
Cependant, ces lectures, qui meublent son esprit et développent son imagination, ont pour effet d'induire chez lui une espèce de coma dû à « une congestion d'idées ». La situation s'aggrave au point que, en avril 1813, les oratoriens s'inquiètent pour sa santé et le renvoient dans sa famille, fortement amaigri.
De juillet à novembre 1814, il est externe au collège de Tours. Son père ayant été nommé directeur des vivres pour la Première division militaire, la famille déménage à Paris et s’installe au 40, rue du Temple, dans le quartier du Marais. L'adolescent est admis comme interne à la pension Lepître, située rue de Turenne à Paris, puis en 1815 à l’institution de l’abbé Ganser, rue de Thorigny. Les élèves de ces deux institutions suivent en fait les cours du lycée Charlemagne, où se trouve aussi Jules Michelet, dont les résultats scolaires sont plus brillants que les siens.
Le 4 novembre 1816, le jeune Balzac s’inscrit en droit. En même temps, il prend des leçons particulières et suit des cours à la Sorbonne. Il fréquente aussi le Muséum d'histoire naturelle, où il s'intéresse aux théories de Cuvier et de Geoffroy Saint-Hilaire.
Son père tenant à ce qu'il associe la pratique à la théorie, Honoré doit, en plus de ses études, travailler chez un avoué, ami de la famille, Jean-Baptiste Guillonnet-Merville, homme cultivé qui avait le goût des lettres. Il exerce le métier de clerc de notaire dans cette étude, où Jules Janin était déjà « saute-ruisseau». Il utilisera cette expérience pour restituer l’ambiance chahuteuse d’une étude d’avoué dans Le Colonel Chabert et créer les personnages de maître Derville et d'Oscar Husson dans Un début dans la vie. Une plaque, rue du Temple à Paris, atteste son passage chez cet avoué, dans un immeuble du quartier du Marais. En même temps, il dévore, résume et compare quantité d'ouvrages de philosophie, signe de ses préoccupations métaphysiques et de sa volonté de comprendre le monde. Il passe avec succès le premier examen du baccalauréat en droit le 4 janvier 1819, mais ne se présentera pas au deuxième examen et ne poursuivra pas jusqu'à la licence.

### L’écrivain débutant

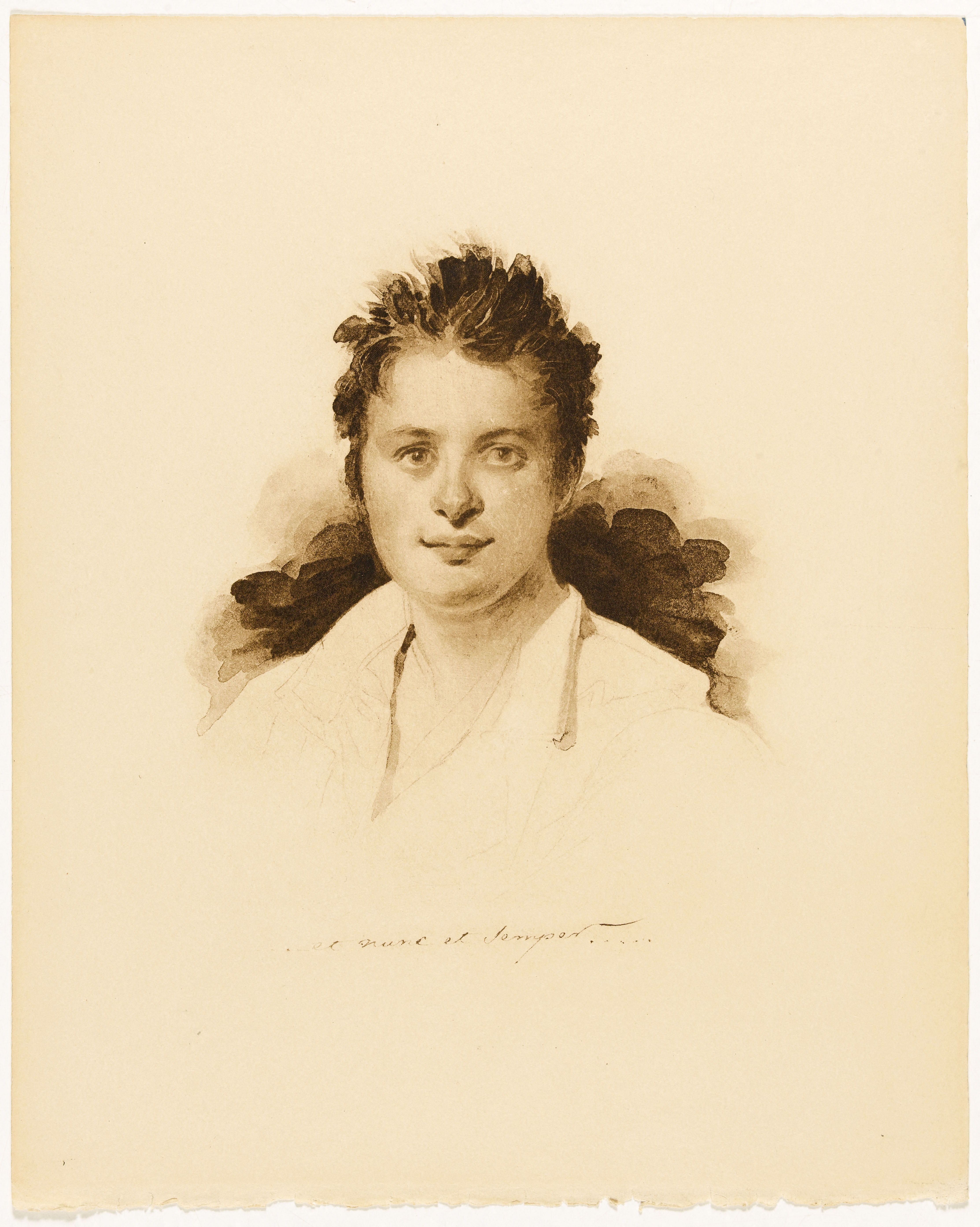
Portrait en lavis d’Honoré de Balzac vers 1825, attribué à Achille Devéria.

Son père, alors âgé de 73 ans, ayant été mis à la retraite, la famille n'a plus les moyens de vivre à Paris et déménage à Villeparisis. Le jeune Balzac ne veut pas quitter Paris et dit vouloir se consacrer à la littérature. Ses parents le logent alors, en août 1819, dans une mansarde, au 9, rue de Lesdiguières, et lui laissent deux ans pour « devenir écrivain » et un budget annuel d'une centaine de francs. Balzac rappellera dans Illusions perdues cette période de sa vie. Dans Facino Cane, il mentionne même le nom de la rue et évoque le plaisir qu'il prenait à s'imaginer la vie des autres : 

« En entendant ces gens, je pouvais épouser leur vie, je me sentais leurs guenilles sur le dos, je marchais les pieds dans leurs souliers percés ; leurs désirs, leurs besoins, tout passait dans mon âme, ou mon âme passait dans la leur. C’était le rêve d’un homme éveillé. Je m’échauffais avec eux contre les chefs d’atelier qui les tyrannisaient, ou contre les mauvaises pratiques qui les faisaient revenir plusieurs fois sans les payer. Quitter ses habitudes, devenir un autre que soi par l’ivresse des facultés morales, et jouer ce jeu à volonté, telle était ma distraction. À quoi dois-je ce don ? Est-ce une seconde vue ? est-ce une de ces qualités dont l’abus mènerait à la folie ? Je n’ai jamais recherché les causes de cette puissance ; je la possède et m’en sers, voilà tout. »

Il travaille à un projet de Discours sur l'immortalité de l'âme, lit Malebranche, Descartes et entreprend de traduire Spinoza du latin au français. En même temps, il se lance en littérature et, prenant son inspiration dans un personnage de Shakespeare, rédige une tragédie de 1 906 alexandrins, Cromwell (1820). Lorsqu'il présente cette pièce à ses proches, l'accueil se révèle décevant. Consulté, l'académicien François Andrieux le décourage de poursuivre dans cette voie,.

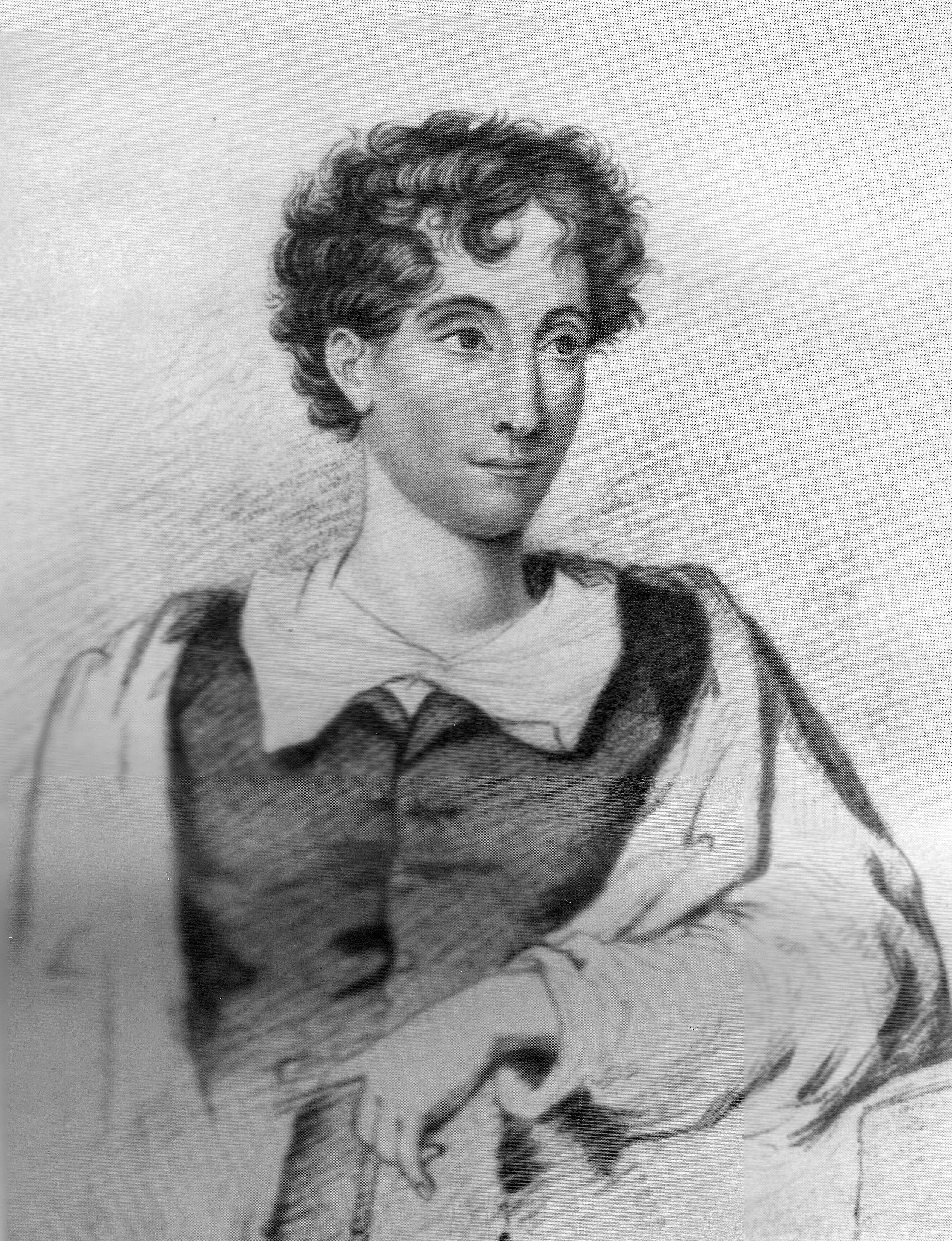
Portrait de l'Irlandais Charles Robert Maturin, dont Balzac lit les romans gothiques.

Le jeune homme s’oriente alors vers le roman historique dans la veine de Walter Scott, dont la traduction d'Ivanhoé, parue en avril 1820, rencontre en France un immense succès. Sous le titre Œuvres de l'abbé Savonati, il réunit d'abord deux textes, Agathise (entièrement disparu) et Falthurne, récit « dont l'action se situait dans l'Italie vers le temps de Canossa […], attribué à un abbé imaginaire, Savonati, et « traduit » de l'italien par M. Matricante, instituteur au primaire. ». Dans un autre texte, Corsino, il imagine un jeune Provençal, nommé Nehoro (anagramme d'Honoré) qui rencontre dans un château écossais un Italien, avec lequel il discute de métaphysique. Ces ébauches sont vite abandonnées et ne seront pas publiées de son vivant. Il en va de même de Sténie ou les Erreurs philosophiques, un roman par lettres, esquissé l'année précédente et qui s'inspire de La Nouvelle Héloïse.
En 1821, Balzac s'associe avec Étienne Arago et Lepoitevin pour produire ce qu'il appelle lui-même de « petites opérations de littérature marchande ». Soucieux de ne pas salir son nom par une production qu'il qualifie lui-même de « cochonneries littéraires », il publie sous le pseudonyme de Lord R’hoone (autre anagramme d'Honoré). Parmi ces œuvres, on compte notamment : L'Héritière de Birague, Clotilde de Lusignan, Le Vicaire des Ardennes (interdit et saisi, mais c'est le seul roman de cette époque qui ait échappé à l'échec commercial) et Jean-Louis. Ces ouvrages en petit format in-12 rencontrent un certain public dans les cabinets de lecture, si bien que l'auteur croit avoir trouvé un filon productif. Dans une lettre à sa sœur Laure, datée de juillet 1821, il se fait fort de produire un roman par mois : « Dans peu, Lord R'hoone sera l'homme à la mode, l'auteur le plus fécond, le plus aimable, et les dames l'aimeront comme la prunelle de leurs yeux, et le reste ; et alors, le petit brisquet d'Honoré arrivera en équipage, la tête haute, le regard fier et le gousset plein. ». En fait, il dépasse même cet objectif, car il déclare un peu plus tard avoir écrit huit volumes en trois mois. De cette période date, notamment, L'Anonyme, ou, Ni père ni mère signé sous le double pseudonyme de son commanditaire A. Viellerglé Saint-Alme et Auguste Le Poitevin de L'Égreville.
En 1822, il abandonne ce pseudonyme pour celui de Horace de Saint-Aubin. C'est celui qu'il utilise pour signer Le Centenaire ou les Deux Beringheld chez Pollet à Paris et Le Vicaire des Ardennes. Ce dernier ouvrage est dénoncé au roi, et saisi. En 1823, il publie Annette et le Criminel, puis La Dernière Fée ou La Nouvelle Lampe merveilleuse, mais ce livre, mauvais pastiche d'un vaudeville de Scribe et d'un roman de Maturin, est « exécrable ».

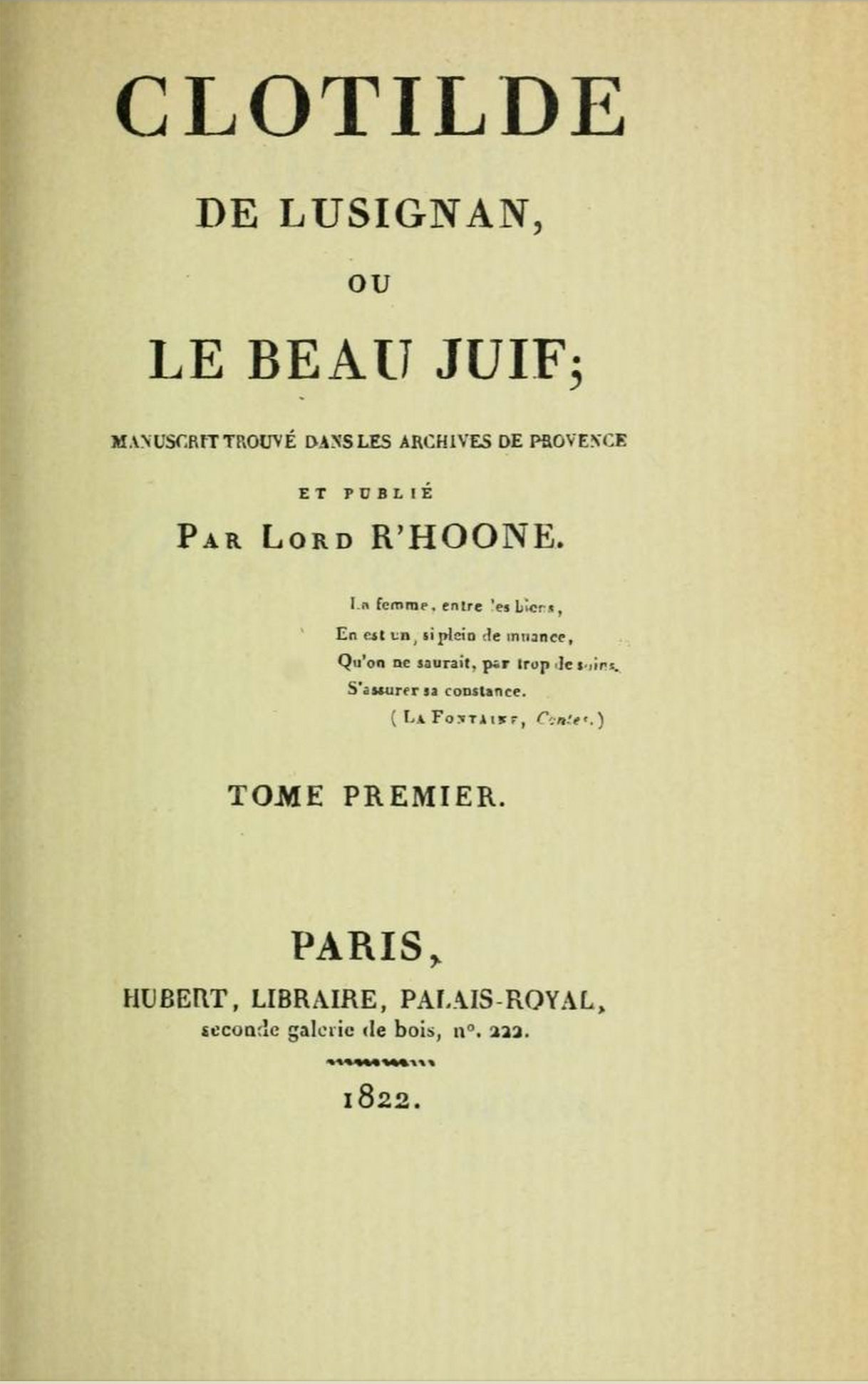
Balzac, Clotilde de Lusignan (1822).

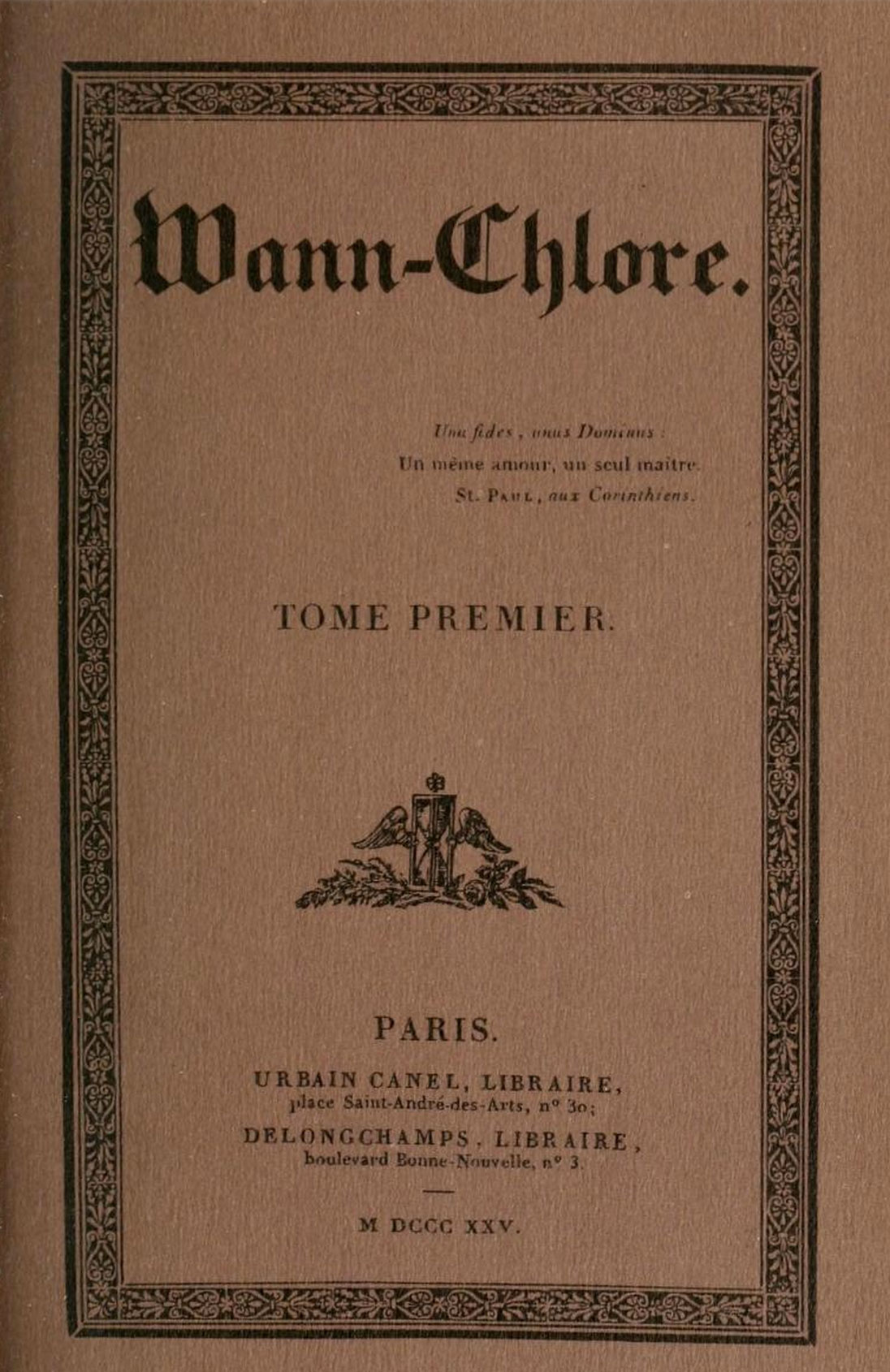
Couverture de Wann-Chlore (1825).

Il collabore au Feuilleton littéraire d'Horace Raisson, qui cessera de paraître le 7 septembre 1824, et rédige divers ouvrages utilitaires répondant à la demande du public, en les signant au nom de Raisson. Après un Code de la toilette (1824), il publie un Code des gens honnêtes, dans lequel il affirme avec cynisme que tout l'état social repose sur le vol, et qu'il faut donc donner aux gens honnêtes les moyens de se défendre contre les ruses des avocats, avoués et notaires. Il travaille aussi à un Traité de la prière et publie une Histoire impartiale des Jésuites (1824). Il rédige aussi sous pseudonyme un ouvrage sur Le Droit d'aînesse (1824), sujet qui sera chez lui un thème récurrent. Son père, qui avait mis la main sur cette brochure anonyme, s'indigna contre un « auteur arriéré » défenseur d'une institution périmée et entreprit de le réfuter, ignorant qu'il s'agissait de son fils.
Vers la fin de l'année 1824, en proie à une profonde crise morale et intellectuelle, Balzac abandonne la littérature commerciale et rédige le testament littéraire de Horace de Saint-Aubin, qu'il place dans la postface de Wann-Chlore ou Jane la Pâle. Il se moquera plus tard des intrigues sommaires et dépourvues de style des romans de cette époque, et en fera un pastiche désopilant dans un long passage de La Muse du département. Il se met alors à la rédaction de L'Excommunié, roman de transition, achevé par une main étrangère, et qui ne sera publié qu'en 1837. Cet ouvrage consomme sa rupture avec la littérature facile et sera le premier jalon d'un cycle de romans historiques. Féru d'histoire, Balzac aura alors l'idée de présenter l'histoire de France sous une forme romanesque, ce qui donnera notamment Sur Catherine de Médicis. Il s'essaie aussi une nouvelle fois au théâtre, avec Le Nègre, un sombre mélodrame, tout en étant conscient de gaspiller son génie, et esquisse un poème en vers qui n'aboutira pas : Fœdora.
En dépit de leurs défauts, ces œuvres de jeunesse, publiées de 1822 à 1827, contiennent, selon André Maurois, les germes de ses futurs romans : « Il sera un génie malgré lui. ». Balzac, toutefois, les désavoue et les proscrira de l’édition de ses œuvres complètes, tout en les republiant en 1837 sous le titre Œuvres complètes de Horace de Saint-Aubin, et en faisant compléter certains ouvrages par des collaborateurs, notamment le marquis de Belloy et le comte de Gramont. Pour mieux brouiller les pistes, et couper tout lien avec son pseudonyme, il chargera Jules Sandeau de rédiger un ouvrage intitulé Vie et malheurs de Horace de Saint-Aubin.
Désespérant de devenir riche avec une littérature alimentaire qu'il méprise, il décide de se lancer dans les affaires et devient libraire-éditeur. Le 19 avril 1825, il s’associe à Urbain Canel et Augustin Delongchamps pour publier des éditions illustrées de Molière et de La Fontaine. Il acquiert aussi une partie du matériel de l'ancienne fonderie Gillé & Fils et fonde une imprimerie. Toutefois, les livres ne se vendent pas aussi bien qu'il le souhaitait, et la faillite menace.
Lâché par ses associés, Balzac se retrouve, le 1er mai 1826, avec une énorme dette. Au lieu de jeter l'éponge, il pousse plus loin l'intégration verticale et décide, le 15 août 1827, de créer une fonderie de caractères avec le typographe André Barbier. Cette affaire se révèle également un échec financier. Au 16 avril 1827, il croule sous une dette dont le chiffre varie selon les sources de 53 619 francs à 60 000 francs de l'époque.

### Vers une nouvelle forme de roman

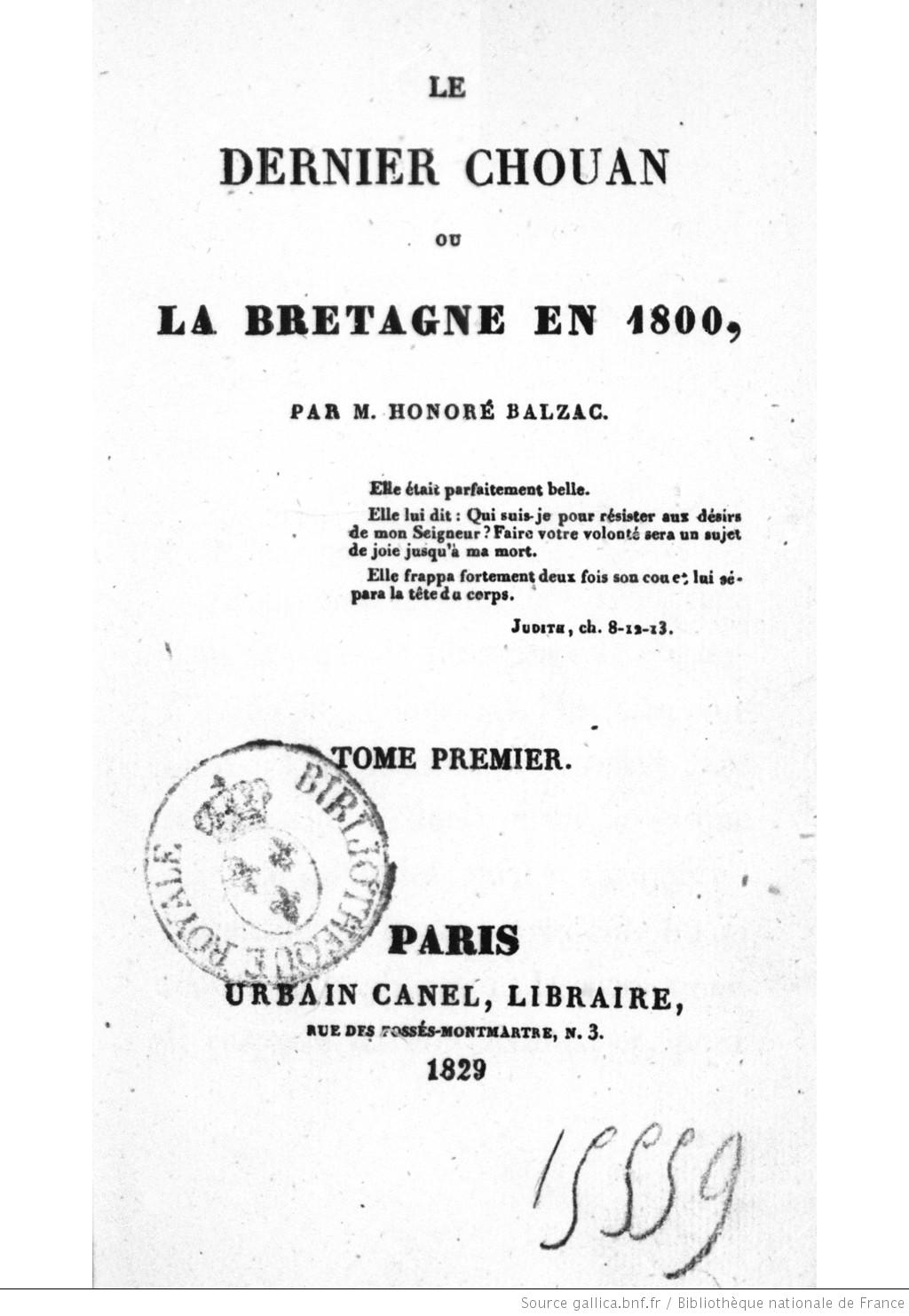
Couverture de la première édition des Chouans, 1829 (source :).

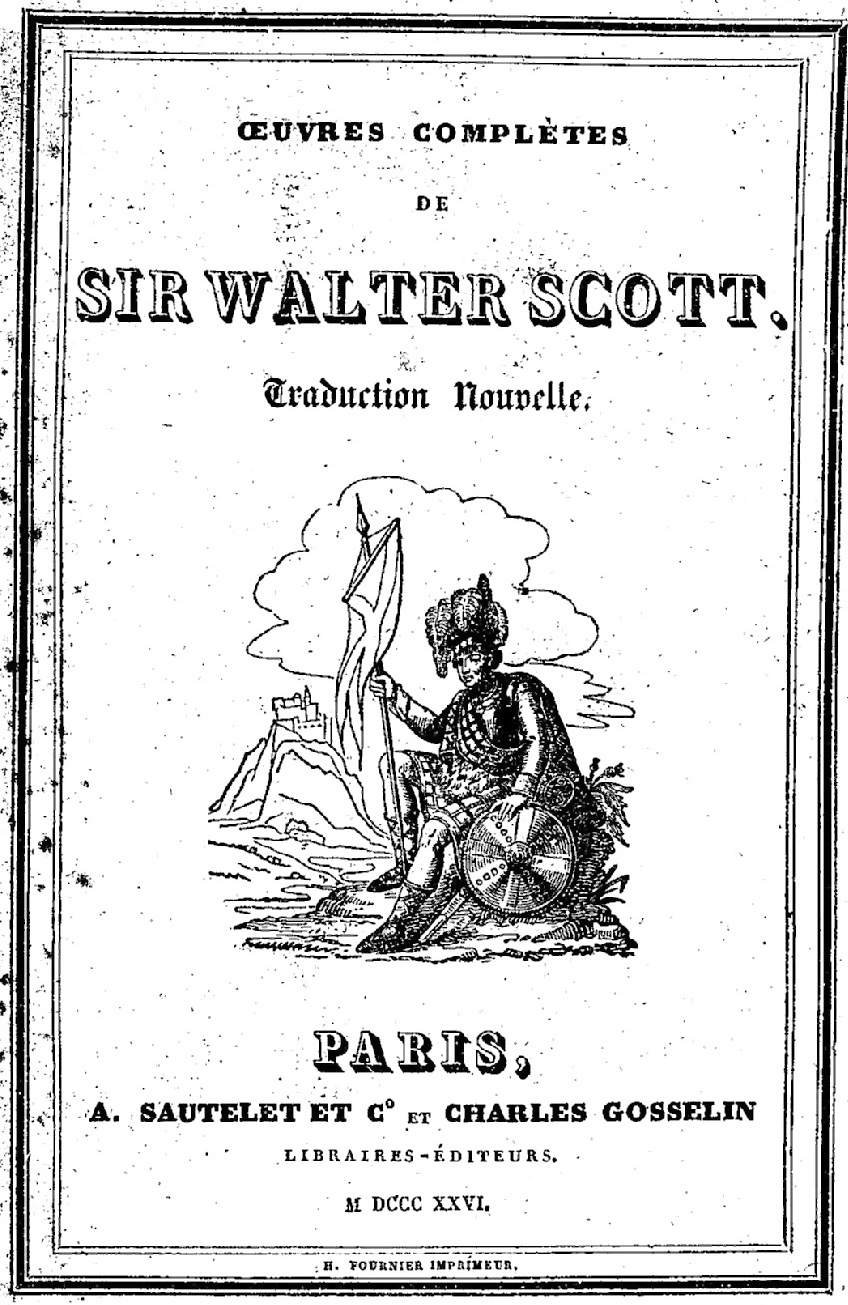
Couverture d'une traduction des Œuvres complètes de Walter Scott, 1826 (source :).

Passionné par les idées et les théories explicatives, Balzac s'intéresse, comme sa mère, aux écrits de Swedenborg, ainsi qu'au martinisme et aux sciences occultes. Convaincu de la puissance de la volonté, il croit que l'homme « a le pouvoir d'agir sur sa propre force vitale et de la projeter hors de soi-même, pratiquant occasionnellement le magnétisme curatif, comme sa mère, par l'imposition des mains ». Il connaît par expérience la force que recèle le roman, mais ne voit pas encore celui-ci comme un outil de transformation sociale. Ainsi écrit-il dans une préface : « Ah ! si j'étais une fois conseiller d'État, comme je dirais au roi, et en face encore : « Sire, faites une bonne ordonnance qui enjoigne à tout le monde de lire des romans !… » En effet, c'est un conseil machiavélique, car c'est comme la queue du chien d'Alcibiade ; pendant qu'on lirait des romans, on ne s'occuperait pas de politique. ».
Il perçoit maintenant les limites de Walter Scott, un modèle fort admiré et à qui il rendra encore hommage dans son avant-propos de 1842. Comme le déclarera plus tard un de ses personnages dans un avertissement lancé à un jeune écrivain : « Si vous voulez ne pas être le singe de Walter Scott, il faut vous créer une manière différente. ».

S'il peut envisager la possibilité de dépasser son modèle, c'est aussi parce qu'il a découvert, en 1822, L’Art de connaître les hommes par la physionomie de Lavater et qu'il en est fortement imprégné. La physiognomonie, qui se flatte de pouvoir associer « scientifiquement » des traits de caractère à des caractéristiques physiques et qui recense quelque 6 000 types humains, devient pour lui une sorte de bible. Cette théorie contient en effet en germe « l'esquisse d'une étude de tous les groupes sociaux ». Le romancier aura souvent recours à cette théorie pour brosser le portrait de ses personnages : 

« Les lois de la physionomie sont exactes, non seulement dans leur application au caractère, mais encore relativement à la fatalité de l’existence. Il y a des physionomies prophétiques. S’il était possible, et cette statistique vivante importe à la Société, d’avoir un dessin exact de ceux qui périssent sur l’échafaud, la science de Lavater et celle de Gall prouveraient invinciblement qu’il y avait dans la tête de tous ces gens, même chez les innocents, des signes étranges. »

D'une vieille fille méchante et bornée, il écrit ainsi que « la forme plate de son front trahissait l'étroitesse de son esprit ». Pour un criminel : « Un trait de sa physionomie confirmait une assertion de Lavater sur les gens destinés au meurtre, il avait les dents de devant croisées. ». Ailleurs, il décrit ainsi un banquier : « L’habitude des décisions rapides se voyait dans la manière dont les sourcils étaient rehaussés vers chaque lobe du front. Quoique sérieuse et serrée, la bouche annonçait une bonté cachée, une âme excellente, enfouie sous les affaires, étouffée peut-être, mais qui pouvait renaître au contact d’une femme. ».
Après sa faillite comme éditeur, Balzac revient à l’écriture. En septembre 1828, cherchant la sérénité et la documentation nécessaires à la rédaction des Chouans, roman politico-militaire, il obtient d'être hébergé par le général Pommereul à Fougères. Il polit particulièrement cet ouvrage, car il veut le faire éditer en format in-octavo, beaucoup plus prestigieux que le format in-12 de ses livres précédents destinés aux cabinets de lecture. Le roman paraît finalement en 1829 sous le titre Le Dernier Chouan ou la Bretagne. C'est le premier de ses ouvrages à être signé « Honoré Balzac ».

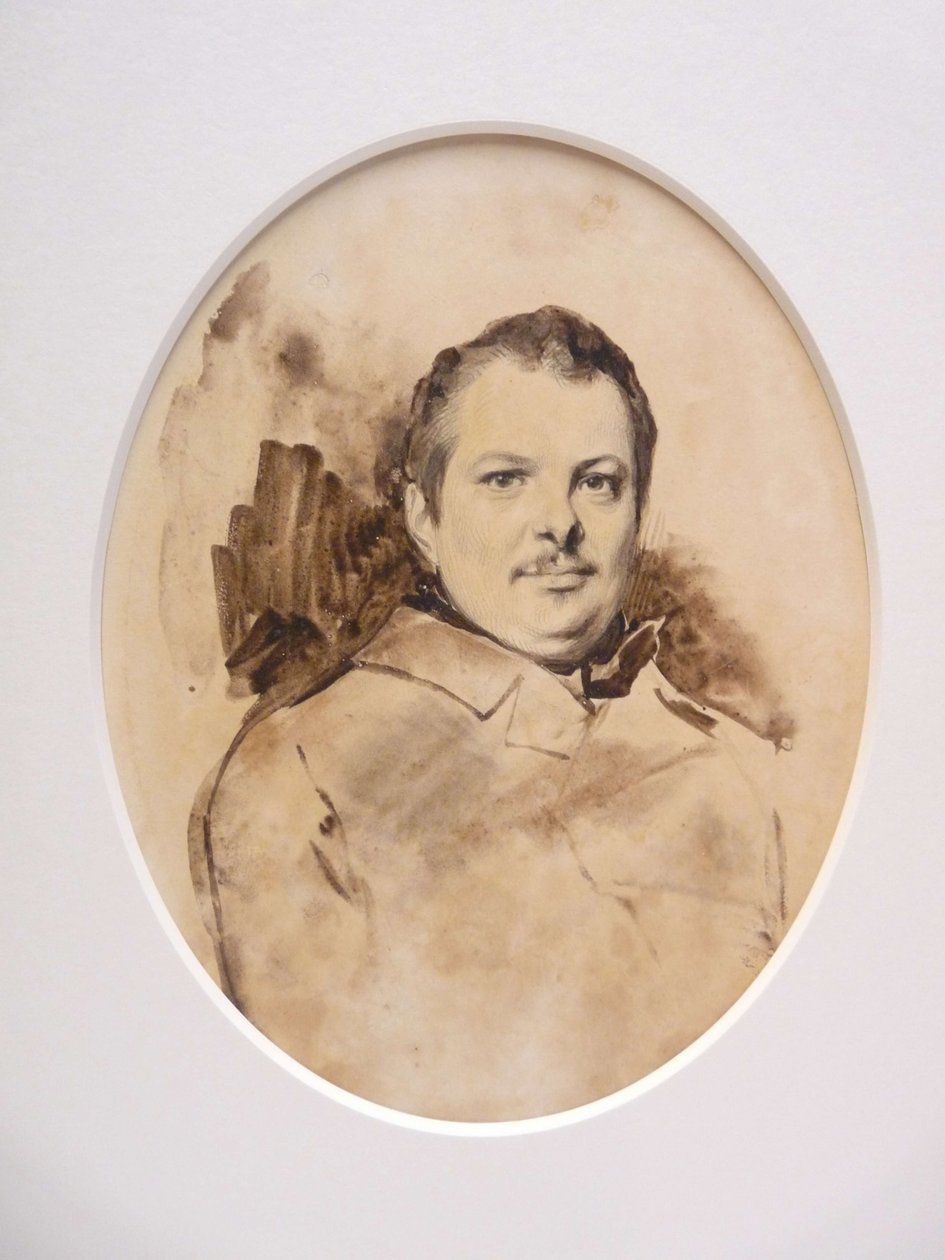
Portrait d’Honoré de Balzac vers 1829, attribué à Achille Devéria.

Cette même année 1829 voit la parution de Physiologie du mariage « par un jeune célibataire ». Balzac y montre une « étonnante connaissance des femmes », qu'il doit sans doute aux confidences de ses amantes, Mme de Berny et la duchesse d'Abrantès, ainsi qu'à Fortunée Hamelin et Sophie Gay, des Merveilleuses dont il fréquente les salons. Décrivant le mariage comme un combat, l'auteur prend le parti des femmes, et il défend le principe de l'égalité des sexes, alors mis en avant par les saint-simoniens. L'ouvrage remporte un grand succès auprès des femmes, qui s'arrachent le livre, même si certaines le trouvent choquant.

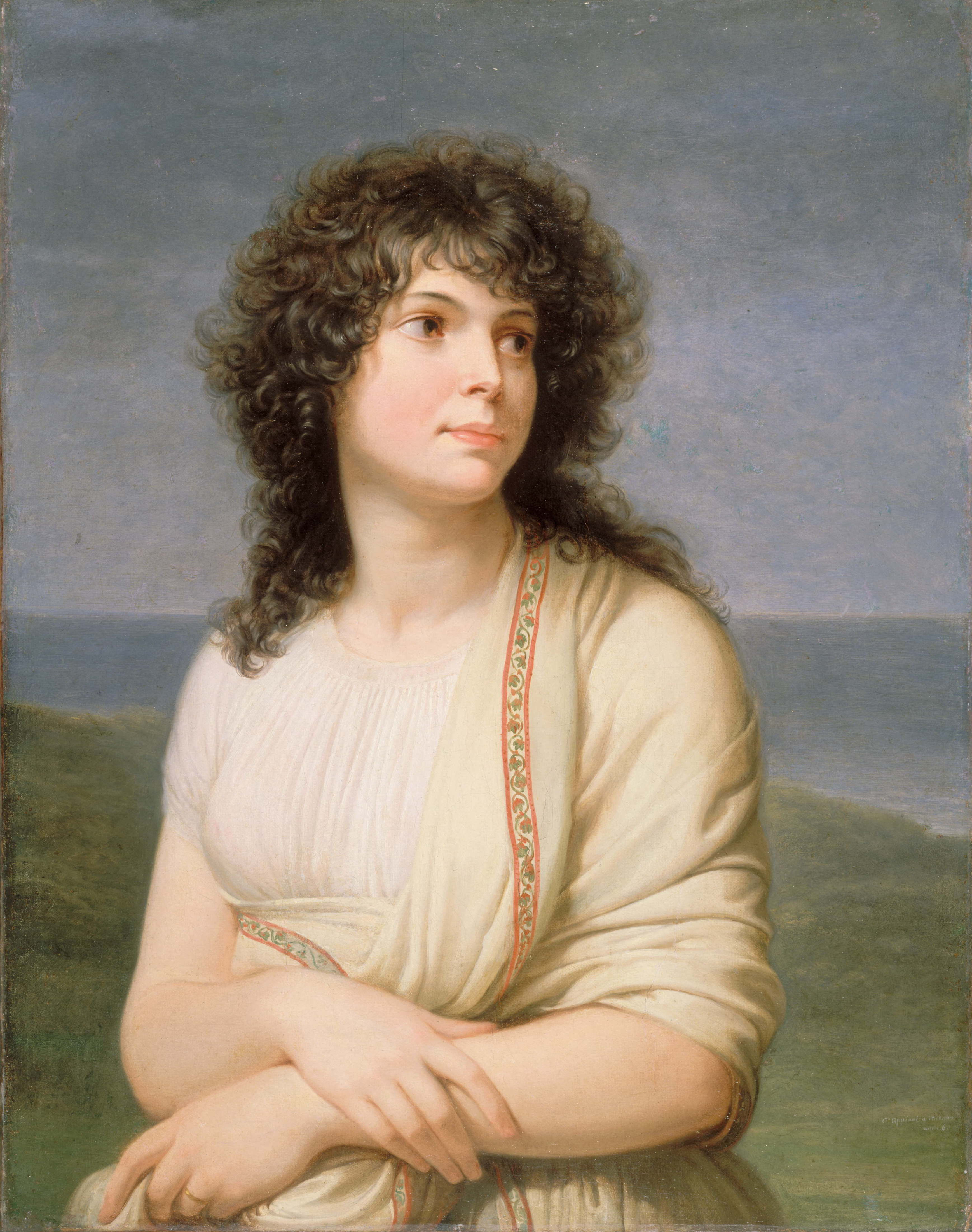
Fortunée Hamelin, une Merveilleuse dont Balzac fréquentait le salon. Portrait par Andrea Appiani (1798).

Balzac commence dès lors à être un auteur connu. Il est introduit au salon de Juliette Récamier, où se retrouve le gratin littéraire et artistique de l'époque. Il fréquente aussi le salon de la princesse russe Catherine Bagration, où il se lie notamment avec le duc de Fitz-James, oncle de Mme de Castries. Toutefois, ses livres ne se vendent pas assez : ses revenus ne sont pas à la hauteur de ses ambitions et de son train de vie. Il cherche alors à gagner de l'argent dans le journalisme.
En 1830, il écrit dans la Revue de Paris, la Revue des deux Mondes, La Mode, La Silhouette, Le Voleur, La Caricature. Il devient l'ami du patron de presse Émile de Girardin. Deux ans après la mort de son père, survenue le 19 juin 1829, l'écrivain ajoute une particule à son nom lors de la publication de L'Auberge rouge, en 1831, qu'il signe « de » Balzac,. Ses textes journalistiques sont d'une grande diversité. Certains portent sur ce qu'on appellerait aujourd'hui la politique culturelle, tels « De l'état actuel de la librairie » et « Des artistes ». Ailleurs est esquissée une « Galerie physiologique », avec « L'Épicier » et « Le Charlatan ». Il écrit aussi sur les mots à la mode, la mode en littérature et esquisse une nouvelle théorie du déjeuner. Il publie en parallèle des contes fantastiques et se met à écrire sous forme de lettres des réflexions sur la politique.

En même temps, il travaille à La Peau de chagrin, qu'il voit comme « une véritable niaiserie en fait de littérature, mais où il a essayé de transporter quelques situations de cette vie cruelle par laquelle les hommes de génie ont passé avant d'arriver à quelque chose ». D'inspiration romantique par son intrigue, qui fait « se dérouler dans le Paris de 1830 un conte oriental des Mille et une Nuits », le conte explore l'opposition entre une vie fulgurante consumée par le désir, et la longévité morne que donne le renoncement à toute forme de désir. Son héros, Raphaël de Valentin, s'exprime comme l'auteur lui-même, qui veut tout : la gloire, la richesse, les femmes : 

« Méconnu par les femmes, je me souviens de les avoir observées avec la sagacité de l’amour dédaigné. […] Je voulus me venger de la société, je voulus posséder l’âme de toutes les femmes en me soumettant les intelligences, et voir tous les regards fixés sur moi quand mon nom serait prononcé par un valet à la porte d’un salon. Je m’instituai grand homme. »

 Balzac dira plus tard de ce roman qu'il est « la clé de voûte qui relie les études de mœurs aux études philosophiques par l'anneau d’une fantaisie presque orientale où la vie elle-même est prise avec le Désir, principe de toute passion ».
Dans la préface de l'édition de 1831, il expose son esthétique réaliste : « L'art littéraire ayant pour objet de reproduire la nature par la pensée est le plus compliqué de tous les arts. […] L'écrivain doit être familiarisé avec tous les effets, toutes les natures. Il est obligé d'avoir en lui je ne sais quel miroir concentrique où, suivant sa fantaisie, l'univers vient se réfléchir. ». Ce livre — qu'il dédie à la dilecta — paraîtra finalement en 1831. C'est un succès immédiat. Balzac est devenu « avec trois ouvrages, l'ambition des éditeurs, l'enfant chéri des libraires, l'auteur favori des femmes ».

### Le grand projet deLa Comédie humaine

#### Une œuvre colossale et rigoureusement planifiée

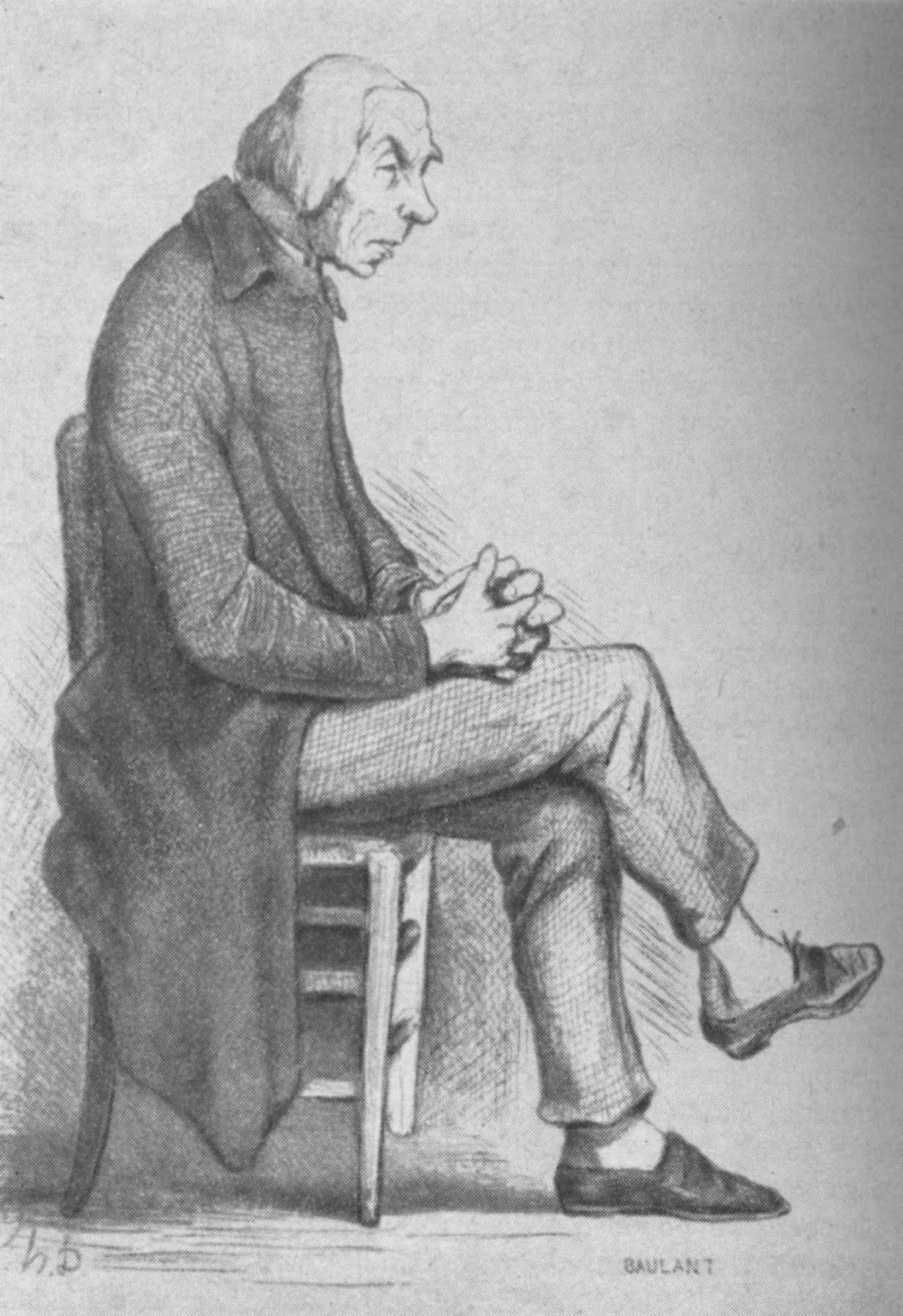
Le père Goriot par Daumier (1842). Ce roman inaugure le retour des personnages.

La Peau de chagrin marque le début d'une période créative au cours de laquelle prennent forme les grandes lignes de La Comédie humaine. Les « études philosophiques », qu’il définit comme la clé permettant de comprendre l’ensemble de son œuvre, ont pour base cet ouvrage, qui sera suivi de Louis Lambert (1832), Séraphîta (1835) et La Recherche de l'absolu (1834).
Les Scènes de la vie privée, qui inaugurent la catégorie des « études de mœurs », commencent avec Gobseck (1830) et La Femme de trente ans (1831). La construction de « l'édifice », dont il expose le plan dès 1832 à sa famille avec un enthousiasme fébrile, se poursuit avec les Scènes de la vie parisienne dont fait partie Le Colonel Chabert (1832-1835). Il aborde en même temps les Scènes de la vie de province avec Le Curé de Tours (1832) et Eugénie Grandet (1833), ainsi que les Scènes de la vie de campagne avec Le Médecin de campagne (1833), dans lequel il expose un système économique et social de type saint-simonien.
Ainsi commence « le grand dessein » qui, loin d’être une simple juxtaposition d’œuvres compilées a posteriori, se développe instinctivement au fur et à mesure de ses écrits. Il envisage le plan d'une œuvre immense, qu'il compare à une cathédrale. L’ensemble doit être organisé pour embrasser du regard toute l’époque, tous les milieux sociaux et l'évolution des destinées. Profondément influencé par les théories de Cuvier et de Geoffroy Saint-Hilaire, il part du principe qu'il existe « des Espèces Sociales comme il y a des Espèces Zoologiques » et que les premières sont beaucoup plus variées que les secondes, car « les habitudes, les vêtements, les paroles, les demeures d’un prince, d’un banquier, d’un artiste, d’un bourgeois, d’un prêtre et d’un pauvre sont entièrement dissemblables et changent au gré des civilisations ». Il en résulte que la somme romanesque qu'il envisage doit « avoir une triple forme : les hommes, les femmes et les choses, c’est-à-dire les personnes et la représentation matérielle qu’ils donnent de leur pensée ; enfin l’homme et la vie ».
Le Père Goriot, commencé en 1834, marque l’étape la plus importante dans la construction de son œuvre, car Balzac a alors l'idée du retour des personnages, qui est une caractéristique majeure de La Comédie humaine. L'œuvre n'a pu prendre corps qu'avec l'idée de ce retour. Elle est étroitement liée à l'idée d'un cycle romanesque « faisant concurrence à l’état civil ». Ainsi, un personnage qui avait joué un rôle central dans un roman peut reparaître dans un autre quelques années plus tard comme personnage secondaire, tout en étant présenté sous un nouveau jour, exactement comme, dans la vie, des gens que nous avons connus peuvent disparaître longtemps de nos relations pour ensuite refaire surface. Le roman arrive ainsi à restituer « la part de mystère qui subsiste dans chaque vie et dans tout être. Dans la vie aussi, rien ne se termine ». De même, anticipant la vogue des « préquelles », il peut présenter dans un roman la jeunesse d'une personne qu'on avait rencontrée sous les traits d'une femme mûre dans un roman précédent, telle « l'actrice Florine peinte au milieu de sa vie dans Une fille d'Ève et [que l'on retrouve] à son début dans Illusions perdues ».
Une fois le plan élaboré, les publications se succèdent à un rythme accéléré : Le Lys dans la vallée paraît en 1835-1836, puis Histoire de la grandeur et de la décadence de César Birotteau en 1837, suivi de La Maison Nucingen en 1838, Le Curé de village et Béatrix en 1839, Ursule Mirouët et Une ténébreuse affaire en 1841, La Rabouilleuse en 1842. La rédaction d'Illusions perdues s’étend de 1837 à 1843, tandis que celle de Splendeurs et misères des courtisanes va de 1838 à 1847. Paraissent encore deux chefs-d'œuvre : La Cousine Bette (1846) et Le Cousin Pons (1847).
Le plan de l'ouvrage est constamment refait et s'allonge au fil des ans, jusqu'à compter 145 titres en 1845, dont 85 sont déjà écrits. Mais ses forces déclinent et il doit réduire son projet. Au total, La Comédie humaine comptera 90 titres publiés du vivant de l'auteur.

#### Une passion du détail vrai

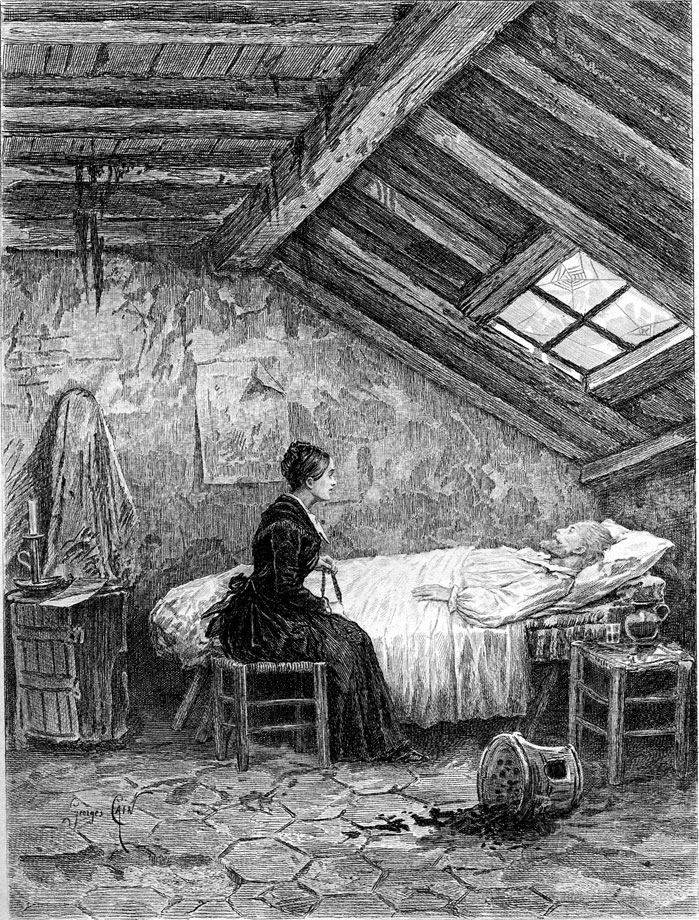
Illustration tirée de La Cousine Bette.

« Enfin, toutes les horreurs que les romanciers croient inventer sont toujours au-dessous de la vérité. »
Doté du génie de l'observation, Balzac attache une grande importance à la documentation et décrit avec précision les lieux de ses intrigues, n'hésitant pas à se rendre sur place pour mieux s'imprégner de l'atmosphère, ou interrogeant des personnes originaires d'une ville qui joue un rôle dans son récit. Il a un sens aigu du détail vrai et son style devient jubilatoire dès qu'il s'agit de décrire. C'est pour cela que les personnages prennent tellement de place dans son œuvre et qu'il ne pouvait pas rivaliser avec Eugène Sue dans le roman-feuilleton. Il décrit minutieusement une rue, l'extérieur d'une maison, la topographie d'une ville, la démarche d'un personnage, les nuances de la voix et du regard. Il est à la fois scénographe, costumier et régisseur : « Balzac, par sa gestion si particulière de l'espace et du temps, a inventé l'écriture cinématographique. ». Les minutieuses descriptions de l’ameublement d’une maison, d'une collection d'antiquités, des costumes des personnages jusque dans les moindres détails — passementerie, étoffes, teintes — sont celles d’un scénographe, voire d'un cinéaste. L’auteur de La Comédie humaine plante ses décors avec un soin presque maniaque, ce qui explique l’engouement des metteurs en scène pour ses textes, souvent adaptés à l’écran (voir Films basés sur l'œuvre d'Honoré de Balzac). Il accorde un même soin à décrire le fonctionnement d'une prison, les rouages de l'administration, la mécanique judiciaire, les techniques de spéculation boursière, les plus-values que procure un monopole ou une soirée à l'Opéra et les effets de la musique.
Par cet ensemble de romans et nouvelles, Balzac se veut un témoin de son siècle, dont il dresse un état des lieux pour les générations futures. Il s'attache à des réalités de la vie quotidienne qui étaient ignorées par les auteurs classiques. Grâce à la précision et à la richesse de ses observations, La Comédie humaine a aujourd'hui valeur de témoignage socio-historique et permet de suivre la montée de la bourgeoisie française de 1815 à 1848.

Pour cette raison, on a vu en lui un auteur réaliste, alors que le génie balzacien excède une catégorie réductrice que dénonçait déjà Baudelaire : 

« J'ai maintes fois été étonné que la grande gloire de Balzac fût de passer pour un observateur ; il m'avait toujours semblé que son principal mérite était d'être visionnaire, et visionnaire passionné. Tous ses personnages sont doués de l'ardeur vitale dont il était animé lui-même. Depuis le sommet de l'aristocratie jusqu'aux bas-fonds de la plèbe, tous les acteurs de sa Comédie sont plus âpres à la vie, plus actifs et rusés dans la lutte, plus patients dans le malheur, plus goulus dans la jouissance, plus angéliques dans le dévouement, que la comédie du vrai monde ne nous les montre. Bref, chacun, chez Balzac, même les portières, a du génie. »

Baudelaire reconnaît toutefois au romancier un « goût prodigieux du détail, qui tient à une ambition immodérée de tout voir, de tout faire voir, de tout deviner, de tout faire deviner ». Nombre de critiques ont salué « une imagination débordante et d'une richesse infinie, l'imagination créatrice la plus fertile et la plus dense qui ait jamais existé depuis Shakespeare ». En poussant la précision du détail jusqu'à l'hyperbole, le réalisme balzacien devient incandescent et se transforme en vision. Certains récits relèvent de la veine fantastique tandis que d'autres baignent dans une veine mystique et ésotérique.
En plus de faire un portrait de la société, Balzac veut aussi influer sur son siècle, comme il le déclare lors d'une entrevue en 1833. Il veut occuper la première place dans la littérature européenne, à la hauteur des Byron, Scott, Goethe ou Hoffmann.

#### Liens avec sa propre vie

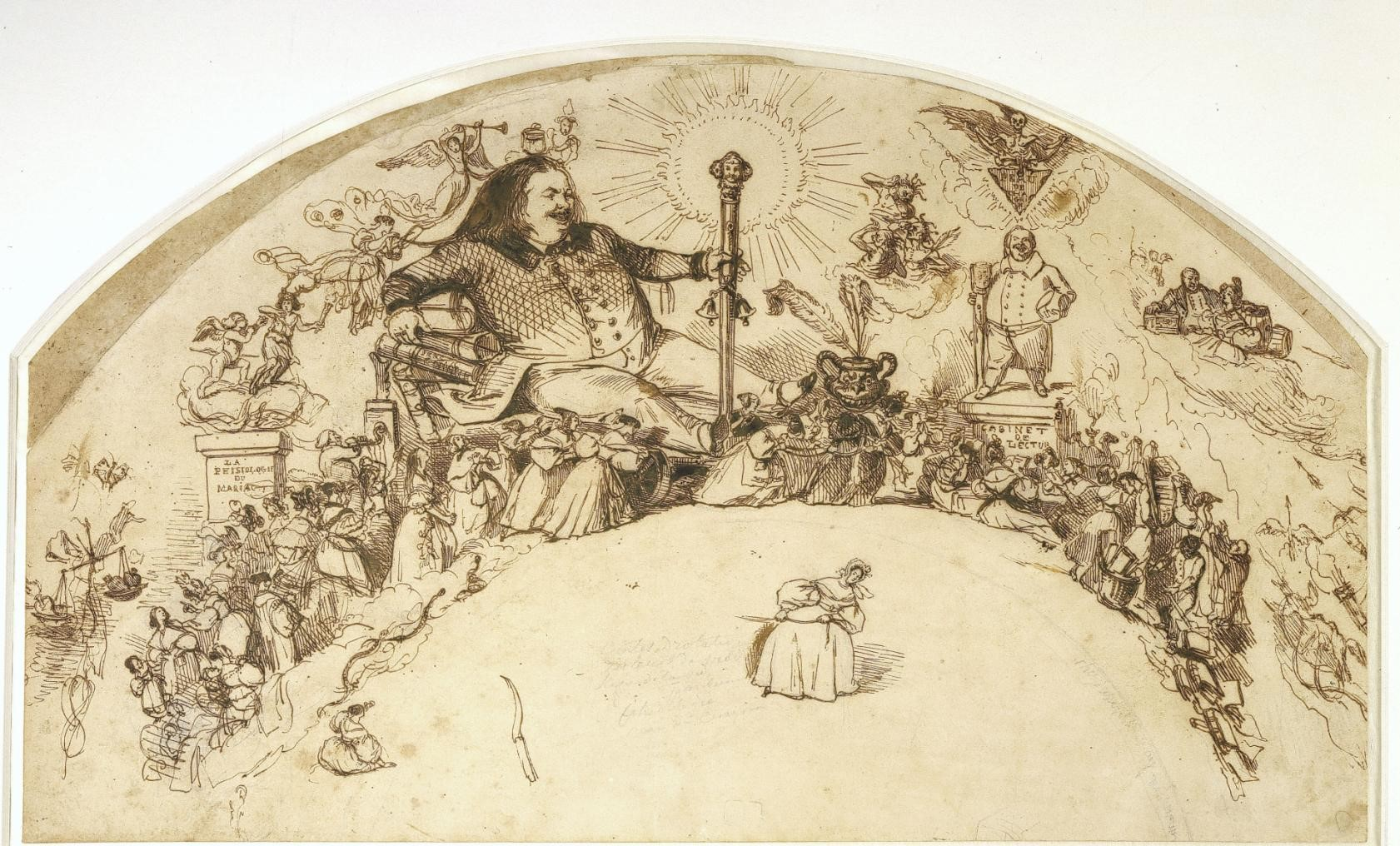
Balzac et les personnages de La Comédie humaine.
Dessin à la plume de Grandville pour un projet d'éventail, vers 1835-1836.

L’œuvre est indissociable de sa vie, dont les vicissitudes font comprendre ce qui a nourri son « monde ». Il fascine ses contemporains par ses bagues, sa canne à pommeau d'or, sa loge à l'Opéra. Il vit avec une gourmandise insatiable, un appétit « d'argent, de femmes, de gloire, de réputation, de titres, de vins et de fruits ».
Il a multiplié déménagements, faillites, dettes, spéculations ruineuses, amours simultanées, emprunts de faux noms, séjours dans des châteaux, que ce soit à Saché ou à Frapesle, et a fréquenté tous les milieux sociaux. L'accès à l'aisance financière — « Avoir ou n’avoir pas de rentes, telle était la question, a dit Shakspeare » — est la motivation majeure de la plupart des mariages dans ses romans — comme ce le fut pour lui. Il montre un auteur poursuivi pour n'avoir pas livré à temps un manuscrit promis à son éditeur, tout comme cela lui est arrivé à lui-même. Alors qu'il a dû se cacher longtemps dans un appartement secret pour échapper à ses créanciers, en inventant mille stratagèmes (voir ci-dessous « Rue des Batailles »), il met en scène un détective privé qui gagne sa vie en s'emparant de débiteurs insaisissables. À l'époque où, muni de l'argent que lui a confié Mme Hańska, il court les antiquaires à la recherche de tableaux et d'objets d'art pour meubler fastueusement leur demeure commune (voir ci-dessous « La Folie Beaujon ou le dernier palais »), il dessine le personnage du cousin Pons, un collectionneur passionné qui « pendant ses courses à travers Paris, avait trouvé pour dix francs ce qui se paye aujourd’hui mille à douze cents francs » et avait ainsi amassé une collection exceptionnelle.
Par leur psychologie, plusieurs personnages sont intimement liés à la personnalité de Balzac et apparaissent comme des doubles de leur créateur. On peut voir une part de lui dans les personnages de Séraphîta, Louis Lambert, La Fille aux yeux d'or et Mémoires de deux jeunes mariées. On le reconnaît aussi dans le narrateur de Facino Cane et surtout en Lucien de Rubempré, dont la trajectoire, qui s'étend sur ses deux plus grands romans (Illusions perdues et Splendeurs et misères des courtisanes), comporte de nombreux points communs avec la sienne : même début dans la poésie, même liaison de jeune homme avec une femme mariée, même ambition littéraire, même désir de quitter la province pour percer à Paris, etc. Tout comme Lucien se donne un titre de noblesse et des armoiries, Balzac a ajouté une particule nobiliaire à son nom et a fait peindre des armoiries sur la calèche qu'il avait louée pour aller rencontrer Mme Hańska à Vienne. (Voir la section Les doubles).

#### Style et méthode de travail

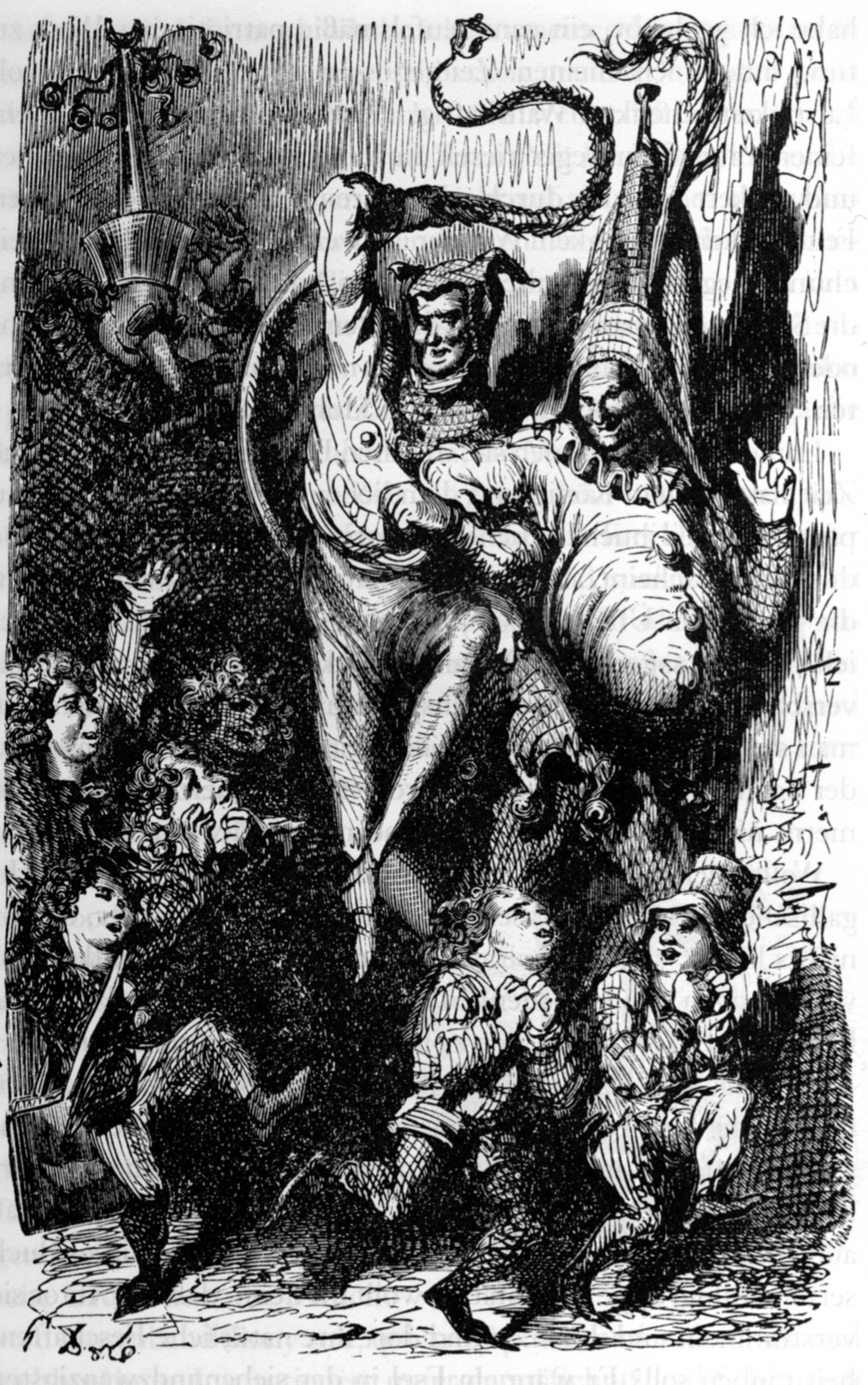
Illustration des Contes drolatiques par Gustave Doré.

Voir la section correspondante dans l'article sur La Comédie humaine.
Il a presque toujours plusieurs ouvrages en chantier, étant à même de puiser dans sa galerie de personnages pour les intégrer à une intrigue et répondre à la demande d'un éditeur qui lui demande une nouvelle. Décrivant la méthode de travail de Balzac, André Maurois imagine que des centaines de romans flottent sur ses pensées « comme des truites dans un vivier, le besoin venu, il en saisit un. Quelquefois, il n'y réussit pas tout de suite. […] Si un livre vient mal, Balzac le rejette au vivier. Il passe à autre chose ». Il n'hésite pas à refondre ses textes antérieurs, changeant le titre d'un roman ou des noms de personnages, reprenant un texte d'abord publié sous forme de nouvelle pour l'intégrer dans une suite romanesque. Il élimine aussi dans l'édition définitive la division en chapitres.
Très doué pour le pastiche, Balzac imite facilement des écrivains et des voix particulières. Il va volontiers jusqu'à la caricature, comme pour le langage de la concierge du Cousin Pons ou le jargon du banquier Nucingen. Il inscrit dans la trame de ses romans d'innombrables analogies cachées qui en forment l'armature symbolique et contribuent à donner un accent de vérité au récit. Son style, qui a été critiqué pour des fautes de goût dans les premières années, commence à s'élever à force de travail et dénote par la suite une grande maîtrise. Il corrige inlassablement ses épreuves, exigeant parfois qu'elles soient reprises jusqu'à quinze ou seize fois, et retournant à l'imprimeur des pages tellement barbouillées de corrections qu'elles faisaient le désespoir des typographes, mais suscitent maintenant l'admiration.
Pour se délasser et servir d'antidote au « sérieux romantique », Balzac travaille aux Contes drolatiques, qu'il rédige en parallèle à ses romans, de 1832 à 1837, s'inspirant de Rabelais et pastichant l'ancien français tout en inventant force néologismes.

### Balzac journaliste

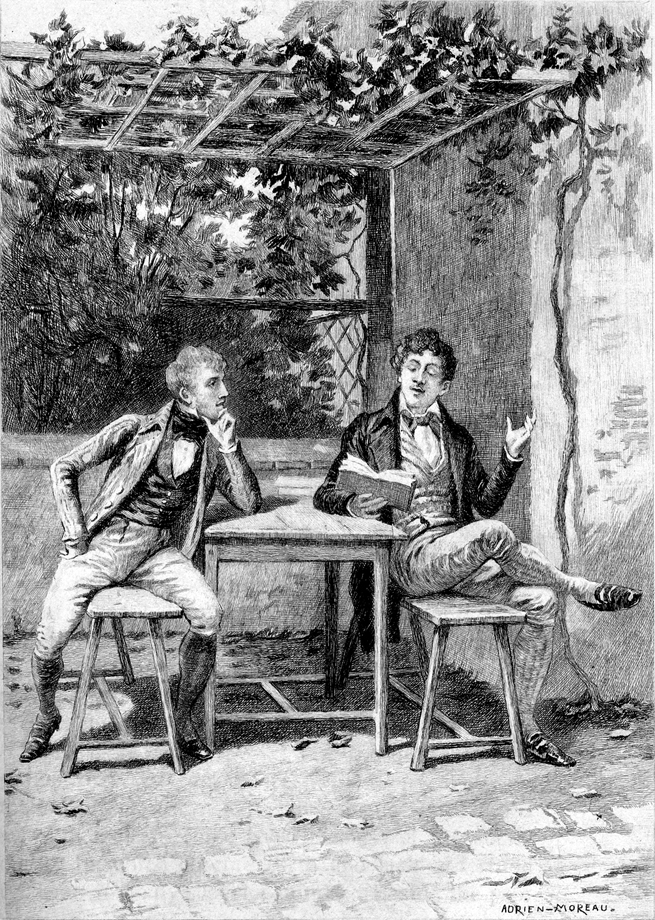
Daniel d'Arthez met en garde Lucien de Rubempré sur les dangers du journalisme (Illusions perdues).

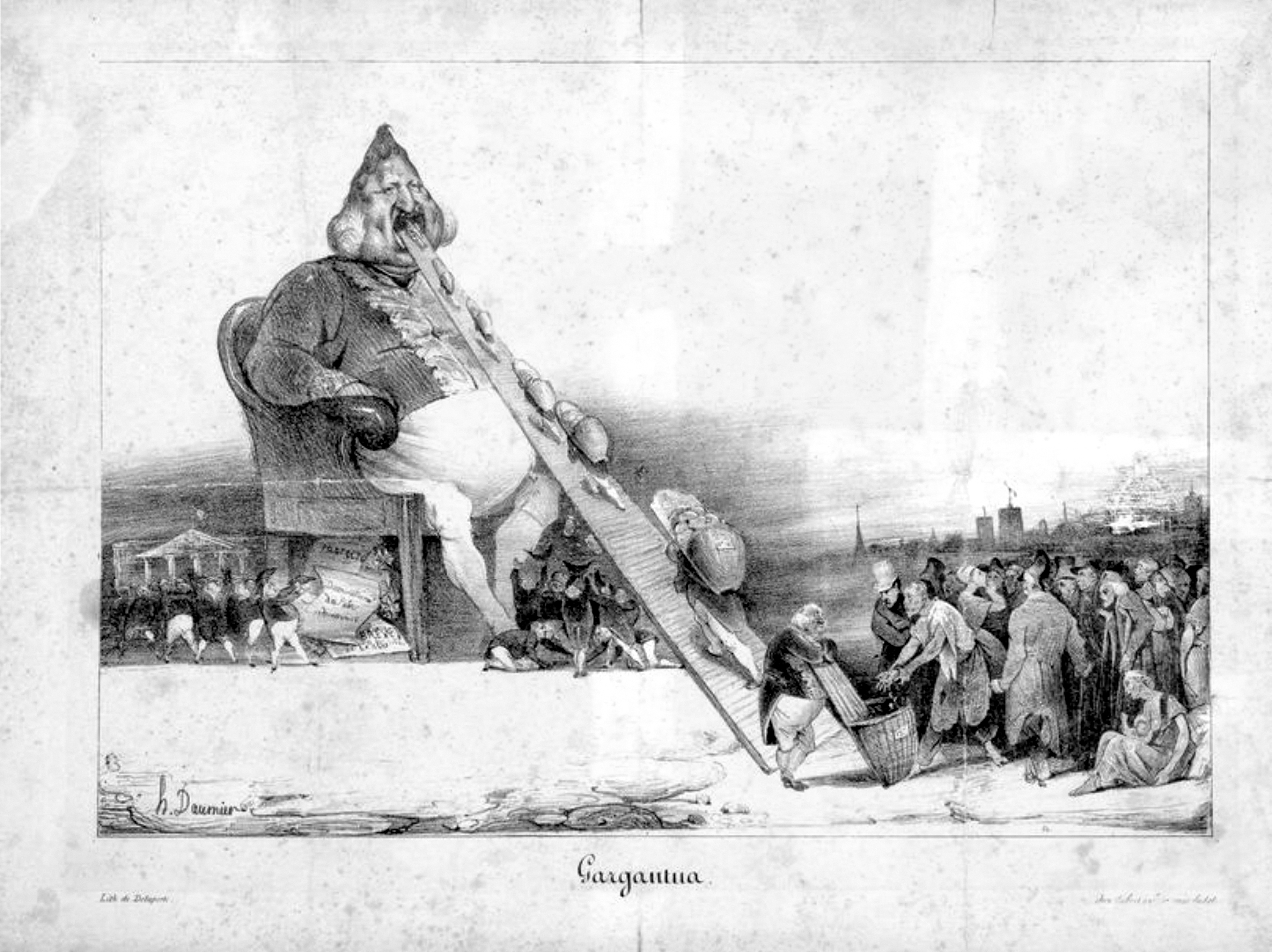
Gargantua. Caricature de Louis-Philippe par Daumier (1831).

Le journalisme attire Balzac parce que c'est une façon d'exercer un pouvoir sur la réalité, lui qui rêve parfois de devenir maître du monde littéraire et politique grâce à l'association Le Cheval rouge qu'il voulait créer.

En même temps, il est bien conscient des dangers que cette carrière représente pour l'écrivain, parce que, forcé d'écrire sous des contraintes impératives, le journaliste est « une pensée en marche comme le soldat en guerre ». Dans Illusions perdues, il fait dire aux sages du Cénacle, lorsque Lucien de Rubempré annonce qu’il va « se jeter dans les journaux » : 

« Gardez-vous en bien, là serait la tombe du beau, du suave Lucien que nous aimons […]. Tu ne résisterais pas à la constante opposition de plaisir et de travail qui se trouve dans la vie des journalistes ; et, résister, c’est le fond de la vertu. Tu serais si enchanté d’exercer le pouvoir, d’avoir droit de vie et de mort sur les œuvres de la pensée, que tu serais journaliste en deux mois. »

Ailleurs, il revient sur les compromissions auxquelles doit souvent se résoudre le journaliste : « Quiconque a trempé dans le journalisme, ou y trempe encore, est dans la nécessité cruelle de saluer les hommes qu’il méprise, de sourire à son meilleur ennemi, de pactiser avec les plus fétides bassesses, de se salir les doigts en voulant payer ses agresseurs avec leur monnaie. On s’habitue à voir faire le mal, à le laisser passer ; on commence par l’approuver, on finit par le commettre. ».
Pour sa part, en tant que journaliste, il s'engage dès 1830 dans la défense des intérêts des gens de lettres, affirmant que l'artiste doit bénéficier d'un statut spécial, car il constitue une force idéologique, un contre-pouvoir, voire une menace révolutionnaire, que le gouvernement a tort de dédaigner, car son génie le place à égalité avec l'homme d'État. Il dénonce le rapport de forces inégal entre une pléthore d'écrivains débutants et la poignée d'éditeurs qui les exploite. Ce combat débouchera sur la création de la Société des gens de lettres (voir section ci-dessous).
Il livre aussi un combat, en septembre 1839, pour la révision du procès de Sébastien-Benoît Peytel, un ancien confrère du journal Le Voleur, et auteur d'un violent pamphlet contre Louis-Philippe, condamné à mort pour le meurtre de son épouse et de son domestique. Il tente d'en faire une cause nationale, mais sans succès.
Outre sa profonde connaissance des milieux du journalisme, il participe aussi, en tant qu'écrivain, à la révolution du roman-feuilleton : en 1836, il livre au journal La Presse de son ami Girardin, La Vieille Fille, qui paraît en douze livraisons. En 1837, il y fera paraître Les Employés ou la Femme supérieure. Dans les années qui suivent, il donnera aussi divers romans au Constitutionnel et au Siècle. À partir de l'automne 1836, presque tous ses romans paraîtront d'abord découpés en tranches quotidiennes dans un journal, avant d'être édités en volumes. Cette formule entraîne une censure de la moindre allusion sexuelle dans le texte livré aux journaux.

#### La Chronique de Paris

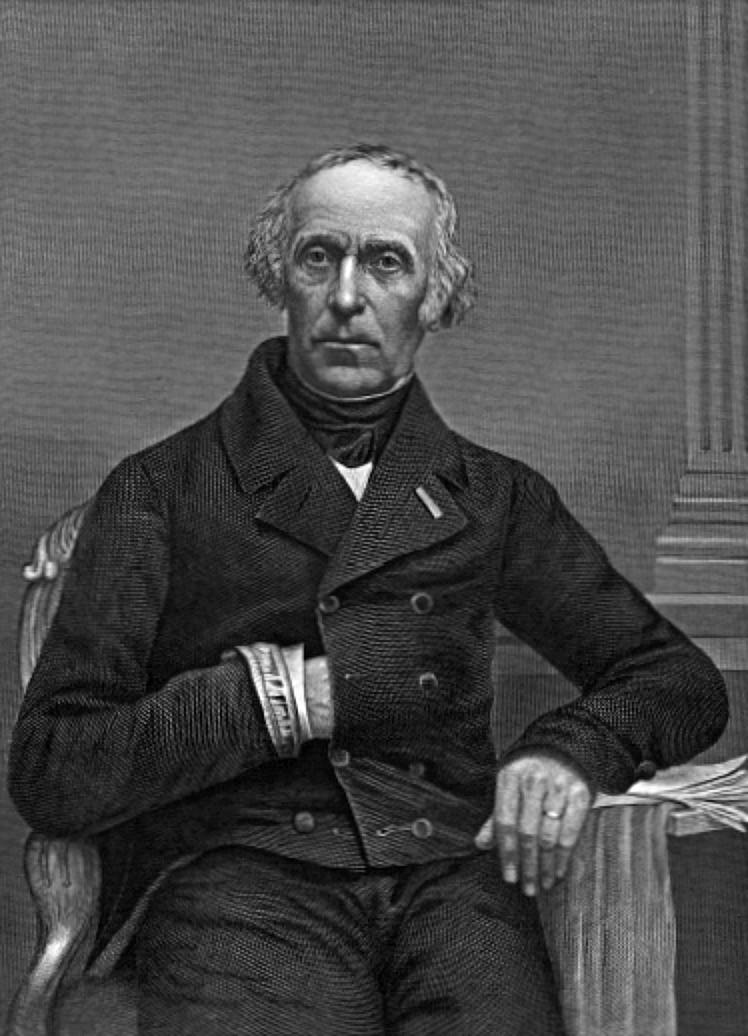
François Guizot « est une girouette qui, malgré son incessante mobilité, reste sur le même bâtiment ».

En 1835, apprenant que La Chronique de Paris, journal politique et littéraire, feuille sans position politique bien tranchée, est à vendre, Balzac l’achète, avec des fonds qu’il ne possède pas — comme à son habitude. L’entreprise, qui aurait paru dramatique à tout autre, le remplit de joie et il construit aussitôt ses « châteaux en Espagne ». Il veut en faire l'organe du « parti des intelligentiels ».
Quand enfin La Chronique de Paris paraît, le 1er janvier 1836, l’équipe comprend des plumes importantes : Victor Hugo, Gustave Planche, Alphonse Karr et Théophile Gautier, dont Balzac apprécie le jeune talent ; pour les illustrations, le journal s'attache les noms de Henry Monnier, Grandville et Honoré Daumier. Balzac se réserve la politique, car le journal est un outil de pouvoir. Il fournira aussi des nouvelles. En réalité, si les membres de la rédaction festoient beaucoup chez Balzac, bien peu d’entre eux tiennent leurs engagements et Balzac est pratiquement le seul à y écrire. Il y publie des textes dont certains se retrouveront plus tard dans La Comédie humaine, mais remaniés cent fois, selon son habitude, notamment L'Interdiction, La Messe de l'athée et Facino Cane.
Quant aux articles politiques signés de sa main, le ton en est donné par cet extrait paru le 12 mai 1836 : « Ni M. Guizot ni M. Thiers n'ont d'autre idée que celle de nous gouverner. M. Thiers n’a jamais eu qu’une seule pensée : il a toujours songé à M. Thiers […]. M. Guizot est une girouette qui, malgré son incessante mobilité, reste sur le même bâtiment. ».
Balzac décrit avec une assez juste vision des choses la rivalité entre l'Angleterre et la Russie pour le contrôle de la Méditerranée. Il proteste contre l'alliance de la France et de l'Angleterre et dénonce le manque de plan de la diplomatie française. Enfin, il prophétise la domination de la Prusse sur une Allemagne unifiée. Il publie aussi dans ce journal des romans et des nouvelles.
Au début, La Chronique de Paris a un grand succès, et cette entreprise aurait pu être une véritable réussite. Mais Balzac est obligé de livrer, en même temps, à Madame Béchet et Edmond Werdet, les derniers volumes des Études de mœurs. Il a par ailleurs fait faillite dans une affaire chimérique avec son beau-frère Surville. Enfin, il se brouille avec Buloz, nouveau propriétaire de la Revue de Paris, qui avait sans doute communiqué des épreuves du Lys dans la vallée pour une publication en Russie par La Revue étrangère. Balzac refuse dès lors de continuer à livrer son texte et il s'ensuit un procès. Par ailleurs, il est arrêté par la Garde nationale parce qu'il refuse d'accomplir ses devoirs de soldat-citoyen, et est conduit à la maison d’arrêt, où il passe une semaine avant que l’éditeur Werdet réussisse à l'en faire sortir. S'ensuivent cinq mois pénibles, durant lesquels il avoue son découragement à ses proches : « La vie est trop pesante, je ne vis pas avec plaisir,. ». Le jugement lui donne toutefois raison contre Buloz, mais il est aussitôt poursuivi pour retard dans la livraison des romans promis à un autre éditeur, la veuve Béchet. Menacé d’être mis en faillite, il décide, en juillet 1836, d’abandonner La Chronique.
Les mésaventures qu'il vient de connaître alimenteront la création d'un de ses plus beaux romans, alors en chantier, Illusions perdues, dont la deuxième partie sera « le poème de ses luttes et de ses rêves déçus ».

#### Revue parisienne

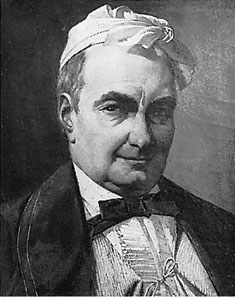
Sainte-Beuve.

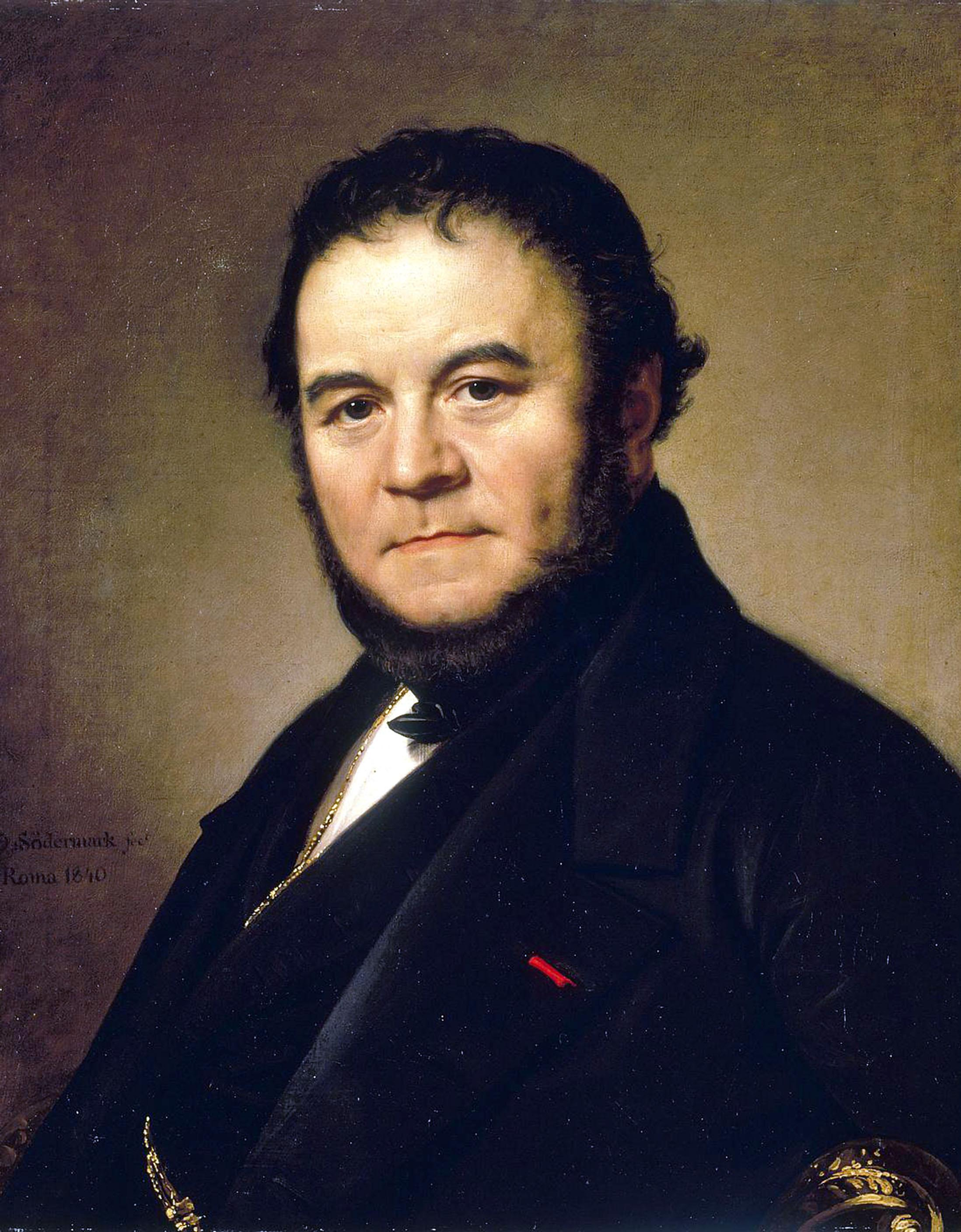
Stendhal en 1840.

L’expérience ruineuse de La Chronique de Paris aurait dû décourager Balzac à jamais de toute entreprise de presse. Mais en 1840, Armand Dutacq — directeur du grand quotidien Le Siècle et initiateur, avec Émile de Girardin, du roman-feuilleton — lui offre de financer une petite revue mensuelle. Aussitôt, Balzac imagine la Revue parisienne, dont Dutacq serait administrateur et avec lequel il partagerait les bénéfices. L’entreprise est censée servir les intérêts du feuilletoniste Balzac à une époque où Alexandre Dumas et Eugène Sue gèrent habilement le genre dans les quotidiens et utilisent au mieux le principe du découpage et du suspense. Balzac se lance alors dans la compétition, tout en rédigeant pratiquement seul pendant trois mois une revue qu’il veut également littéraire et politique. Il ouvre le premier numéro avec Z. Marcas le 25 juillet 1840, nouvelle qui sera intégrée à La Comédie humaine en août 1846 dans les Scènes de la vie politique.
Outre ses attaques contre le régime monarchique, la Revue parisienne se distingue par des critiques littéraires assez poussées, dans la charge, comme dans l’éloge. Parmi ses victimes, on compte Henri de Latouche avec lequel Balzac est brouillé et qu’il méprise désormais : « Le véritable roman se réduit à deux cents pages dans lesquelles il y a deux cents événements. Rien ne trahit plus l'impuissance d'un auteur que l'entassement des faits. ».

Il attaque son vieil ennemi Sainte-Beuve et se déchaîne contre son Port-Royal, se vengeant des humiliations passées : 

« Monsieur Sainte-Beuve a eu la pétrifiante idée de restaurer le genre ennuyeux. […] Tantôt l'ennui tombe sur vous, comme parfois vous voyez tomber une pluie fine qui finit par vous percer jusqu'aux os. Les phrases à idées menues, insaisissables pleuvent une à une et attristent l'intelligence qui s'expose à ce français humide. Tantôt l'ennui saute aux yeux et vous endort avec la puissance du magnétisme, comme en ce pauvre livre qu'il appelle l'histoire de Port-Royal. »

Balzac s’en prend encore, çà et là[réf. nécessaire], assez injustement[non neutre], à Eugène Sue, critique Hernani de Victor Hugo et Le Rouge et le Noir de Stendhal, mais rend un hommage vibrant à La Chartreuse de Parme du même auteur, à une époque où, d’un commun accord, la presse ignorait complètement cet écrivain : 

« Monsieur Stendhal a écrit un livre où le sublime éclate de chapitre en chapitre. Il a produit, à l’âge où les hommes trouvent rarement des sujets grandioses, et après avoir écrit une vingtaine de volumes extrêmement spirituels, une œuvre qui ne peut être appréciée que par les âmes et les gens supérieurs […]. »

Il publie aussi un article intitulé « Sur les ouvriers », dans lequel il se rapproche des idées de Fourier. Mais cela marque le dernier numéro de la Revue parisienne, qui s’éteindra après la troisième parution, le 25 septembre 1840. Balzac et Dutacq partageront les pertes, qui n’étaient d’ailleurs pas très lourdes. Cependant, une fois encore, Balzac a échoué dans la presse, et dans les affaires.

#### Monographie de la presse parisienne
Dans cette monographie humoristique (1843), Balzac propose une analyse complète des composantes de la presse. On trouve dans ce pamphlet la définition du publiciste, du journaliste, du « faiseur d'articles de fond », du « pêcheur à la ligne » (le pigiste payé à la ligne), du « rienologue » : « Vulgarisateur, alias : homo papaver, nécessairement sans aucune variété […], qui étend une idée d’idée dans un baquet de lieux communs, et débite mécaniquement cette effroyable mixtion philosophico-littéraire dans des feuilles continues. ». Balzac y invente le terme « gendelettre », qu’il dit construit « comme gendarme ». En naturaliste, plus loin dans l’ouvrage, il présente un « Tableau synoptique de l’ordre GENDELETTRE" », à la manière d’un Linné. L’ordre GENDELETTRE est organisé en deux genres (PUBLICISTE et CRITIQUE), eux-mêmes divisés en sous-genres où l’on retrouve plusieurs des catégories citées ci-dessus. Si le tableau manque un peu d’humour et n’est pas passé à la postérité, il n’en est pas de même du terme « gendelettre », devenu mot commun et apparaissant en tant que nom propre dans au moins trois romans de différents auteurs,,.
Balzac sait se montrer désinvolte dans la satire, mais celle-ci lui vaudra une froide réception dans les milieux journalistiques.
La préface par Gérard de Nerval est dans le même ton. Dans un style pince-sans-rire, celui-ci donne une définition du « canard » : « Information fabriquée colportée par des feuilles satiriques et d’où est né le mot argot “canard” pour désigner un journal. ».

### Un forçat littéraire

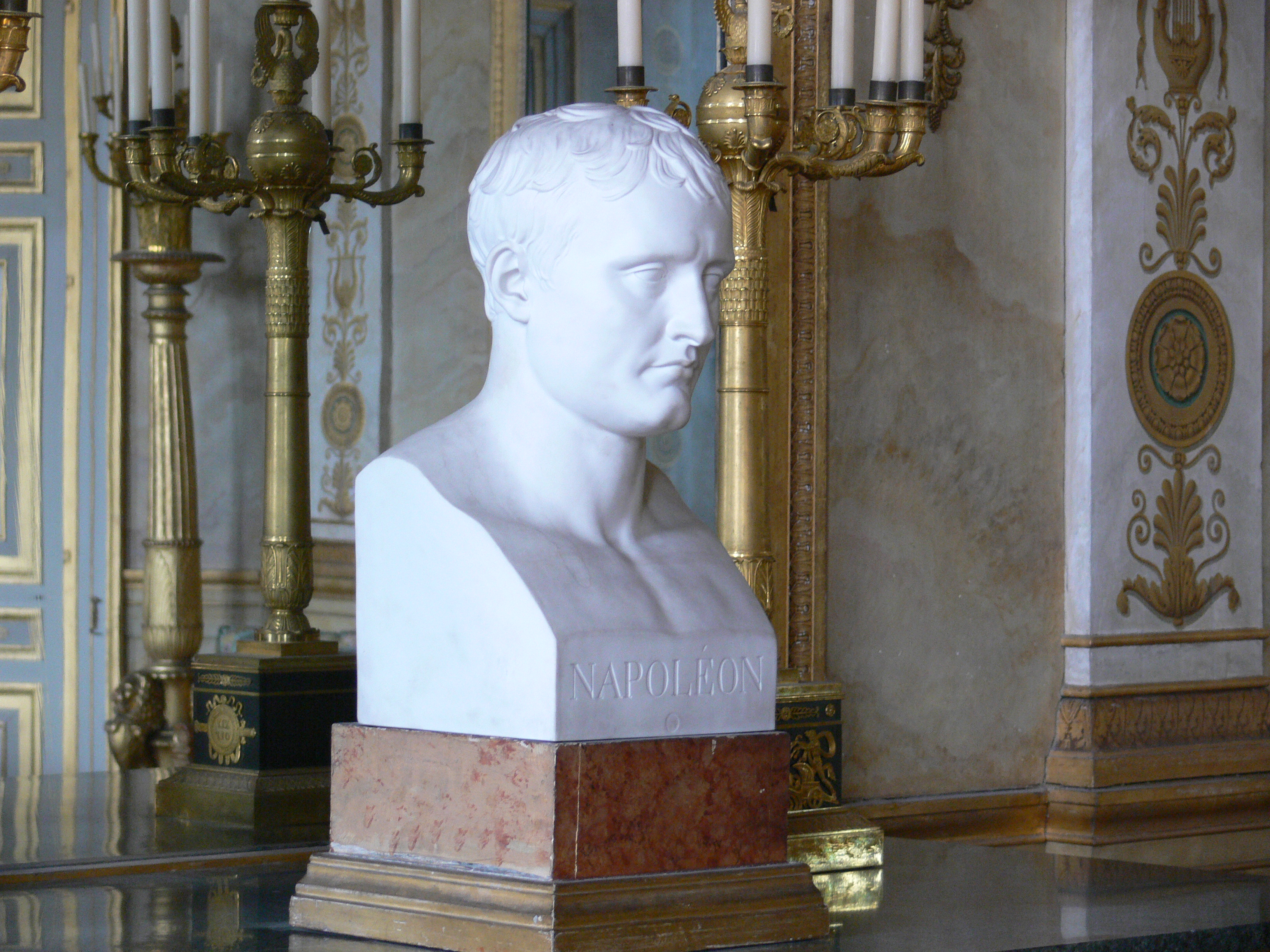
Lorsqu'il s'installe dans la maison de la rue Cassini, Balzac place sur la cheminée une statuette de Napoléon et colle sur la base un papier où est écrit : « Ce qu'il a entrepris par l'épée, je l'accomplirai par la plume. »

« Il faut que la pensée ruisselle de ma tête comme l'eau d'une fontaine. Je n'y conçois rien moi-même. »
Balzac était un écrivain d'une fécondité prodigieuse, il pouvait écrire vite, beaucoup et inlassablement. Ainsi, c’est en une seule nuit, chez son amie Zulma Carraud à la poudrerie d’Angoulême, qu’il écrivit La Grenadière : « La Grenadière, cette jolie perle, fut écrite en jouant au billard. Il quittait le jeu, me priant de l’excuser, et griffonnait sur un coin de table, puis revenait à la partie pour la quitter bientôt. ».
Même s'il avait une constitution apparemment robuste — « col d'athlète ou de taureau […] Balzac, dans toute la force de l'âge présentait les signes d'une santé violente » —, il malmena sa santé par un régime épuisant, consacrant de seize à dix-huit heures par jour à l'écriture, et parfois même vingt heures quotidiennes. Dès 1831, il confiait à son amie Zulma : « Je vis sous le plus dur des despotismes : celui qu'on se fait à soi-même. ». Il estime que la volonté doit être un sujet d'orgueil plus que le talent : « Il n’existe pas de grand talent sans une grande volonté. Ces deux forces jumelles sont nécessaires à la construction de l’immense édifice d’une gloire. Les hommes d’élite maintiennent leur cerveau dans les conditions de la production, comme jadis un preux avait ses armes toujours en état. ».
Selon Stefan Zweig, la production littéraire de Balzac durant les années 1830-1831 est pratiquement sans équivalent dans les annales de la littérature : le romancier doit avoir écrit une moyenne de seize pages imprimées par jour, sans compter les corrections sur épreuves. Pour cela, il travaille surtout la nuit, pour ne pas être dérangé : « J'ai repris la vie de forçat littéraire. Je me lève à minuit et me couche à six heures du soir ; à peine ces dix-huit heures de travail peuvent-elles suffire à mes occupations. ». Ou encore : « Quand je n'écris pas mes manuscrits, je pense à mes plans, et quand je ne pense pas à mes plans et ne fais pas de manuscrits, j'ai des épreuves à corriger. Voici ma vie. ».
Pour soutenir ce rythme, il fait depuis des années une consommation excessive de café, qu'il boit « concassé à la turque » afin de stimuler « sa manufacture d'idées » : « Si on le prend à jeun, ce café enflamme les parois de l'estomac, le tord, le malmène. Dès lors tout s'agite : les idées s'ébranlent comme les bataillons de la Grande Armée sur le terrain d'une bataille, et la bataille a lieu. Les souvenirs arrivent au pas de charge, enseignes déployées ; la cavalerie légère des comparaisons se développe par un magnifique galop ; l'artillerie de la logique accourt avec son train et ses gargousses ; les traits d'esprit arrivent en tirailleurs ; les figures se dressent, le papier se couvre d'encre […]. ».
Ce régime lui était nécessaire pour parvenir à livrer à son éditeur la centaine de romans devant composer La Comédie humaine, en plus des articles promis aux journaux et revues. À cela s'ajoute aussi l'énorme recueil des Cent Contes drolatiques qu'il rédige entre 1832 et 1837, dans une veine et un style rabelaisiens. Il cherche toujours, par cette production continue, à régler les dettes que son train de vie frénétique et fastueux lui occasionne. Il entretient aussi une importante correspondance et fréquente les salons où il rencontre les modèles de ses personnages.
Il a une haute opinion du rôle de l'écrivain et considère sa tâche comme un sacerdoce : .

### Liaisons féminines

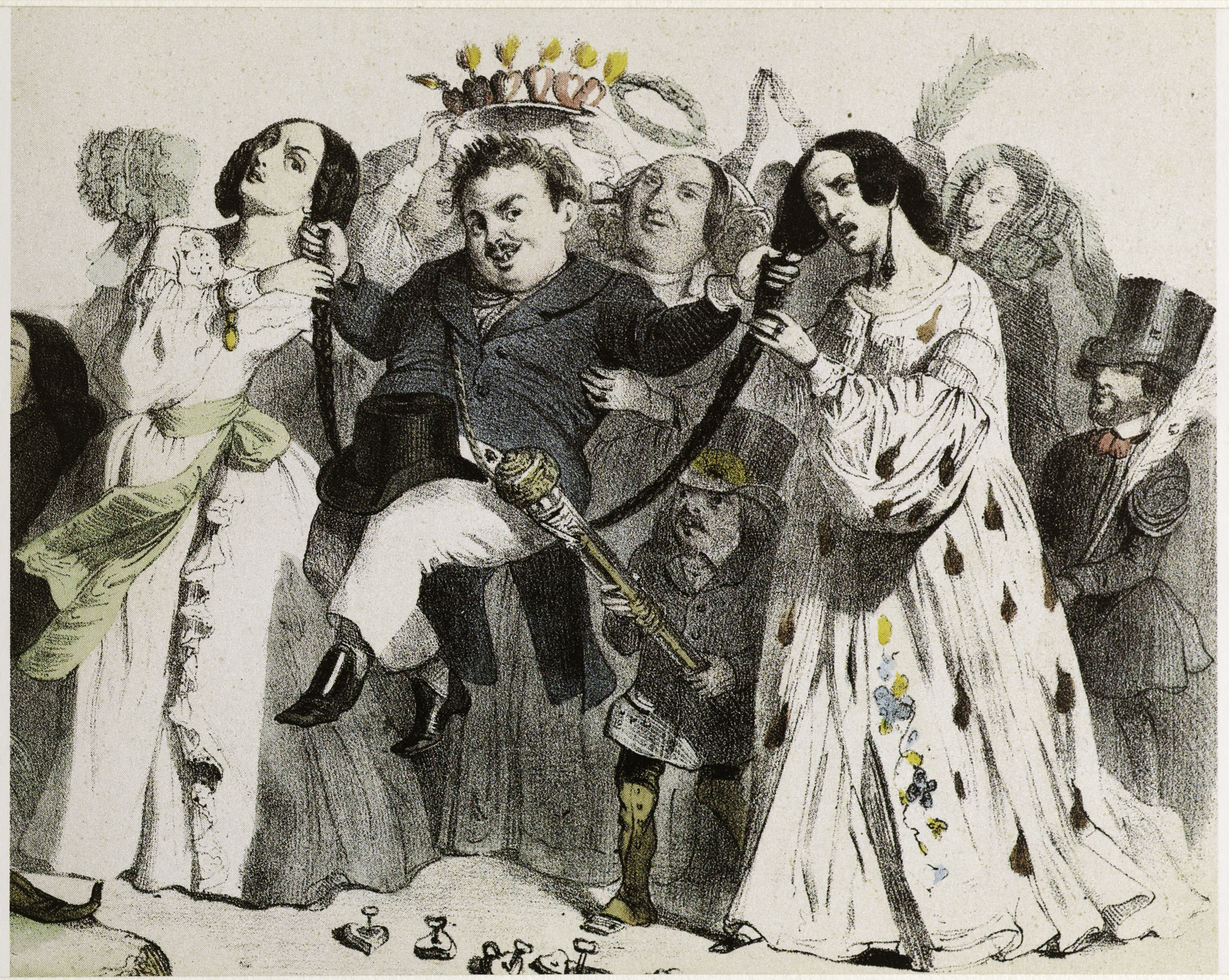
Balzac caricaturé par Grandville.
Détail de la Grande course au clocher académique (1839).

Mal aimé par sa mère, qui lui préférait son jeune frère Henry, Balzac « a toujours cherché l'amour fou, la femme à la fois ange et courtisane, maternelle et soumise, dominatrice et dominée, grande dame et complice, ». De petite taille et doté d'une tendance à l'embonpoint, il n'était pas spécialement séduisant, mais il avait un regard d'une force extraordinaire, qui impressionnait, comme le confirment de nombreux témoignages, notamment celui de Théophile Gautier : 

« Quant aux yeux, il n'en exista jamais de pareils. Ils avaient une vie, une lumière, un magnétisme inconcevables. Malgré les veilles de chaque nuit, la sclérotique en était pure, limpide, bleuâtre, comme celle d'un enfant ou d'une vierge, et enchâssait deux diamants noirs qu'éclairaient par instants de riches reflets d'or : c'étaient des yeux à faire baisser la prunelle aux aigles, à lire à travers les murs et les poitrines, à foudroyer une bête fauve furieuse, des yeux de souverain, de voyant, de dompteur. »

Si Balzac attire les femmes, c'est d'abord parce qu'il les décrit dans ses romans avec une grande finesse psychologique. Comme le note un de ses contemporains : « Le grand, l'immense succès de Balzac lui est venu par les femmes : elles ont adoré en lui l'homme qui a su avec éloquence, par de l'ingéniosité encore plus que par la vérité, prolonger indéfiniment chez elles l'âge d'aimer et surtout celui d'être aimées. ». Une caricature le montre porté en triomphe par des femmes de trente ans.

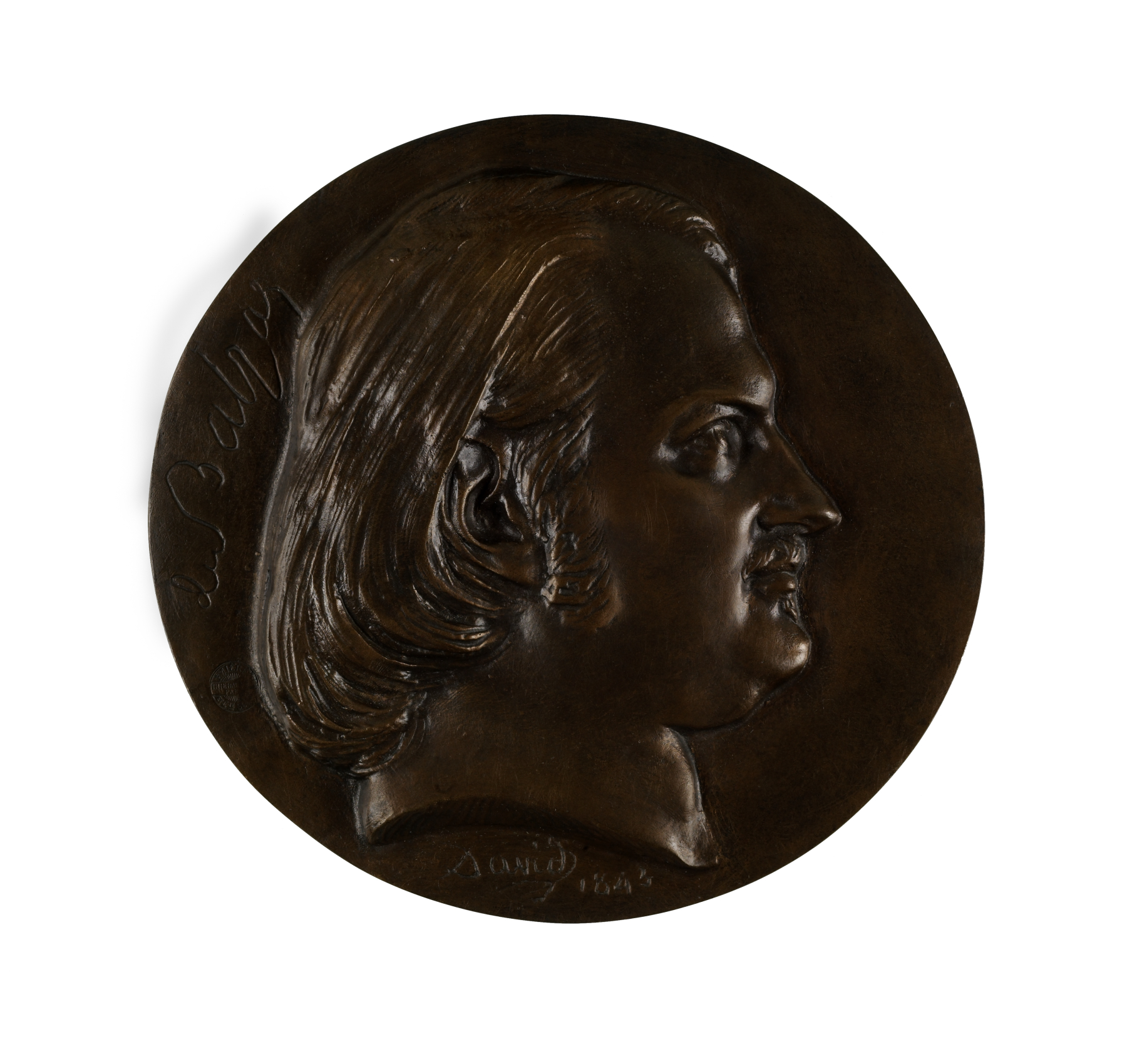
Tête de Balzac par Pierre-Jean David d'Angers (1843).

En dépit de son inimitié viscérale pour le romancier, Sainte-Beuve confirme le succès que celui-ci rencontre auprès du public féminin et en explique l'origine : « M. de Balzac sait beaucoup de choses des femmes, leurs secrets sensibles ou sensuels ; il leur pose, en ses récits, des questions hardies, familières, équivalentes à des privautés. C'est comme un docteur encore jeune qui a une entrée dans la ruelle et dans l'alcôve […]. ».
Dans son avant-propos à La Comédie humaine, Balzac reproche à Walter Scott l'absence de diversité dans ses portraits de femmes et attribue cette faiblesse à son éthique protestante : « Dans le protestantisme, il n’y a plus rien de possible pour la femme après la faute ; tandis que dans l’Église catholique l’espoir du pardon la rend sublime. Aussi n’existe-t-il qu’une seule femme pour l’écrivain protestant, tandis que l’écrivain catholique trouve une femme nouvelle dans chaque nouvelle situation. ».
Ce sont souvent les femmes qui ont fait le premier pas vers le romancier, en lui écrivant une lettre ou en lui lançant une invitation. C'est le cas, notamment, de Caroline Landrière des Bordes, baronne Deurbroucq, riche veuve qu'il rencontre au château de Méré, entre Artannes et Pont-de-Ruan, chez le banquier Goüin, et qu'il eut brièvement le projet d'épouser en 1832. Au début de l'année 1831, il a une relation pendant deux mois avec Lady Jane Ellenborough, qui inspirera le personnage de Lady Arabelle Dudley, la belle et scandaleuse Anglaise du Lys dans la vallée. Dans le cas de Louise, qui se présente anonymement comme « une des femmes les plus élégantes de la société actuelle », le contact qu'elle a pris en 1836 est resté purement épistolaire et s'est arrêté après un an sans que son identité lui ait jamais été révélée. Une autre admiratrice, Hélène Marie-Félicité de Valette, qui se présente comme « Bretonne et célibataire », mais qui en fait était veuve et avait un amant, lui écrit après avoir lu Beatrix en feuilleton, et l'accompagnera dans un voyage en Bretagne, en avril 1841.

#### Laure de Berny
En 1821, alors qu'il est de retour chez ses parents à Villeparisis, Balzac entre en relation avec Mme de Berny. Quoique son prénom usuel soit Antoinette, Balzac l'appellera toujours par son deuxième prénom, Laure, qui est aussi celui de sa sœur et de sa mère, ou la désigne comme la dilecta (la bien-aimée). Celle-ci, qui est alors âgée de 45 ans, a neuf enfants, parmi lesquels quatre filles, dont Julie, issue d'une liaison avec André Campi ayant duré seize ans, de 1799 à 1815. Encore belle, dotée d'une grande sensibilité et d'une expérience du monde, elle éblouit le jeune homme, qui en devient l’amant en 1822, préférant la mère à sa fille Julie qu'elle lui proposait d'épouser. Laure lui tient lieu d'amante et de mère et forme l'écrivain. Elle l’encourage, le conseille, lui prodigue sa tendresse et lui fait apprécier le goût et les mœurs de l’Ancien Régime. Elle lui apporte aussi une aide financière substantielle lorsqu'il a des problèmes d'argent et qu'il est poursuivi par les huissiers. Il lui gardera une reconnaissance durable. À sa mort, en 1836, Balzac écrit : « Mme de Berny a été comme un Dieu pour moi. Elle a été une mère, une amie, une famille, un ami, un conseil ; elle a fait l'écrivain. ». Leur correspondance ayant presque entièrement été détruite, seules quelques rares lettres témoignent aujourd'hui de la jalousie qu'elle éprouva lors des liaisons subséquentes de son amant, mais sans jamais lui en tenir rigueur.
Balzac s'en inspire pour créer le personnage de madame de Mortsauf, héroïne du Lys dans la vallée, et lui dédie d'ailleurs l'ouvrage. Elle a aussi des points communs avec le personnage de Flavie Colleville des Petits Bourgeois. Stefan Zweig la reconnaît aussi dans la description de l'héroïne de Madame Firmiani : « Sa raillerie caresse et sa critique ne blesse point […] elle ne vous fatigue jamais, et vous laisse satisfait d’elle et de vous. Chez elle, tout flatte la vue, et vous y respirez comme l’air d’une patrie […] Cette femme est naturelle. Franche, elle sait n’offenser aucun amour-propre ; elle accepte les hommes comme Dieu les a faits […] À la fois tendre et gaie, elle oblige avant de consoler. ».

#### Zulma Carraud

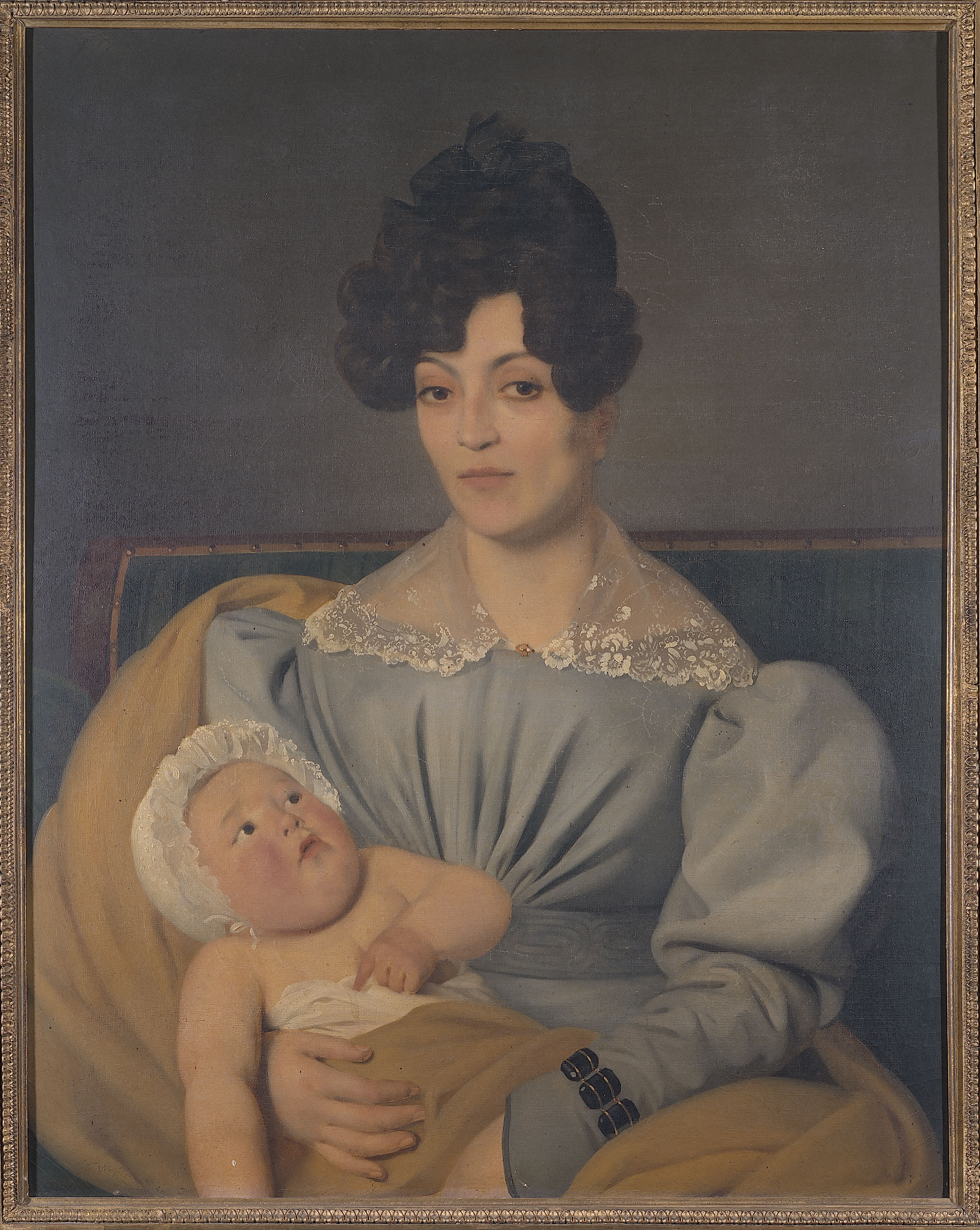
Portrait de Zulma Carraud et de son fils Ivan, âgé de six mois, par Édouard Viénot.

Zulma Carraud était une amie d'enfance de sa sœur Laure. Cette « femme de haute valeur morale, stoïcienne virile » vivait à Issoudun, était mariée et avait des enfants. Balzac la connaît depuis 1818, mais leur amitié ne se noue que lors de l'installation de sa sœur à Versailles, en 1824. Leur correspondance aurait commencé dès cette date, mais les premières années en ont été perdues. Dans ses lettres, Zulma se révèle une des amies les plus intimes et les plus constantes de l'écrivain. C'est chez elle qu'il se réfugie quand il est malade, découragé, surmené ou poursuivi par ses créanciers. Elle lui rappelle l'idéal républicain et l'invite à plus d'empathie pour les souffrances du peuple. Quoique n'étant pas elle-même très riche, elle vole sans relâche à son secours. Elle est parmi les femmes qui ont joué un grand rôle dans sa vie.

#### La duchesse d'Abrantès

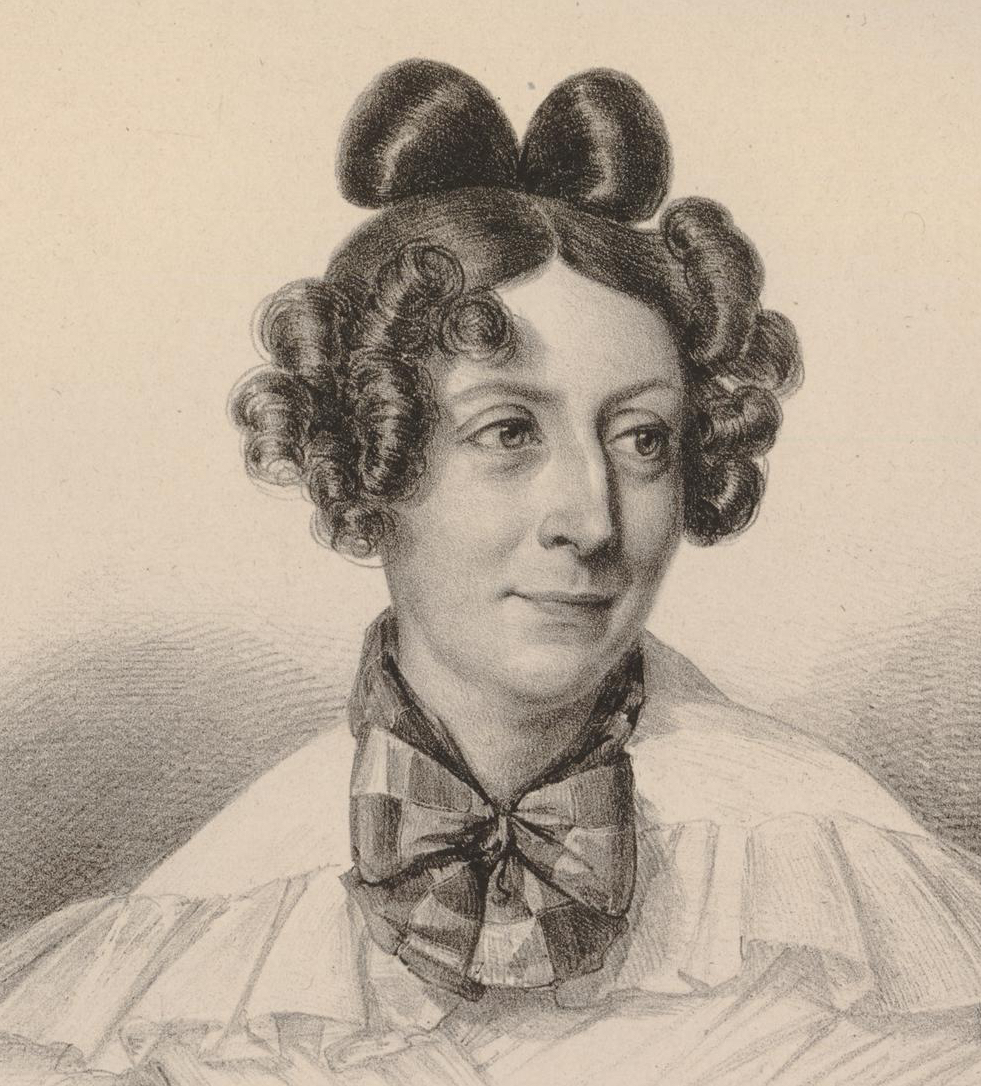
Laure Junot d'Abrantès.

En 1825, il commence une autre liaison avec la duchesse d'Abrantès. Cette femme, qui a quinze ans de plus que lui, le fascine par ses relations et son expérience du monde. Veuve du général Junot, qui avait été élevé au rang de duc par Napoléon, elle a connu les fastes de l'Empire avant de fréquenter les milieux royalistes. Elle a été l'amante du comte de Metternich. Ruinée et forcée de vendre ses bijoux et son mobilier, elle s'installe modestement à Versailles. C'est par une amie de sa sœur, qui vivait aussi à Versailles, que Balzac fait sa connaissance. Il est séduit, mais elle ne lui offre d'abord que son amitié, qui se transforme peu après en amour partagé.
Bien qu'elle se prénomme Laure, Balzac l'appellera Marie. Elle lui donne des renseignements sur la vie dans les châteaux et les personnalités qu'elle a côtoyées. De son côté, il lui conseille d'écrire ses mémoires et lui tient lieu de conseiller et de correcteur littéraire.
La duchesse d'Abrantès a servi de modèle à la fois à la vicomtesse de Beauséant dans La Femme abandonnée, ouvrage qui lui est dédié, et à la duchesse de Carigliano dans La Maison du chat-qui-pelote, ainsi qu'à certains traits de Félicité des Touches. Balzac rédige La Maison à Maffliers, près de L'Isle-Adam en 1829, alors que la duchesse d’Abrantès séjourne chez les Talleyrand-Périgord non loin de là.

#### Aurore Dudevant / George Sand

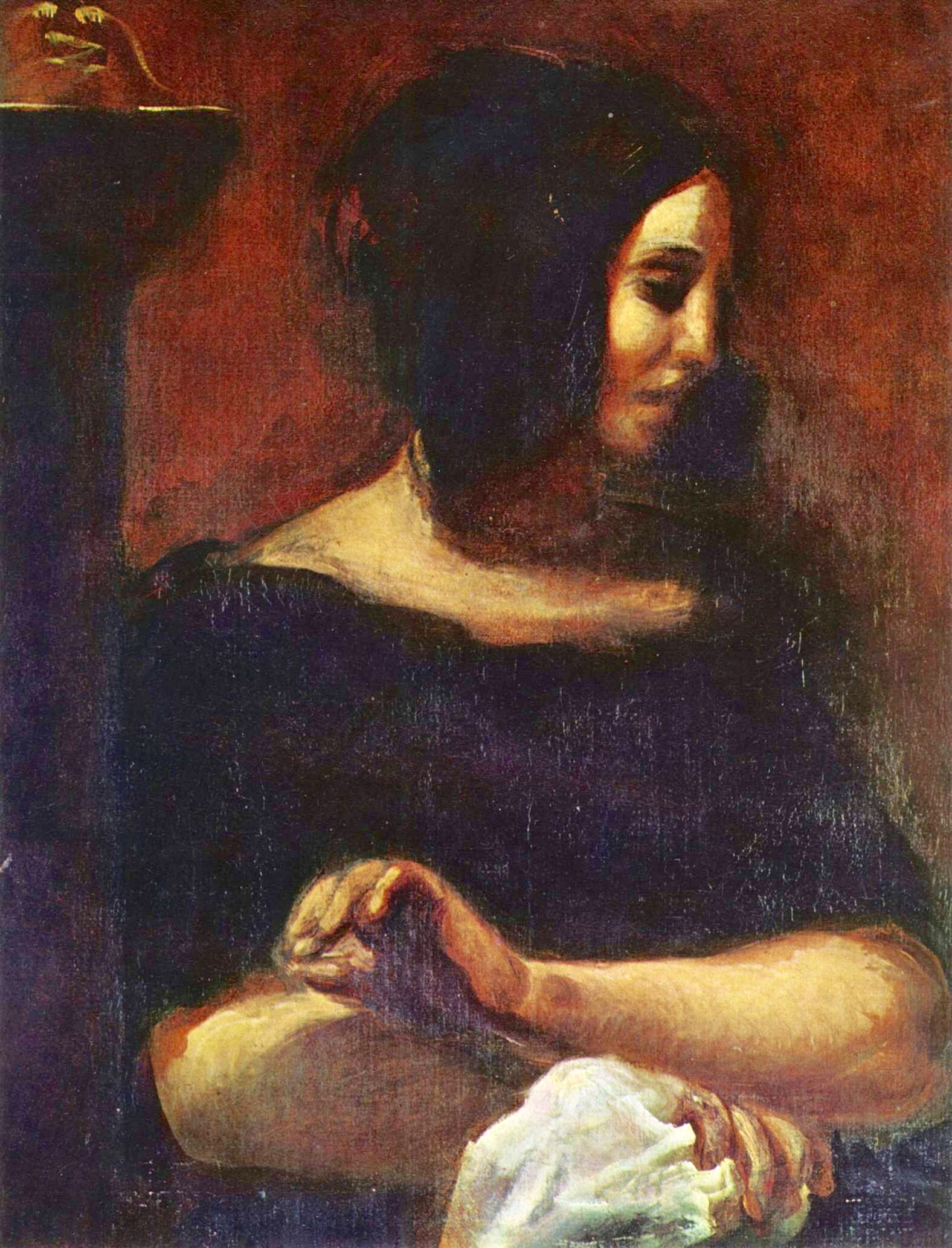
George Sand cousant, par Delacroix (1838). Détail.

En 1831, Balzac fait la connaissance d'Aurore Dudevant fuyant son mari et tentant sa chance à Paris. Il lui fait lire La Peau de chagrin et cet ouvrage suscite son enthousiasme.
En février 1838, il va retrouver « le camarade George Sand » dans son château de Nohant. Au cours des six jours qu'il y est resté, ils passent les nuits à bavarder, de « 5 heures du soir après le dîner jusqu'à 5 heures du matin ». Elle lui fait fumer « un houka et du lataki ». Rendant compte de cette expérience, il espère que le tabac lui permettra de « quitter le café et de varier les excitants dont j'ai besoin pour le travail ».
Par la suite, il continue à la rencontrer dans le salon qu'elle tient à Paris, où elle vit en couple avec Chopin. Ils échangent sur des questions de structure romanesque ou de psychologie des personnages et elle lui donne parfois des suggestions d'intrigues qu'elle ne pouvait pas traiter elle-même, notamment Les Galériens et Béatrix ou les Amours forcés. Il est aussi arrivé qu'elle signe un récit de Balzac que ce dernier ne pouvait pas faire accepter par son éditeur parce qu'il y en avait déjà trop de sa plume dans un même recueil. Balzac lui dédie les Mémoires de deux jeunes mariées.

De l'aveu même de l'auteur, elle a servi de modèle, dans Béatrix, au portrait de Félicité des Touches, un des rares portraits de femme qu'il ait faits conformes à la réalité. Dans une lettre à Mme Hańska, il nie toutefois qu'il y ait eu autre chose que de l'amitié dans sa relation avec l'écrivaine. 

#### Olympe Pélissier

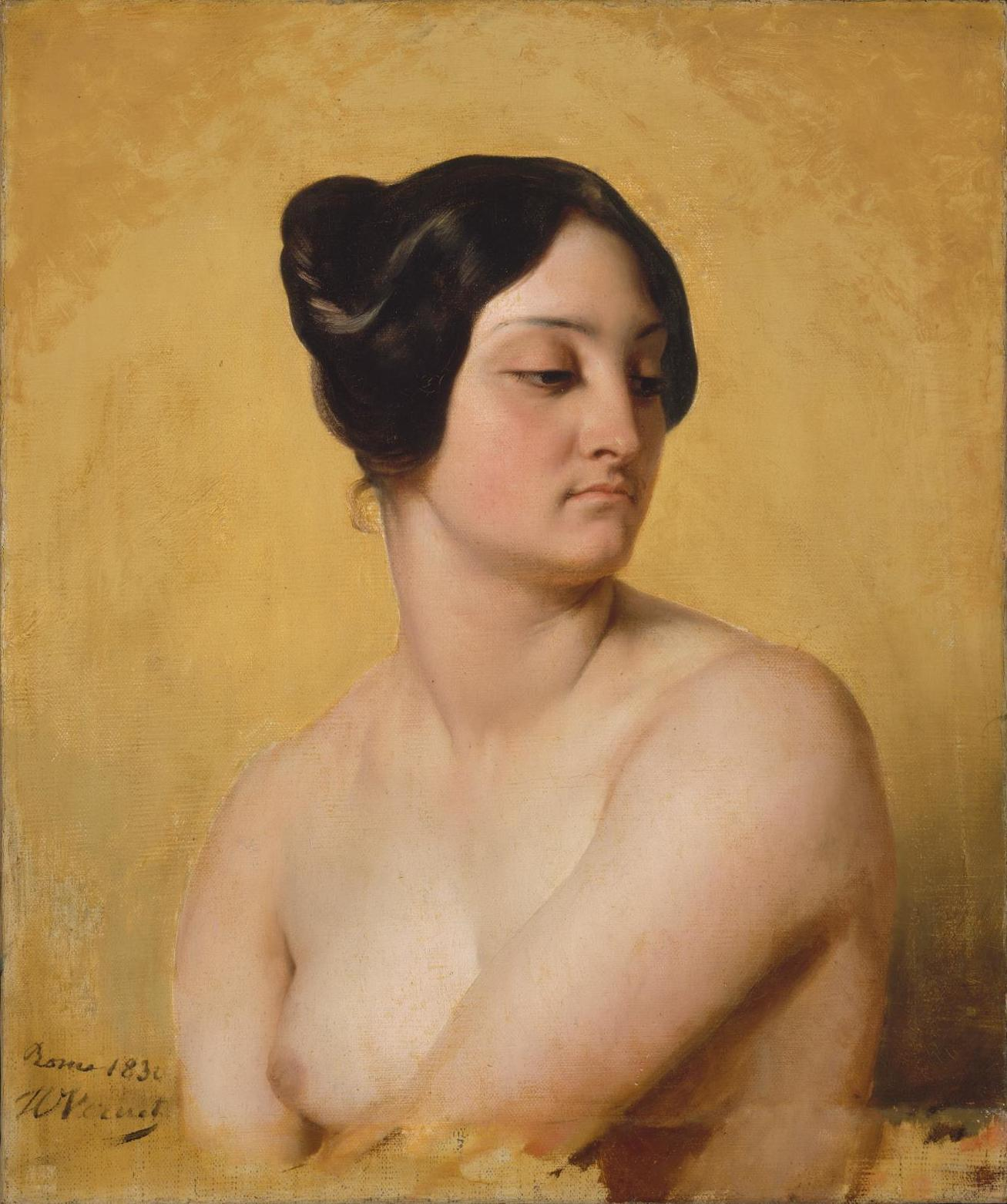
Étude d’Olympe Pélissier par Horace Vernet, pour son tableau Judith et Holopherne.

Dès 1831, Balzac fréquente le salon d'Olympe Pélissier, « belle courtisane intelligente » qui fut la maîtresse d’Eugène Sue avant d’épouser Rossini en 1847. Il a avec elle une brève liaison.
Les personnages de demi-mondaines qui traversent La Comédie humaine, telles Florine et Tullia, lui doivent beaucoup. La scène de chambre de La Peau de chagrin aurait été jouée par Balzac lui-même chez Olympe, mais celle-ci ne ressemble en rien à Fœdora, et elle aura toujours avec lui des rapports amicaux et bienveillants. Ce dernier continuera à fréquenter son salon. Quant à la Fœdora de la nouvelle, Balzac précise dans une lettre : « J'ai fait Fœdora de deux femmes que j'ai connues sans être entré dans leur intimité. L'observation m'a suffi outre quelques confidences. ».

#### La duchesse de Castries
Au début de l'année 1832, parmi les nombreuses lettres qui lui viennent de ses admiratrices, Balzac en reçoit une de la duchesse de Castries, belle rousse au front élevé, qui tient un salon littéraire et dont l'oncle est le chef du parti légitimiste. Immédiatement intéressé, Balzac va lui rendre visite et lui offre des feuillets manuscrits de La Femme de trente ans, dont elle est en fait le modèle, au physique et au moral. En amoureux transi, il se rend à son château d'Aix-les-Bains, où il passe plusieurs jours à écrire, tout en faisant la connaissance du baron James de Rothschild, avec qui il noue une relation durable. Il l'accompagne ensuite à Genève en octobre de la même année, mais rentre dépité de ne pas voir ses sentiments partagés et va se faire réconforter auprès de la dilecta.
Il témoigne de cette déception amoureuse dans La Duchesse de Langeais : « Elle avait reçu de la nature les qualités nécessaires pour jouer les rôles de coquette […] Elle faisait voir qu'il y avait en elle une noble courtisane […] Elle paraissait devoir être la plus délicieuse des maîtresses en déposant son corset. ». On l'a également reconnue dans le personnage de Diane de Maufrigneuse. Mme de Castries, qui avait du sang britannique, inspirera aussi en partie le personnage de lady Arabelle Dudley du Lys dans la vallée. Balzac lui dédie L'Illustre Gaudissart, une pochade qu’elle juge indigne de son rang, alors qu'elle est « un des plus anciens blasons du faubourg Saint-Germain ». Il continue toutefois à la voir de façon sporadique et c'est sans doute grâce à elle qu'il peut avoir une entrevue avec Metternich.

#### Marie du Fresnay

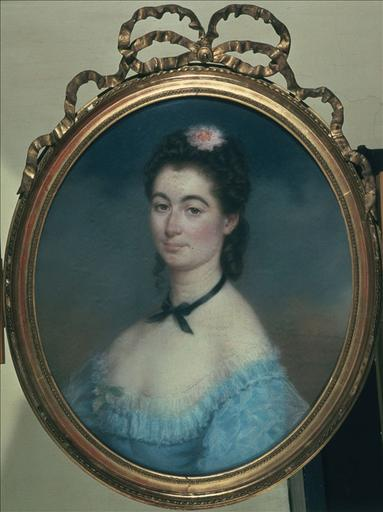
Marie-Caroline du Fresnay, fille de Maria du Fresnay et d'Honoré de Balzac, par Henriette Girouard-Lucquin (1865).

En 1833, il noue une intrigue secrète avec « une gentille personne, la plus naïve créature qui soit tombée comme une fleur du ciel ; qui vient chez moi, en cachette, n'exige ni correspondance ni soins et qui dit : « Aime-moi un an ! Je t'aimerai toute ma vie ».
Marie du Fresnay, surnommée Maria, avait alors 24 ans et attendait une fille de Balzac, Marie-Caroline du Fresnay. Balzac lui dédiera en 1839 le roman Eugénie Grandet, qu'il était alors en train d'écrire et dont l'héroïne est inspirée de la jeune femme. Il citera également sa fille dans son testament.

#### La comtesse Guidoboni-Visconti
En avril 1835, Balzac a le coup de foudre pour la comtesse Guidoboni-Visconti, née Frances-Sarah Lovell, issue de la plus ancienne gentry anglaise. Il la décrira plus tard comme « une des plus aimables femmes, et d'une infinie, d'une exquise bonté, d'une beauté fine, élégante […] douce et pleine de fermeté ». Une jeune amie de la contessa décrit ainsi les affinités entre ces deux personnalités : 

« Tu me demandes qu'est-ce que c'est que cette […] passion de M. de Balzac pour Madame Visconti ? Ce n'est autre chose que, comme Madame Visconti est remplie d'esprit, d'imagination, et d'idées fraîches et neuves, M. de Balzac qui est aussi un homme supérieur, goûte la conversation de Madame Visconti, et comme il a beaucoup écrit et écrit encore, il lui emprunte souvent de ces idées originales qui sont si fréquentes chez elle, et leur conversation est toujours excessivement intéressante et amusante. »

Ils se verront très fréquemment durant cinq ans. Balzac l'accompagne dans sa loge à l'Opéra et, selon certaines sources, elle aurait eu un enfant de lui. D'une grande indépendance d'esprit, elle ne cherche pas à accaparer l'écrivain comme le fait Mme Hańska, à qui celui-ci continue à écrire des lettres l'assurant d'un amour exclusif et niant qu'il y ait autre chose qu'une relation platonique avec la contessa. En 1836, celle-ci et son mari confieront à Balzac une mission en Italie, au cours de laquelle l'écrivain se fait accompagner de Caroline Marbouty, jeune femme un peu fantasque, à qui il demande de se travestir en « page » et qu'il appelle Marcel, dans l'espoir d'éviter les commérages. À son retour, il apprend la mort de Mme de Berny.
Les Guidoboni-Visconti l'aideront financièrement à plusieurs reprises, le faisant échapper à la prison pour dette, lui donnant asile pendant plusieurs semaines en 1838 et dissimulant ses objets précieux lorsqu'il est poursuivi par les huissiers. Cette relation devient tendue lorsque, en 1840, le comte lui-même est attaqué en justice pour avoir aidé Balzac à échapper à ses créanciers, mais il signera encore une prolongation de prêt à l'écrivain en 1848.
La comtesse a inspiré le personnage de Lady Dudley du Lys dans la vallée, du moins sur le plan physique, car, si elle avait le feu et la passion du personnage, elle était plus généreuse et n'en avait pas la perversité.

#### MmeHańska

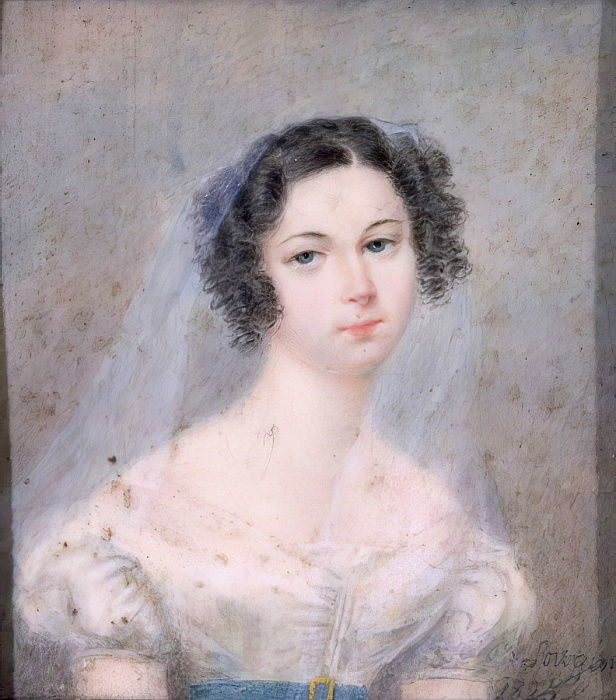
Ewelina Hańska peinte par Holz Sowgen en octobre 1825.

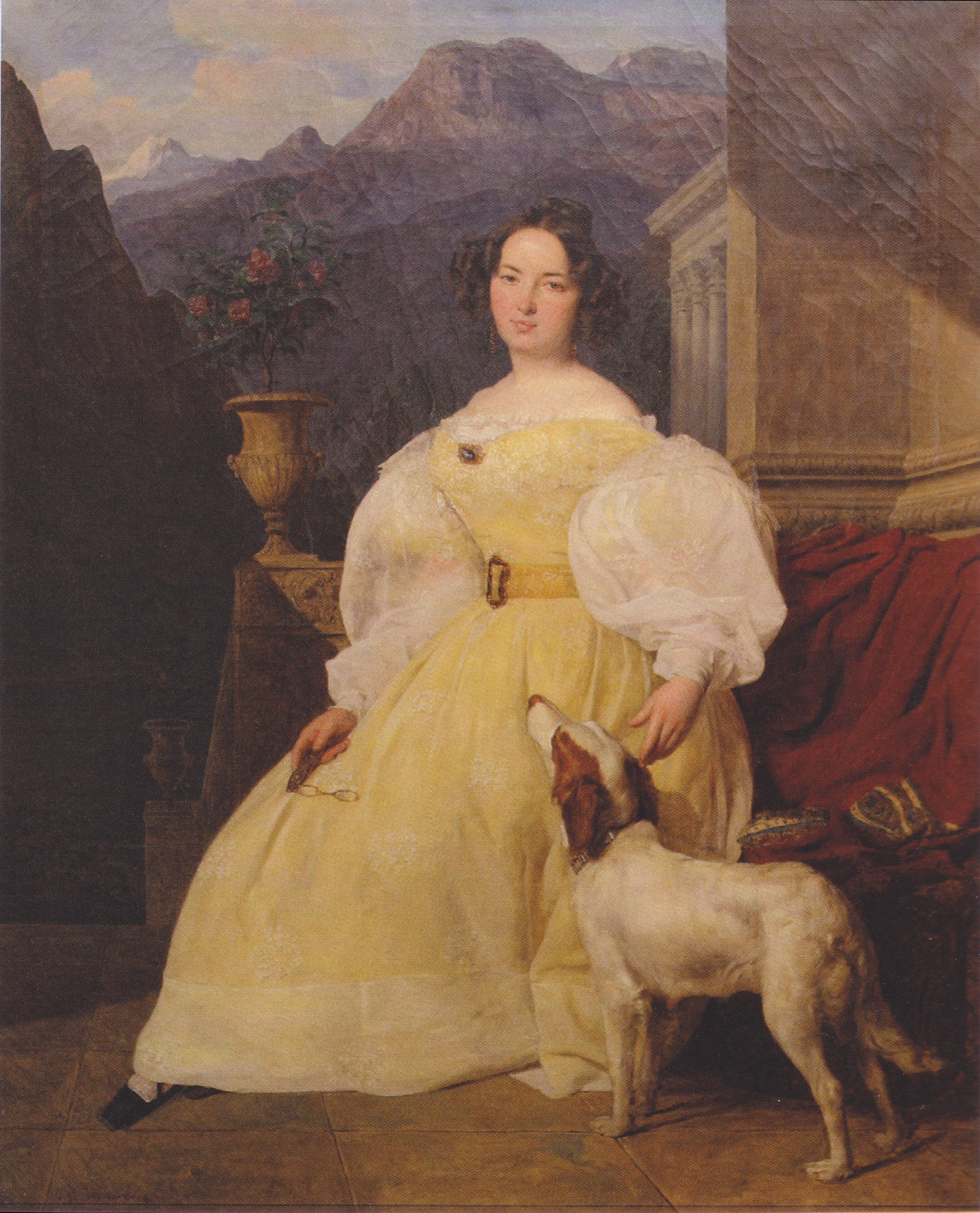
La Comtesse Hańska et son chien par Ferdinand Georg Waldmüller, en 1835.

Balzac voue sa passion la plus durable à la comtesse Hańska, une admiratrice polonaise mariée à un maréchal résidant en Ukraine,. Sans doute en guise de jeu, celle-ci lui adresse une première lettre, qui lui arrive le 28 février 1832. Signant L'étrangère, elle demandait de lui en accuser réception dans le journal La Gazette de France. Elle avait alors 31 ans, mais en avouait 25, et avait eu plusieurs enfants, dont seule une fille, Anna, avait survécu.
Balzac fait paraître sa réponse le 2 avril 1832 et lui envoie un court billet en mai 1832, mais n'entame leur correspondance directe qu'en janvier 1833, en utilisant comme intermédiaire la gouvernante de la petite Anna. Dès la troisième lettre, il lui déclare un amour indéfectible, alors même qu'il ne l'a jamais vue, ne sait pas son âge et ne connaît rien d'elle ; selon Stefan Zweig, l'écrivain voulait ainsi se donner une passion romantique comparable à celles des écrivains et artistes qui défrayaient alors la chronique. Ils se voient pour la première fois en septembre 1833 au bord du lac de Neuchâtel, puis en décembre à Genève. Il reçoit enfin les gages de son amour le 26 janvier 1834, lors d'une promenade à la villa Diodati de Cologny, un endroit d'autant plus mythique dans son imaginaire que lord Byron y avait vécu et que Mme de Castries s'y était autrefois refusée à lui.
Épouser cette comtesse, qu'il appelle son « étoile polaire » devient dès lors son grand rêve et son ultime ambition, car cela consacrerait son intégration à la haute société de l'époque. Il va la courtiser pendant dix-sept ans, au moyen d'une abondante correspondance, dans laquelle l'écrivain lui assure qu'il mène une vie monacale et ne pense qu'à la revoir, conformément aux exigences très strictes qu'elle lui avait imposées. Une deuxième rencontre a lieu en mai 1835 lors d'un séjour à Vienne, où elle lui fait rencontrer la haute société polono-russe et dont il revient plus amoureux que jamais.
Lorsqu'elle devient veuve en novembre 1841, il espère à nouveau pouvoir réaliser son rêve et lui écrit une lettre enflammée, mais la comtesse répond froidement en lui reprochant de ne pas être allé la voir depuis sept ans et de l'avoir trompée avec d'autres femmes. Consterné de voir lui échapper la possibilité d'un mariage qui le renflouerait et lui permettrait une vie princière, Balzac multiplie les lettres dans lesquelles il se met à ses pieds en lui professant une totale dévotion, si bien qu'il finit par obtenir qu'elle lui laisse de nouveau espérer le mariage. Il obtient enfin de la revoir à l'été 1843, à Saint-Pétersbourg.
En mai 1843, il apprend qu'Évelyne, alors âgée de 42 ans, est enceinte. Il s'imagine que ce sera un garçon et décide de l'appeler Victor-Honoré. Malheureusement, Évelyne lui annonce en novembre qu'il faut renoncer à cet espoir en raison d'une fausse couche. Très affecté par cette nouvelle, il pleure « trois heures, comme un enfant ». Il ressentira cette mort comme un échec symbolique de son activité de création.
En 1845 et 1846, Balzac fait de nombreux voyages à travers l'Europe avec Mme Hańska, sa fille Anna et son gendre, Georges Mniszech. Mme Hańska vient vivre chez lui à Paris durant les mois de février et mars 1847, et sa présence stimulera la puissance créatrice de Balzac, qui publie trois romans durant ce laps de temps. En septembre 1847, il peut enfin aller la rejoindre dans sa grande demeure de Verkhivnia, en Ukraine, à 60 km de toute ville habitée. La châtelaine règne sur une propriété de 21 000 hectares, avec plus de 1 000 serfs, et son château compte plus de 300 domestiques. Il échafaude un projet d'exploitation des forêts de chêne du domaine, afin de fournir des traverses aux chemins de fer européens, mais ce projet n'aura pas de suite. En janvier 1848, il décide de rentrer à Paris, mais, en octobre de la même année, il retourne vivre dans son château.
Le mariage ne se fera finalement que le 14 mars 1850, dans l'église Sainte-Barbe de Berdytchiv.

### Les demeures
Les demeures de Balzac font partie intégrante de La Comédie humaine. Obligé de quitter un appartement pour échapper à ses créanciers, il possède parfois deux logements en même temps.

#### Les fastes de la rue Cassini

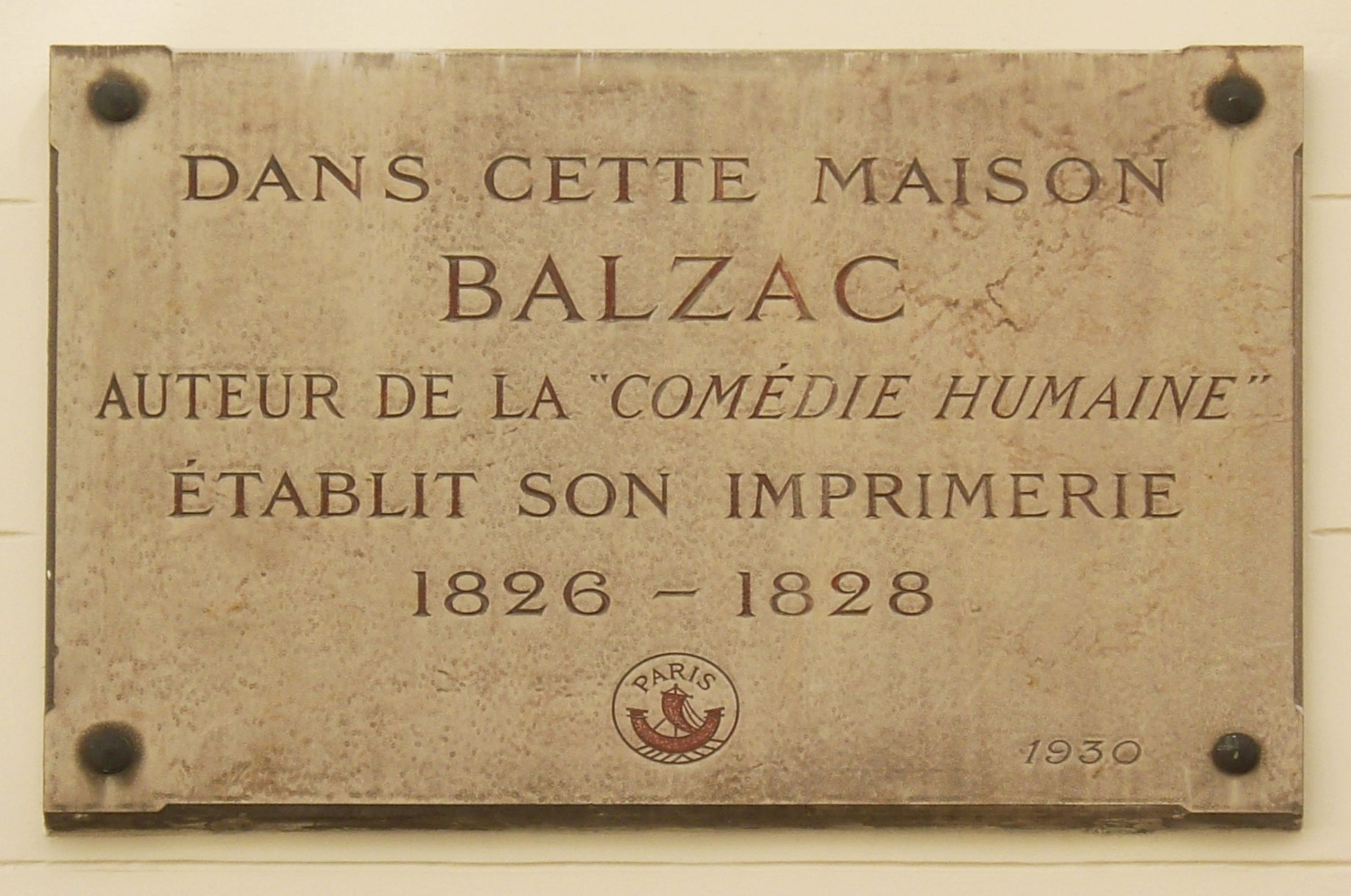
Plaque au no 17 rue Visconti (Paris).

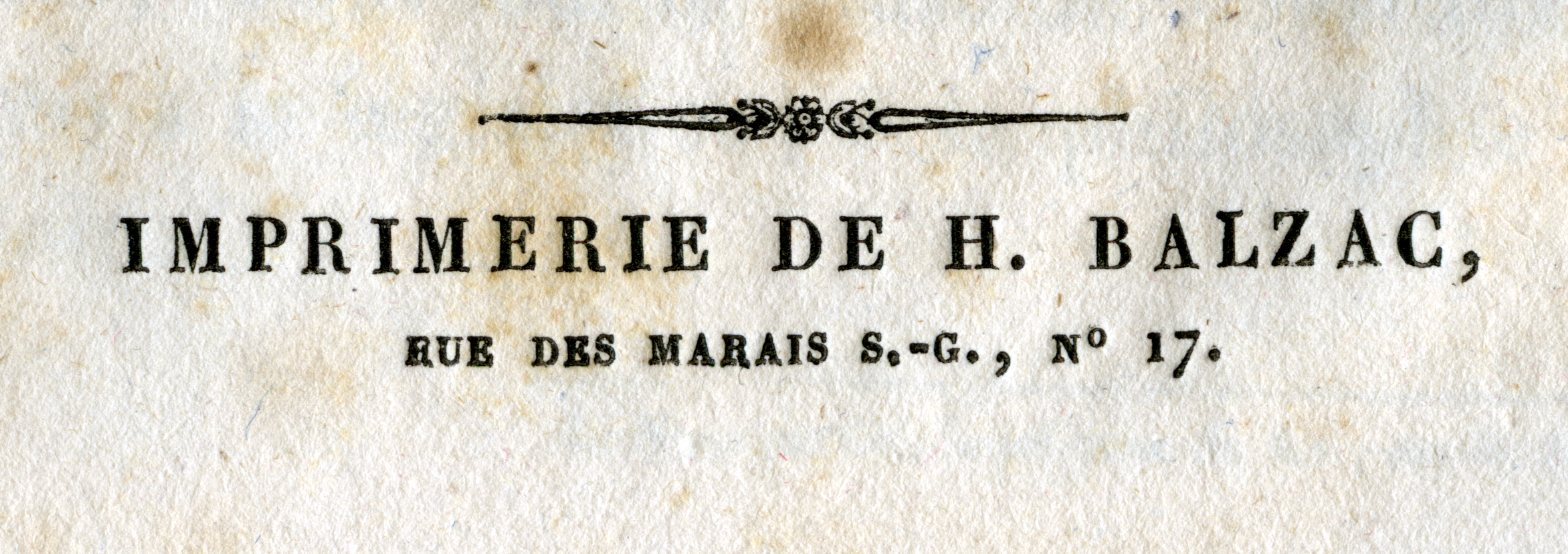
Colophon de l'Imprimerie Balzac

En 1826, Balzac s'installe chez Henri de Latouche, rue des Marais-Saint-Germain (aujourd’hui rue Visconti). Son ami lui aménage une garçonnière au premier étage, où l’écrivain peut recevoir Mme de Berny. Surtout, cette demeure offre au rez-de-chaussée un espace assez vaste pour installer l'imprimerie dont il a fait l'acquisition. Très vite, cependant, cette entreprise commerciale échoue. Alexandre Deberny, sixième des neuf enfants de Laure de Berny, prend la direction de l’affaire. Il sauve du désastre ce qui deviendra la célèbre fonderie Deberny et Peignot ; celle-ci ne fermera que le 31 décembre 1972,.

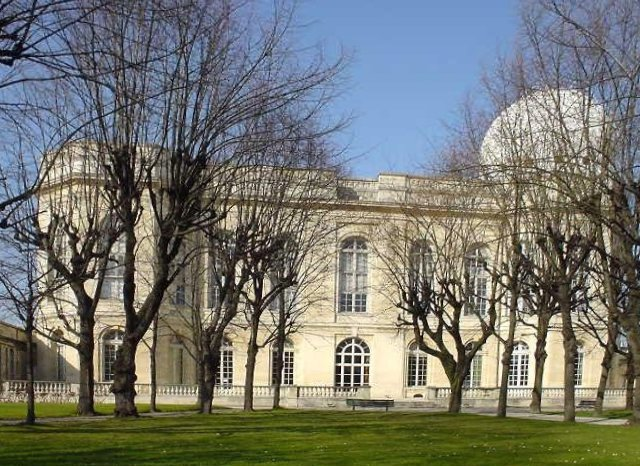
L'Observatoire de Paris, côté sud.

En 1828, assailli par ses créanciers, Balzac se réfugie au no 1 de la rue Cassini, logement que son beau-frère Surville a loué pour lui dans le quartier de l’Observatoire de Paris, considéré à l’époque comme « le bout du monde » et qui inspirera sans doute l’environnement géographique de l'Histoire des Treize. Latouche, qui a en commun avec Balzac le goût du mobilier, participe activement à la décoration des lieux, choisissant, comme pour la garçonnière de la rue Visconti, de couvrir les murs d’un tissu bleu à l’aspect soyeux. Balzac se lance dans un aménagement fastueux, avec des tapis, une pendule à piédestal en marbre jaune, une bibliothèque d’acajou remplie d’éditions précieuses. Son cabinet de bain en stuc blanc est éclairé par une fenêtre en verre dépoli de couleur rouge qui inonde les lieux de rayons roses. Le train de vie de Balzac est à l’avenant : costumes d’une élégance recherchée, objets précieux, dont une canne à pommeau d’or ciselée avec ébullitions de turquoises et de pierres précieuses, qui deviendra légendaire.
Le fidèle Latouche s’endette pour aider son ami à réaliser sa vision du « luxe oriental », en agrandissant par achats successifs le logement qui deviendra un charmant pavillon. C’est dans ce lieu que naîtront nombre de ses romans, notamment Les Chouans, la Physiologie du mariage, La Peau de chagrin, La Femme de trente ans, Le Curé de Tours, l'Histoire des Treize et La Duchesse de Langeais, au monastère inspiré en partie par le couvent des Carmélites, proche de la rue Cassini. Balzac jettera pendant ces années-là les premières bases de La Comédie humaine.
Mais son train de vie luxueux dépasse de loin ses revenus et, après quelques années, il croule sous des dettes énormes, malgré l’argent que lui rapporte son énorme production littéraire et en dépit du fait qu'il est l'écrivain le plus lu de l'époque. En mars 1835, il va se cacher provisoirement dans un autre appartement, rue des Batailles, tout en gardant le logement de la rue Cassini. Pourchassé par la Garde nationale, il est finalement arrêté dans son logement de la rue Cassini, le 27 avril 1836, et incarcéré jusqu'au 4 mai. Rapidement libéré, il doit cependant encore échapper à ses créanciers.

#### Rue des Batailles

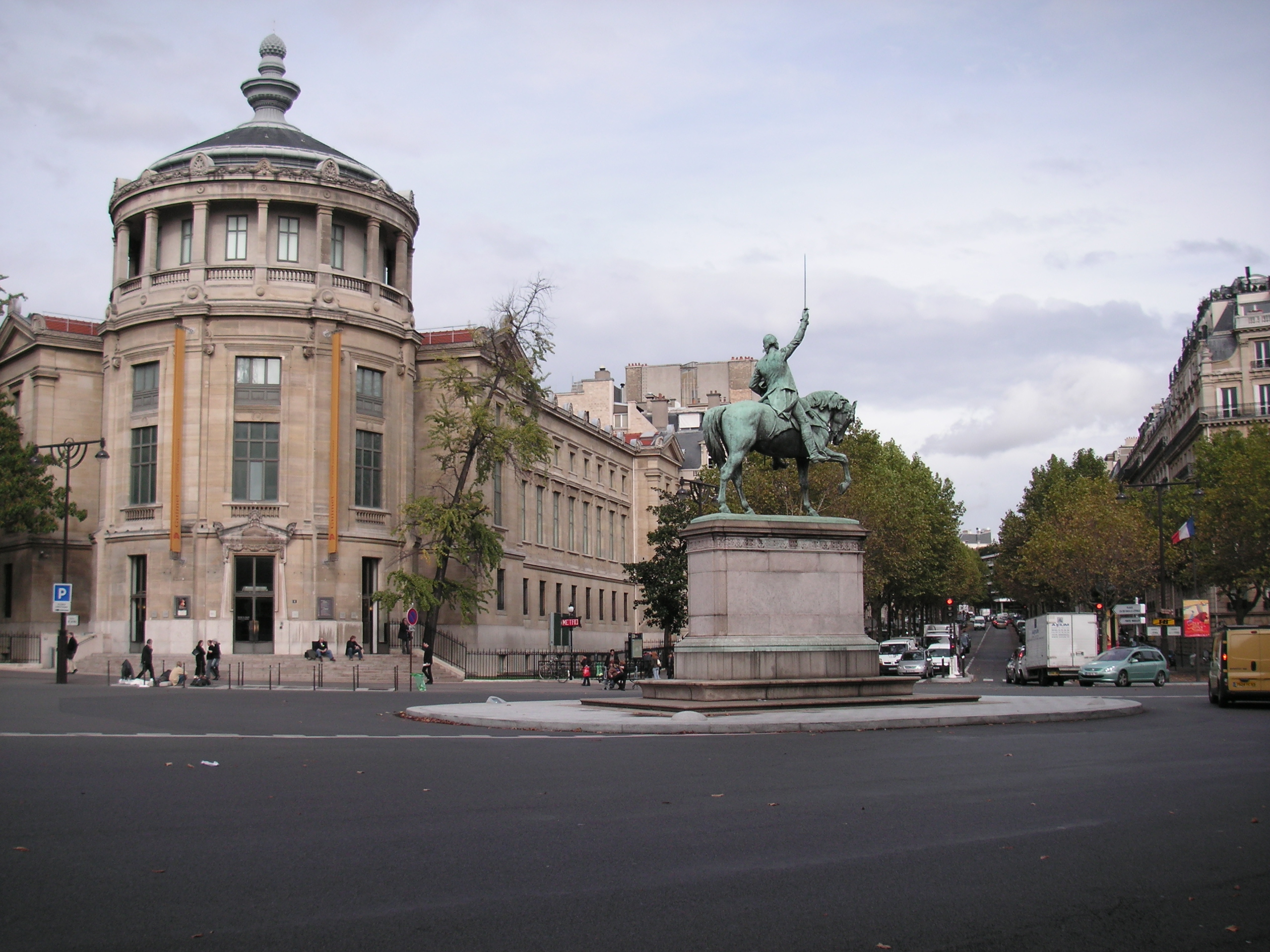
La place d’Iéna et l’avenue d'Iéna dans le prolongement.

En mars 1835, pour fuir les créanciers qui le harcèlent, il se réfugie dans un second logement, au 13 rue des Batailles (aujourd'hui avenue d'Iéna), dans le village de Chaillot, qu'il loue sous le nom de veuve Durand. On n’y entre qu’en donnant un mot de passe, il faut traverser des pièces vides, puis un corridor pour accéder au cabinet de travail de l’écrivain. La pièce est richement meublée, avec des murs matelassés. Elle ressemble étrangement au logis secret de La Fille aux yeux d'or. Là, Balzac travaille jour et nuit à l’achèvement de son roman Le Lys dans la vallée, dont il a rédigé l’essentiel au château de Saché. En même temps, il écrit Séraphîta, qui lui donne beaucoup de mal : « […] Depuis vingt jours, j’ai travaillé constamment douze heures à Séraphîta. Le monde ignore ces immenses travaux ; il ne voit et ne doit voir que le résultat. Mais il a fallu dévorer tout le mysticisme pour le formuler. Séraphîta est une œuvre dévorante pour ceux qui croient. […]. ».

#### Le château de Saché

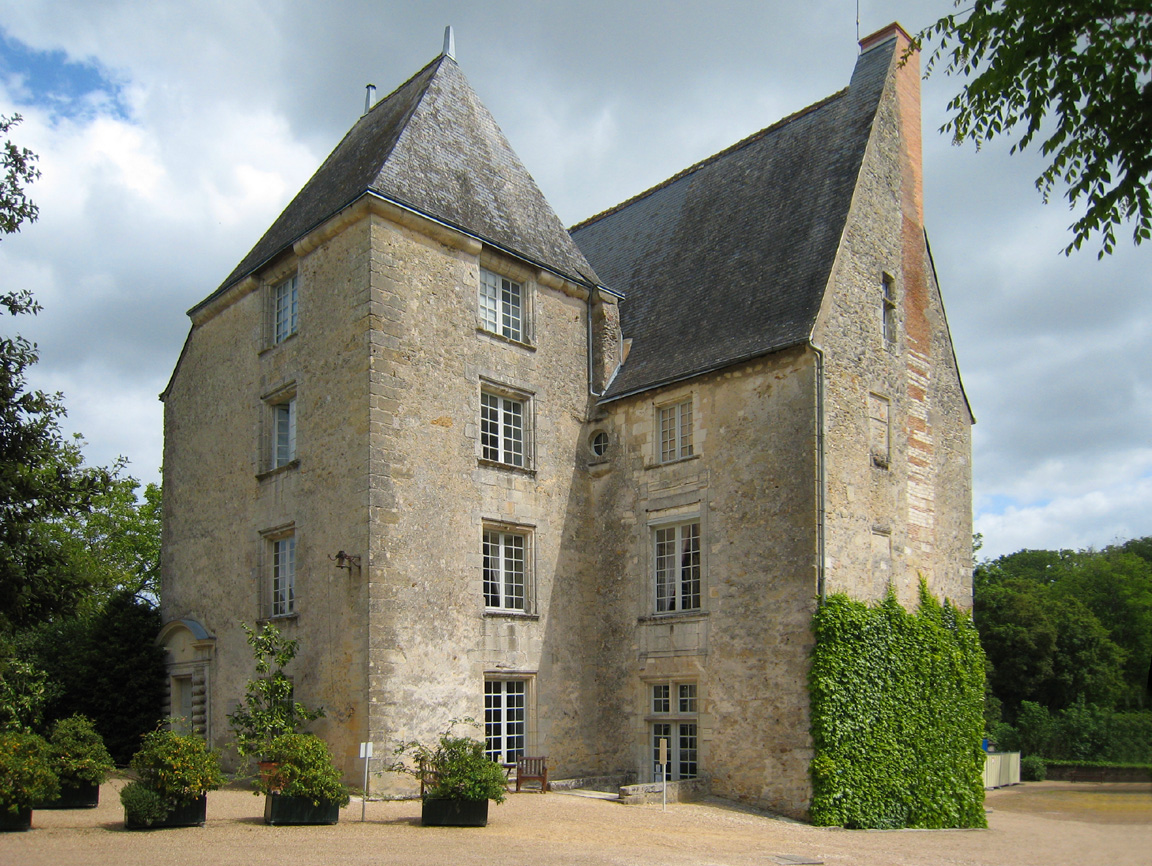
Le château de Saché.

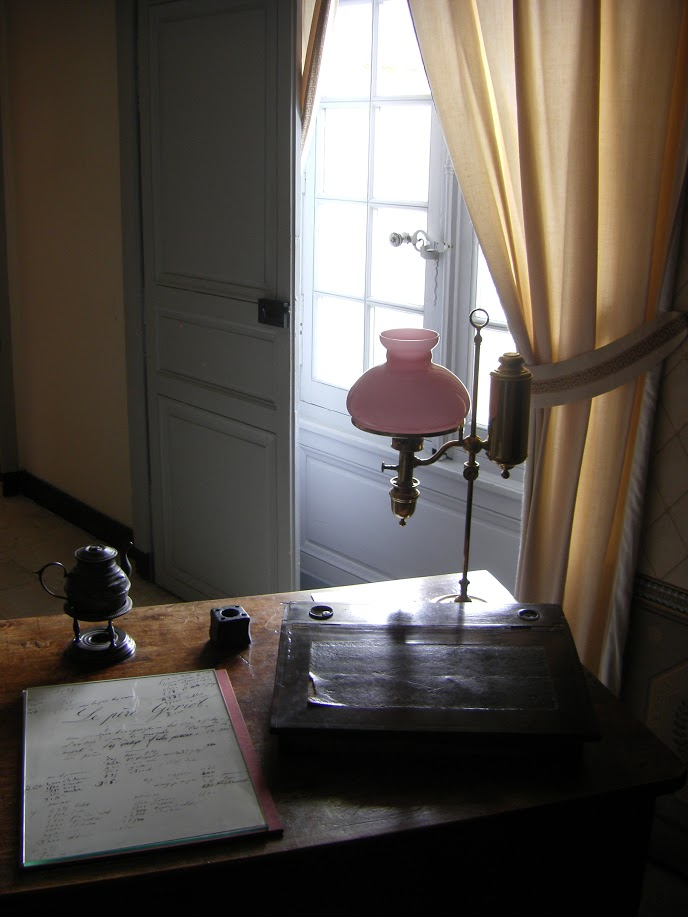
Table de travail de Balzac au château de Saché avec sa légendaire cafetière.

Lorsque, pourchassé par ses créanciers ou terrassé par la fatigue, Balzac voulait fuir Paris, il se rendait au château de Saché en Touraine, faisant des séjours entre 1825 et 1848, chez son ami le châtelain Jean de Margonne, auquel la rumeur prête une liaison avec la mère de l'écrivain, dont serait né un enfant — mais on n’a aucune preuve sur ce point. C'est là qu'il a travaillé à l'écriture du Père Goriot, d'Illusions perdues et de La Recherche de l'absolu. Mais il y a surtout trouvé l'inspiration pour Le Lys dans la vallée. La vallée de l’Indre, ses châteaux et sa campagne ont servi de cadre au roman. Le château de Saché est d'ailleurs surnommé le « château du Lys » ; il est devenu dans le roman le château de Frapesle, demeure de Laure de Berny. Depuis 1951, le château abrite un musée consacré à la vie de Balzac. Il expose de nombreux documents d'époque, dont quelques portraits de l'écrivain (le plus précieux étant dû à Louis Boulanger), et conserve en l’état au deuxième étage la petite chambre où il se retirait pour écrire. Une pièce de théâtre de Pierrette Dupoyet, Bal chez Balzac, prend pour cadre le château de Saché en 1848.

#### La Maison des Jardies

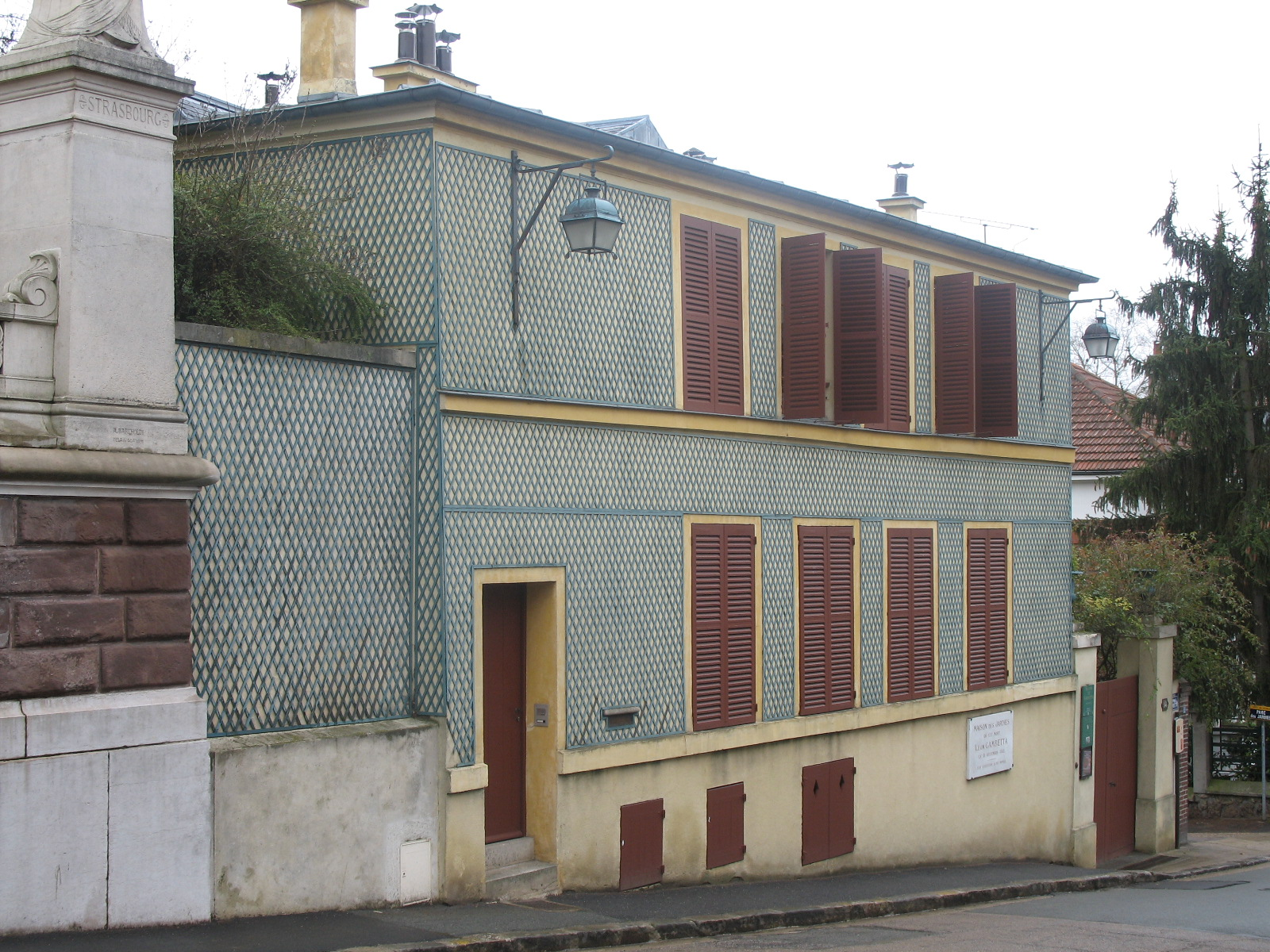
Façade extérieure de la Maison des Jardies.

Balzac achète la Maison des Jardies à Sèvres en 1837, dans l'espoir d'y finir ses jours en paix. Cette maison située non loin de la voie de chemin de fer qui vient d’être créée entre Paris et Versailles lui permet de s'éloigner de l'enfer de la capitale. Il entrevoit aussi la possibilité de spéculer sur les terrains environnants en vendant aux habitants de la capitale des parcelles à lotir. Il élargit sa propriété par des achats successifs et loue une de ses maisons pour trois ans au comte Guidoboni-Visconti.
Léon Gozlan et Théophile Gautier ont été témoins de la folie des grandeurs de Balzac qui a d’abord voulu transformer la maison en palais avec des matériaux précieux et qui a vaguement fait allusion à des plantations d’ananas. Mais cette anecdote reste une légende déformée et amplifiée, car Balzac rêvait d’arbres et de fruits tropicaux. Il y travaille à une pièce, L'École des ménages, qu'il ne parviendra pas à faire jouer, et se met à la deuxième partie d'Illusions perdues.
En février 1839, il y dédicace au comte Auguste-Benjamin de Belloy, son ami, le livre Gambara et le remercie pour, grâce à son étincelante conversation, lui avoir inspiré ce personnage digne d'Hoffman (sic) et déclare qu'il s'est contenté de l'habiller .
En 1840, recherché pour dettes par la Garde nationale et par les huissiers, il met la propriété en vente et va se cacher à Passy. La seule trace qu’il ait laissée de son passage est un buffet rustique.

#### La maison de Passy

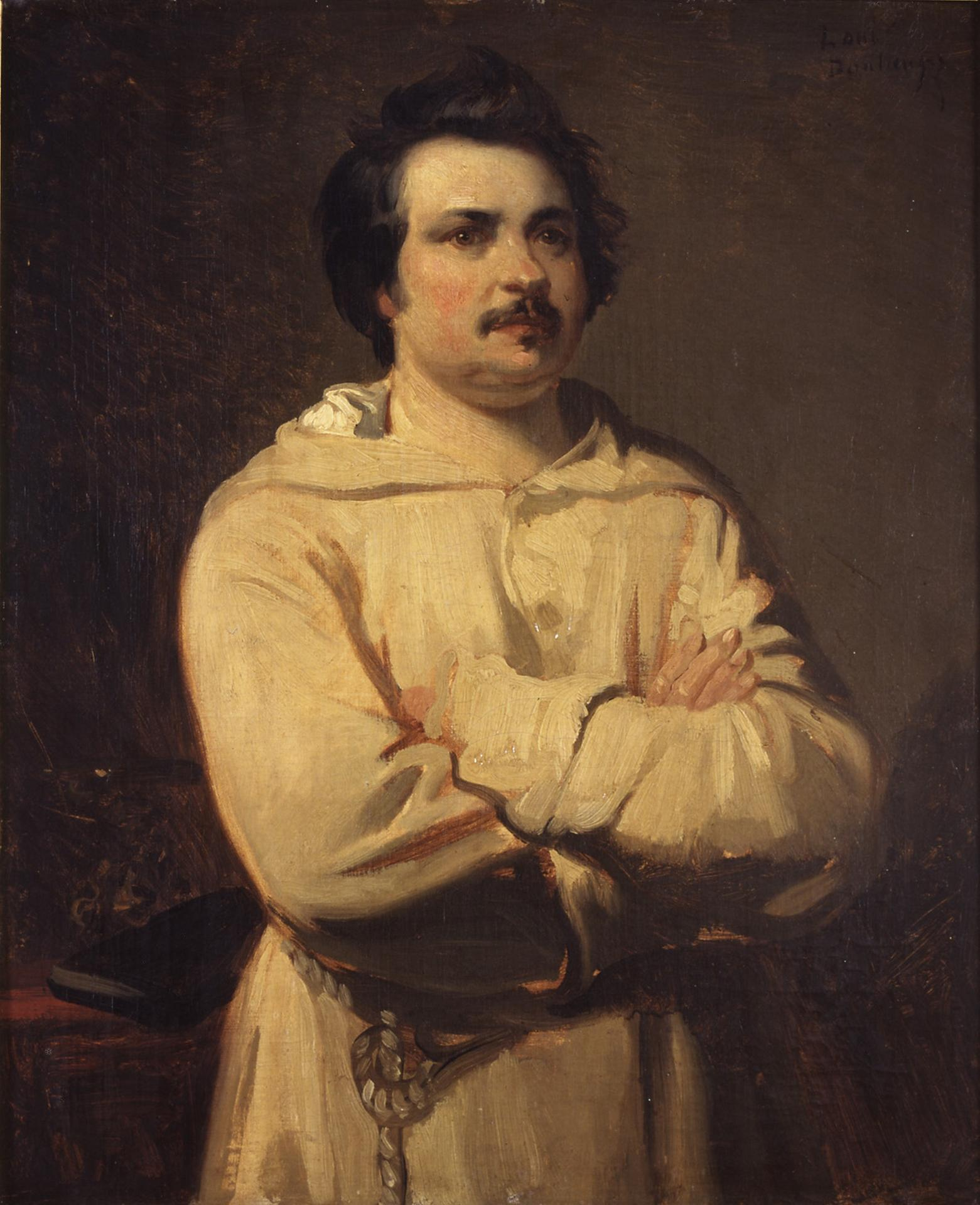
Balzac dans sa célèbre robe de chambre (aussi désignée comme une robe de bure), par Louis Boulanger.

En octobre 1840, sous le nom de « Madame de Breugnol », Balzac s’installe rue Basse à Passy (actuellement rue Raynouard), dans un logement à deux issues où l’on n'est autorisé à pénétrer qu’en donnant un mot de passe. Mme de Breugnol, de son vrai nom Louise Breugniol, née en 1804, existe réellement. Elle tient lieu de « gouvernante » à l’écrivain — ce qui provoquera des crises de jalousie chez Mme Hańska lorsque celle-ci soupçonnera la nature exacte de leurs rapports, au point qu'elle finira par exiger son renvoi, en 1845. Elle filtre les visiteurs et n'introduit que les personnes « sûres » comme le directeur du journal L’Époque auquel Balzac doit livrer un feuilleton. L’écrivain vivra sept ans dans un appartement de cinq pièces situé en rez-de-jardin du bâtiment. L’emplacement est très commode pour rejoindre le centre de Paris en passant par la barrière de Passy via la rue Berton, en contrebas. Balzac apprécie le calme du lieu et le jardin fleuri. C’est ici que sa production littéraire est la plus abondante. Dans le petit cabinet de travail, Balzac écrit, vêtu de sa légendaire robe de chambre blanche, avec pour tout matériel une petite table, sa cafetière et sa plume.
Dans la maison de Passy, il produit entre autres La Rabouilleuse, Splendeurs et misères des courtisanes, La Cousine Bette, Le Cousin Pons, et remanie l’ensemble de La Comédie humaine. Cette maison, devenue aujourd’hui la Maison de Balzac, a été transformée en musée, en hommage à ce géant de la littérature. On y trouve ses documents, manuscrits, lettres autographes, éditions rares et quelques traces de ses excentricités comme la fameuse canne à turquoises, et sa cafetière avec les initiales « HB ». Outre l’appartement de Balzac, le musée occupe trois niveaux et s’étend sur plusieurs pièces et dépendances autrefois occupées par d’autres locataires. Une généalogie des personnages de La Comédie humaine est présentée sous la forme d’un tableau long de 14,50 m où sont référencés 1 000 personnages sur les quelque 2 500 que compte La Comédie humaine.
André Maurois considère qu’il y a, à cette époque-là, deux êtres en Balzac : « L’un est un gros homme qui vit dans le monde humain ; […] qui a des dettes et craint les huissiers. L’autre est le créateur d’un monde ; éprouve et comprend les sentiments les plus délicats ; et mène, sans s'occuper des misérables questions d'argent, une existence fastueuse. Le Balzac humain subit les petits bourgeois de sa famille ; le Balzac prométhéen fréquente les illustres familles qu’il a lui-même inventées. ».

#### La folie Beaujon ou le dernier palais

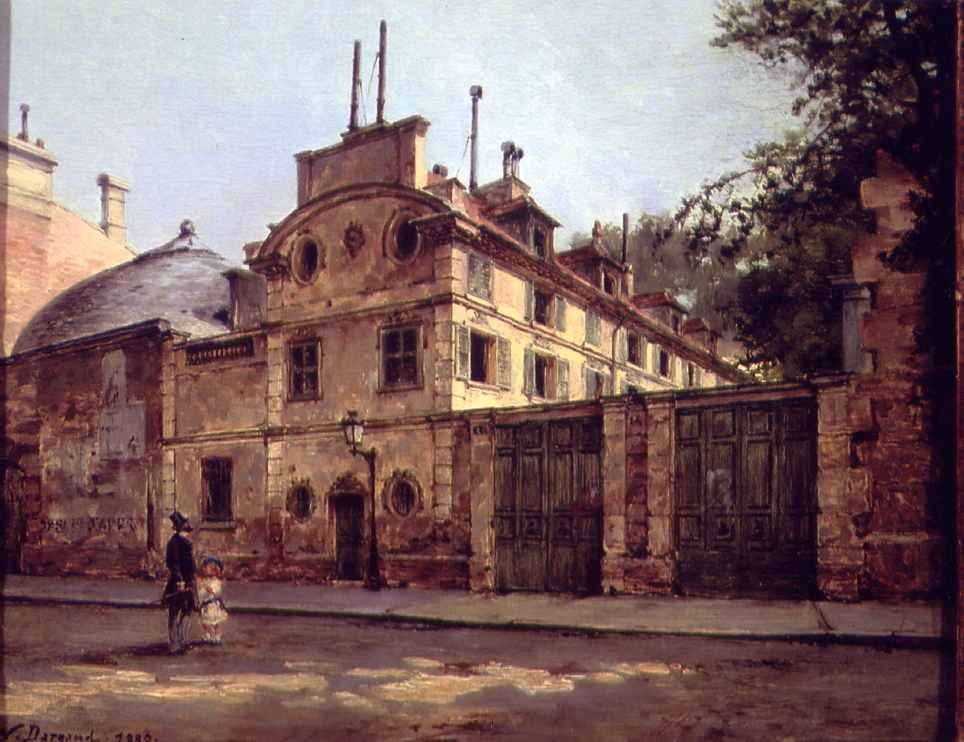
Maison de Balzac, rue Fortunée.

Balzac a une idée fixe : épouser la comtesse Hańska et aménager pour sa future femme un palais digne d’elle. Pour cela, le 28 septembre 1846, il achète, avec l’argent de la comtesse, la chartreuse Beaujon, une dépendance de la folie Beaujon, située au no 14 de la rue Fortunée (aujourd’hui rue Balzac). Il la décore selon ses habitudes, avec une splendeur qui enchante son ami Théophile Gautier, accumulant meubles anciens, tapis précieux et tableaux de maître, mais ce travail de collectionneur lui prend tout le temps qu’il devrait consacrer à l’écriture. D’ailleurs, Balzac n’a plus le goût d’écrire. Il lui faudra aller à Verkhovnia, en Ukraine, pour retrouver son élan et produire le deuxième épisode de L'Envers de l'histoire contemporaine, La Femme auteur. Mais, de retour à Paris, c’est un Balzac à bout de force qui entame, dès 1848, Les Paysans et Le Député d'Arcis, romans restés inachevés à sa mort. C’est d’ailleurs ce « palais » de la rue Fortunée, renommée rue Balzac, qui aurait dû être le musée Balzac si le bâtiment n’avait été détruit et les collections dispersées.

### Fondation de la Société des gens de lettres

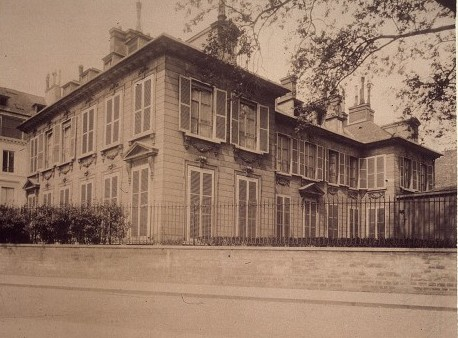
Hôtel Thiroux de Montsauge, hôtel de Massa, siège de la Société des gens de lettres, photographie d’Eugène Atget (1906).

Balzac a beaucoup milité pour le respect des écrivains. Dès 1834, dans une « Lettre adressée aux écrivains français du XIXe siècle », il les exhorte à régner sur l’Europe par la pensée plutôt que par les armes, leur rappelant que le fruit de leurs écrits rapporte des sommes énormes dont ils ne bénéficient pas : « La loi protège la terre ; elle protège la maison du prolétaire qui a sué ; elle confisque l’ouvrage du poète qui a pensé […]. ». Il agit comme témoin lors d'un procès en contrefaçon et veut aller en Russie pour obtenir une loi de réciprocité sur la propriété littéraire.
S'il n'a pas participé à la séance de fondation de la Société des gens de lettres, en 1838, il y adhère toutefois dès la fin de cette année et devient membre du Comité le printemps suivant. La Société se définit comme une association d’auteurs destinée à défendre le droit moral, les intérêts patrimoniaux et juridiques des auteurs de l’écrit. Il en devient le président le 16 août 1839 et président honoraire en 1841. En tant que président, il plaide au nom de la Société contre le mémorial de Rouen, afin de gagner un procès en contrefaçon. En 1840, il rédige un Code littéraire comptant 62 articles répartis en six sections, encadrant les contrats de cession des droits de l'écrivain, exigeant le respect de l'intégrité des œuvres de l'esprit et établissant le droit de paternité. En mars 1841, il soumet l'essentiel de ce code à la Chambre des députés sous la forme de Notes sur la propriété littéraire, mais son intervention reste sans succès. Les principales propositions de Balzac ne seront reconnues par le législateur que bien plus tard.
L'action de Balzac, raillée par Sainte-Beuve qui ridiculisait « ce compagnonnage ouvrier et ces maréchaux de France de la littérature qui offrent à l’exploitation une certaine surface commerciale », a contribué au rapprochement des écrivains autour d'une identité commune et a servi la condition littéraire. Elle aura par la suite un soutien important en Émile Zola, qui poursuivra la tâche.

### Les voyages
Balzac a beaucoup voyagé : Ukraine, Russie, Prusse, Autriche, Italie. Le 13 octobre 1846, il assiste au mariage d'Anna Hańska, fille d'Ewelina Hańska, à Wiesbaden. Mais bien peu de lieux, en dehors de Paris et de la province française, seront une source d’inspiration pour lui. Seule l’Italie lui inspire une passion qu’il exprime dans de nombreux écrits, notamment les contes et nouvelles philosophiques. En Russie, c’est plutôt Balzac qui laissera ses traces en inspirant Dostoïevski.

#### L’Italie

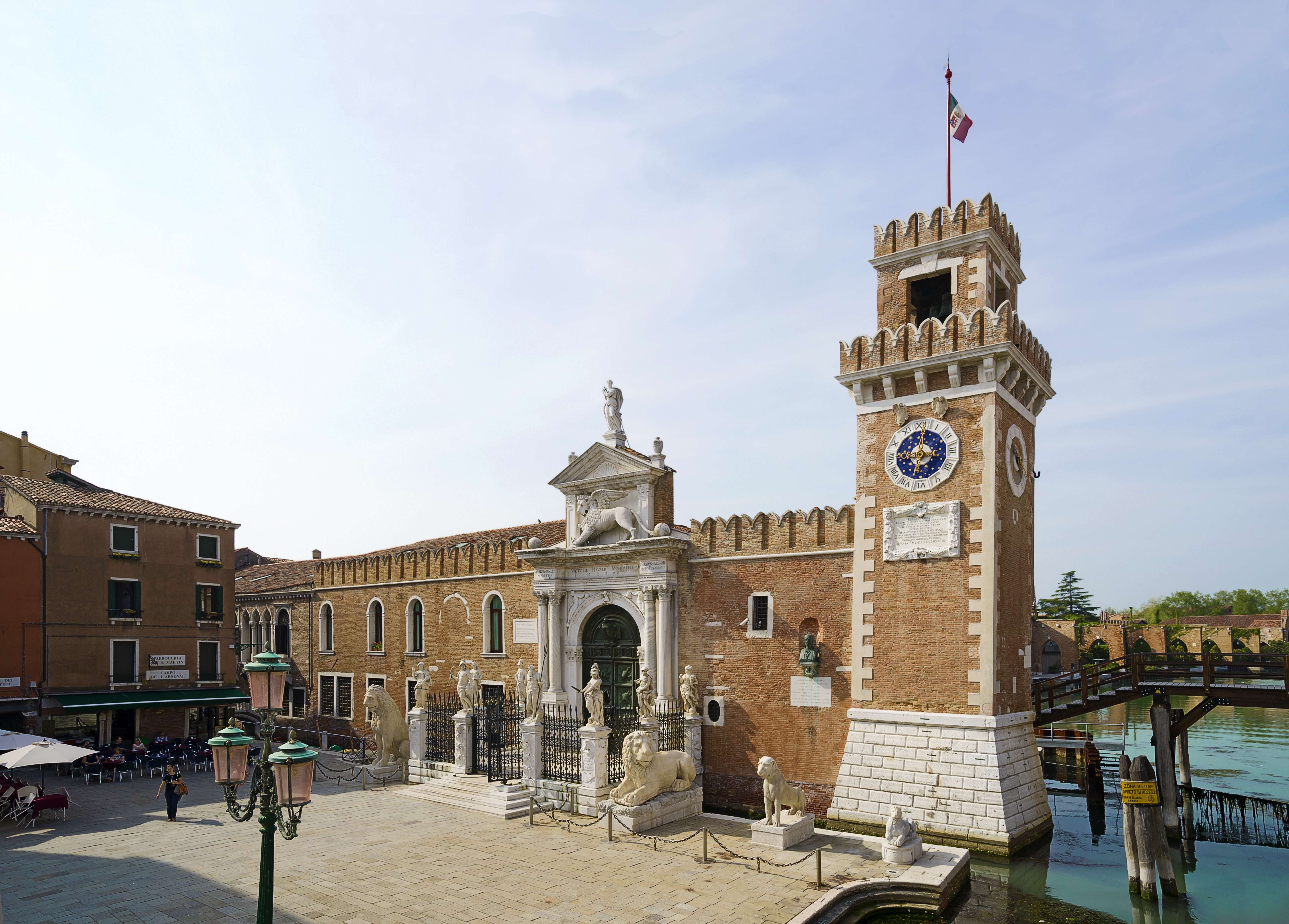
L’Arsenal de Venise.

En 1836, il se rend en Italie, en qualité de mandataire de ses amis Guidoboni-Visconti, afin de régler à Turin une obscure affaire de succession. Il est accompagné par Caroline Marbouty, déguisée en jeune homme. Le voyage est assez bref.
En février 1837, les Guidoboni-Visconti lui confient une autre mission, cette fois à Milan, pour régler une autre affaire de succession, tout en lui permettant ainsi d'échapper aux poursuites des huissiers. Sa réputation l'ayant précédé, il est fêté par l'aristocratie. Il fréquente assidument le salon de Clara Maffei et partage à la Scala la loge du prince Porcia et de sa sœur, la comtesse Sanseverino-Vimercati. Sa rencontre avec le poète Manzoni, la gloire littéraire de Milan, est décevante pour ses hôtes, car Balzac ne l'a pas lu et ne parle que de lui. L'écrivain se rend ensuite à Venise, où il passe neuf jours à visiter musées, églises, théâtres et palais. Il laissera une lumineuse description littéraire de cette ville dans Massimilla Doni. Sa mission ayant été un succès, tout comme la précédente, il fait ensuite un séjour à Florence, passe par Bologne pour saluer Rossini et rentre en France le 10 mai. À la suite de ce voyage, il peindra la femme italienne comme un modèle de fidélité amoureuse.
Il retourne en Italie en mars 1838, via la Corse, afin de lancer une entreprise de récupération du minerai d'argent contenu dans les scories des anciennes mines de Sardaigne. Malheureusement, il a été pris de vitesse par un Génois à qui il avait parlé de son projet lors de sa visite précédente. Il se lie avec le marquis Gian Carlo di Negro et le marquis Damaso Pareto.
Il aime l’Italie, cette « mère de tous les arts », pour sa beauté naturelle, pour la générosité de ses habitants, pour la simplicité et l’élégance de son aristocratie, qu’il considère comme « la première d’Europe », et ne tarit pas d’éloges sur ses splendeurs. Il exalte la beauté de ses opéras, auxquels il consacre deux nouvelles jumelles : Gambara, qui évoque Le Barbier de Séville, et Massimilla Doni, dans laquelle il donne une magistrale interprétation du Mosé. Il est également fasciné par la richesse de sa peinture. Il met en scène la sculpture et la ville de Rome dans Sarrasine.

#### La Russie

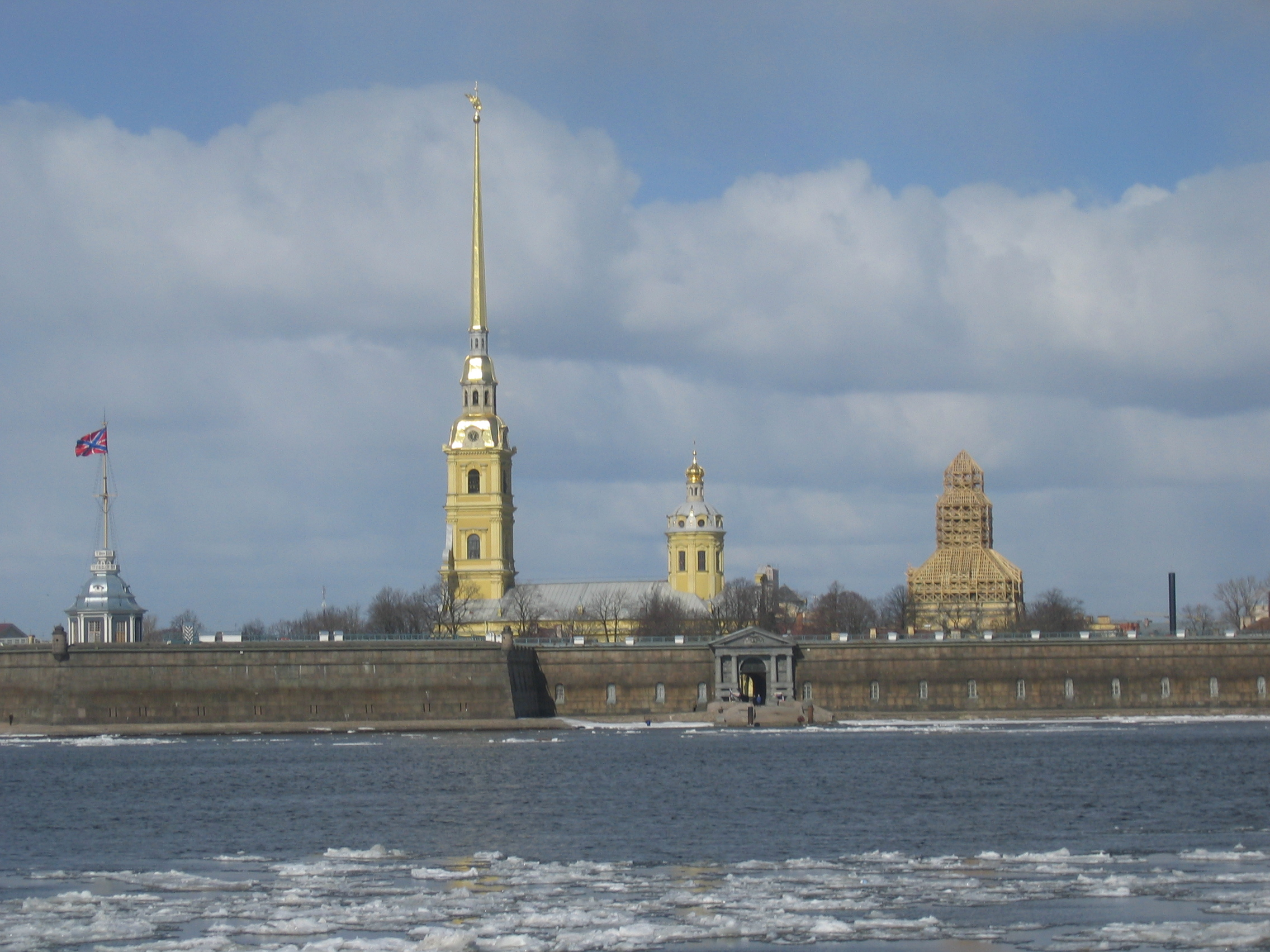
Forteresse Pierre-et-Paul, Saint-Pétersbourg.

C’est avec un peu de méfiance qu’on le voit arriver à Saint-Pétersbourg, en 1843, pour aider Mme Hańska dans une affaire de succession. Sa réputation d’endetté perpétuel est notoire et l’a précédé. À Paris déjà, lorsqu’il demande un visa, le secrétaire d’ambassade Victor de Balabine suppose qu’il va en Russie parce qu’il n’a pas le sou, et le chargé d’affaires russe à Paris propose à son gouvernement « d’aller au-devant des besoins d’argent de Monsieur de Balzac et de mettre à profit la plume de cet auteur, qui garde encore une certaine popularité ici […] pour écrire une réfutation du livre calomniateur de Monsieur de Custine », ce en quoi il se trompe, car Balzac ne réfutera pas cet ouvrage, pas plus qu’il ne cherchera des subsides à Saint-Pétersbourg : il n’est venu que pour voir madame Hańska. Il est déjà très aimé et très lu en Russie où il est considéré comme l’écrivain qui a « le mieux compris les sentiments des femmes ».
Il prend le bateau à Dunkerque et arrive à Saint-Pétersbourg le 29 juillet 1843. Invité à se joindre aux personnalités qui assistent à la grande revue annuelle des troupes, il côtoie divers princes et généraux russes. Les amants se verront, discrètement, durant deux mois. Le 7 octobre, il regagne la France par voie de terre, tout en faisant un court séjour à Berlin et une visite des champs de bataille napoléoniens de Leipzig et Dresde, en vue d'un futur ouvrage.

### Les dernières années et la mort

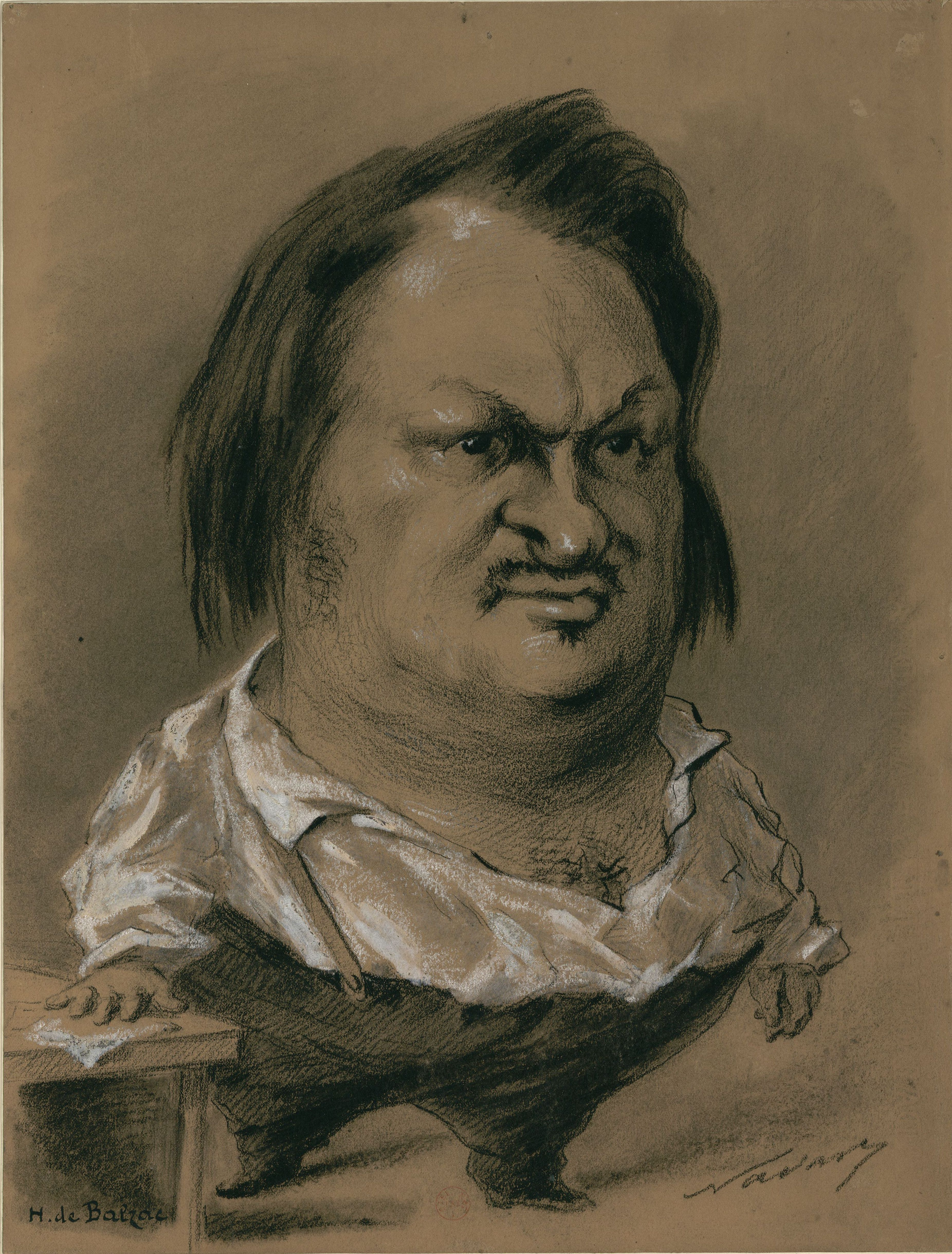
Balzac vu par Nadar en 1850 (source :).

Dès 1845, le rythme de la production de Balzac ralentit, et il se lamente dans ses lettres de ne pas pouvoir écrire. En 1847, il avoue sentir se désagréger ses forces créatrices. Comme le héros de son premier grand livre, La Peau de chagrin, il semble avoir eu très jeune le pressentiment d'un écroulement prématuré.
En août 1847, il obtient finalement du pouvoir russe un nouveau passeport pour se rendre en Ukraine. Il y arrive le 2 octobre. Il apprend au début de 1849, sans surprise, que l'Académie française a écarté une nouvelle fois sa candidature. Il espère toujours épouser la comtesse Hańska, mais la situation des amants est compliquée par la loi russe qui prévoit que la femme d'un étranger perd automatiquement ses biens fonciers, sauf oukase exceptionnel signé par le tsar. Or, ce dernier refuse sèchement. Le séjour en Ukraine ne réussit guère à l'écrivain épuisé et sa santé se détériore. Il attrape un gros rhume, qui évolue en bronchite, et son souffle se fait court. Trop faible pour voyager, il doit rester au repos de nombreux mois. Comme les relations deviennent tendues avec Mme Hańska, en raison des folles dépenses faites pour aménager la chartreuse Beaujon, il écrit à sa mère de renvoyer la bonne afin de réaliser des économies.

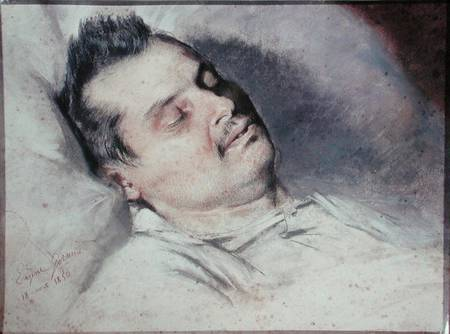
Balzac sur son lit de mort. Huile sur toile d'Eugène Giraud, 1850, musée des Beaux-Arts et d'Archéologie de Besançon.

Le mariage peut enfin avoir lieu le 14 mars 1850, à sept heures du matin, en l'église Sainte-Barbe de Berdytchiv. Sa vanité est comblée, mais sa santé continue à se dégrader ; il est malade du cœur et les crises d'étouffement sont de plus en plus fréquentes. Les époux décident toutefois de rentrer à leur demeure de la rue Fortunée à Paris. Ils quittent Kiev le 25 avril, mais le voyage est éprouvant, leur voiture s'enfonçant parfois dans la boue jusqu'aux portières. Ils arrivent finalement à Paris le 21 mai 1850. Le docteur Nacquart, qui, avec trois confrères, soigne l’écrivain pour un œdème généralisé, ne parvient pas à éviter une péritonite, suivie de gangrène. Le romancier était épuisé par les efforts prodigieux déployés au cours de sa vie et le régime de forçat qu'il s'était imposé. La légende voudrait qu’il eût appelé à son chevet d’agonisant Horace Bianchon, le grand médecin de La Comédie humaine : il avait ressenti si intensément les histoires qu’il forgeait que la réalité se confondait avec la fiction. Il entre en agonie le dimanche 18 août dans la matinée et meurt à 23 heures 30. Victor Hugo, qui fut son ultime visiteur, a rendu un témoignage émouvant et précis sur ses derniers moments.
Lors des funérailles, le 21 août, au cimetière du Père-Lachaise (division 48), la foule était imposante et comptait notamment de nombreux ouvriers typographes. Alexandre Dumas et le ministre de l'Intérieur Pierre Jules Baroche étaient auprès du cercueil, avec Victor Hugo, qui prononça l’oraison funèbre :

« Tous ses livres ne forment qu'un livre, livre vivant, lumineux, profond, où l'on voit aller et venir, et marcher et se mouvoir, avec je ne sais quoi d'effaré et de terrible mêlé au réel, toute notre civilisation contemporaine, livre merveilleux que le poète a intitulé Comédie et qu'il aurait pu intituler Histoire […] À son insu, qu'il le veuille ou non, qu'il y consente ou non, l'auteur de cette œuvre immense et étrange est de la forte race des écrivains révolutionnaires. »

Il laissait à sa veuve une dette de 100 000 francs. Celle-ci accepta toutefois la succession et continua de verser à la mère de Balzac une rente viagère, conformément au testament qu'il avait laissé. Elle prend soin aussi de son œuvre et demande à Champfleury de terminer les romans que Balzac avait laissés inachevés. Comme celui-ci refuse, elle confie à Charles Rabou le soin de compléter Le Député d'Arcis (écrit en 1847 et inachevé) et Les Petits Bourgeois (inachevé), mais « Rabou aura la main lourde en ajoutant de longs développements de son cru aux manuscrits laissés sans plan par Balzac ». Le Député d'Arcis paraîtra en 1854 et Les Petits Bourgeois en 1856. En 1855, Mme Ève de Balzac fait publier Les Paysans (écrit en 1844 et inachevé).
Octave Mirbeau, écrivain et journaliste français, inséra dans son récit de voyage La 628-E8 trois chapitres sur La Mort de Balzac, qui firent scandale en raison du comportement prêté à Ewelina Hańska pendant l'agonie de Balzac, selon des confidences que lui avait faites le peintre Jean Gigoux.

## Opinions politiques et sociales
Il n'est pas facile de synthétiser la pensée du romancier. Comme le signale un spécialiste, « ce serait une faute de systématiser à outrance les idées de Balzac : il n'a pas cherché à le faire lui-même. Ses divers personnages représentent des moments de son intelligence, reflètent l'activité de son esprit, l'effort de ses recherches. Il en résulte des tâtonnements, des nuances, des oppositions, sinon des contradictions, qui ne se fondent pas sans heurt ».
Dérangeant les élites de son temps, Balzac, en 1840, est devenu un paria du monde politique. Un parlementaire l'accuse à la Chambre d'ébranler la société en la corrompant, de pervertir le peuple au lieu de l'éduquer et de saper les valeurs traditionnelles. Il est méprisé par le roi Louis-Philippe, qui fera interdire sa pièce Vautrin, mais lui donnera quand même la Légion d'honneur en 1845 — récompense dérisoire en comparaison du statut dont jouissaient des écrivains comme Victor Hugo et Alexandre Dumas. Écarté de la société aristocratique du faubourg Saint-Germain, qui ne veut pas se reconnaître dans l'image qu'il en donne, il n'est admis que dans les salons de seconde classe. Il inquiète les bien-pensants, qui le voient comme une réincarnation de Satan et un danger public en raison de ses idées révolutionnaires. Il est rejeté par la droite aussi bien que par la gauche.

### Régime politique

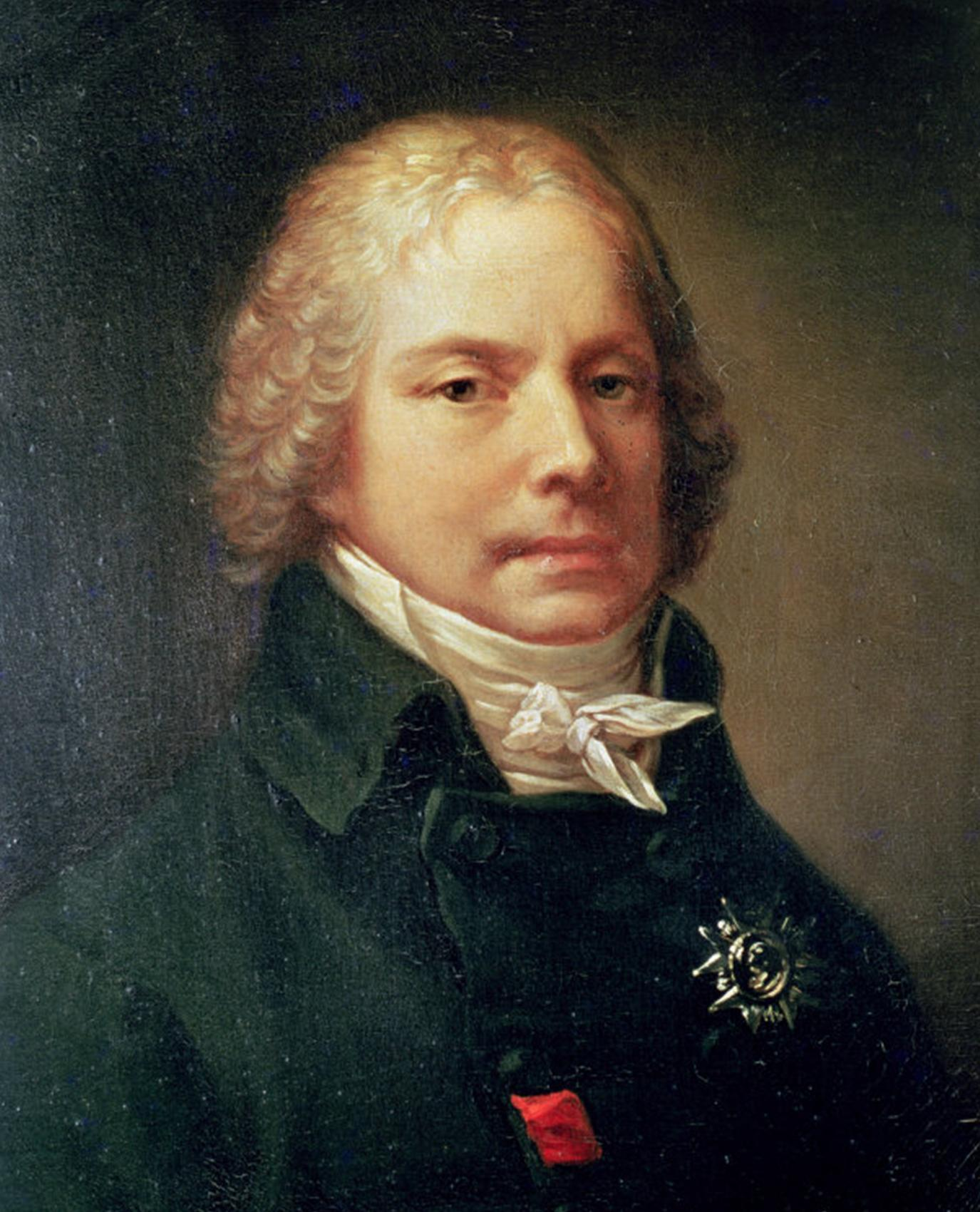
Balzac admirait Talleyrand qu'il réussit à rencontrer en 1836.

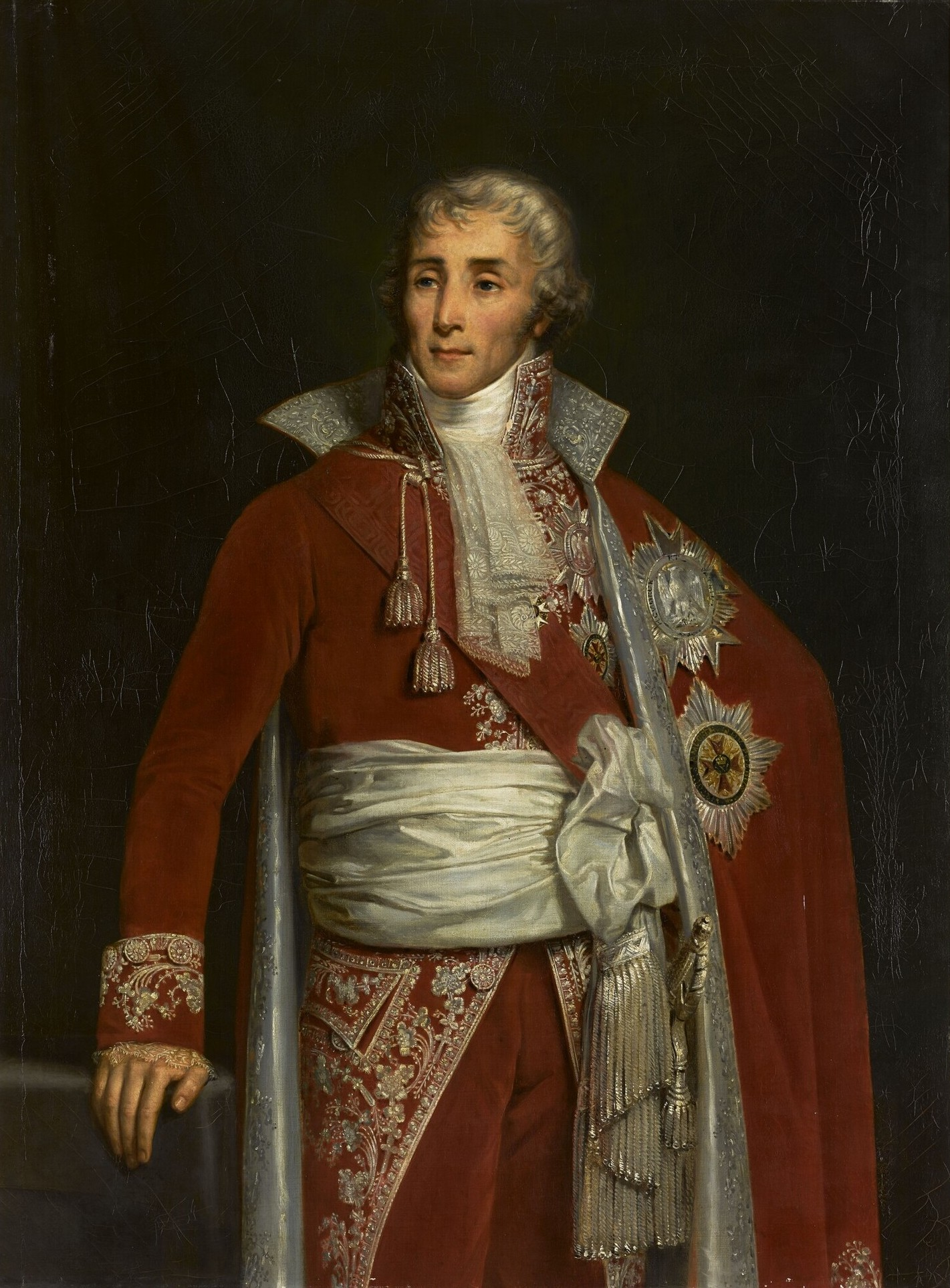
Il était fasciné par Fouché, évoqué dans Une ténébreuse affaire.

Les opinions politiques de Balzac ont été variables et beaucoup commentées.
Critique des royalistes égarés dans Les Chouans (1829), il est d'abord libéral sous la Restauration. Aux élections de 1831, désireux de se faire élire député, il présente sa candidature à Tours, à Fougères et à Cambrai, mais sans succès. Son échec est alors attribué à l’ambiguïté de ses opinions, ni libérales ni légitimistes. Sous l’influence de la duchesse de Castries, il affiche ensuite des opinions légitimistes et brigue les suffrages des électeurs sous cette bannière à Chinon en 1832, mais c'est un nouvel échec. Ayant développé ces opinions monarchistes et catholiques dans le journal légitimiste Le Rénovateur, son royalisme n'est dès lors plus douteux. Il fait reposer sa doctrine sociale sur l’autorité politique et religieuse, en contradiction totale avec ses opinions d’origine, forgées avec son amie Zulma Carraud, une ardente républicaine, qui l'admoneste dans une lettre : « Vous vous jetez dans la politique, m’a-t-on dit. Oh ! Prenez garde, prenez bien garde ! Mon amitié s’effraye […] ne salissez pas votre juste célébrité de pareille solidarité […]. Cher, bien cher, respectez-vous […]. ». L'écrivain lui répond en exposant ses convictions politiques :

« Jamais je ne me vendrai. Je serai toujours, dans ma ligne, noble et généreux. La destruction de toute noblesse hors la Chambre des Pairs ; la séparation du clergé d'avec Rome ; les limites naturelles de la France ; l'égalité parfaite de la classe moyenne ; la reconnaissance des supériorités réelles ; l'économie des dépenses, l'augmentation des recettes par une meilleure entente de l'impôt, l'instruction pour tous, voilà les principaux points de ma politique, auxquels vous me trouverez fidèle. […] Je veux le pouvoir fort. »

Le Médecin de campagne, publié en 1833, expose des opinions très conservatrices sur le suffrage électoral (« le droit d’élection ne doit être exercé que par les hommes qui possèdent la fortune, le pouvoir ou l’intelligence »), le droit d'aînesse, les classes sociales, le régime patriarcal et la religion (« seule force qui puisse relier les Espèces sociales et leur donner une forme durable ») — à tel point que cet ouvrage a été qualifié de propagande électorale. En même temps, ce roman critique les classes oisives et met en scène un personnage de médecin qui se dévoue entièrement au service des malades et qui a prévu de laisser par héritage un fonds de réserve qui permettrait à la commune « de payer plusieurs bourses à des enfants qui donneraient de l’espérance pour les arts ou pour les sciences ». Tout en reconnaissant l'existence des pauvres et la nécessité de cette classe pour la prospérité d'un pays, il insiste sur la nécessité de la justice sociale : 

« Une seule iniquité se multiplie par le nombre de ceux qui se sentent frappés en elle. Ce levain fermente. Ce n’est rien encore. Il en résulte un plus grand mal. Ces injustices entretiennent chez le peuple une sourde haine envers les supériorités sociales. Le bourgeois devient et reste l’ennemi du pauvre, qui le met hors la loi, le trompe et le vole. Pour le pauvre, le vol n’est plus ni un délit, ni un crime, mais une vengeance. Si, quand il s’agit de rendre justice aux petits, un administrateur les maltraite et filoute leurs droits acquis, comment pouvons-nous exiger de malheureux sans pain résignation à leurs peines et respect aux propriétés ? »

Le meilleur régime politique est, selon lui, celui qui produit la plus grande énergie, qui s'obtient en concentrant l'autorité de l'État. Se disant en faveur d'un pouvoir absolu, il dénonce la permanente instabilité d'une démocratie représentative : « Ce qu'on nomme un gouvernement représentatif est une tempête perpétuelle […] Or, le propre d'un gouvernement est la fixité. ». Il fustige la possibilité démocratique de l'absence d'un pouvoir fort (en étendant l'élection à tous) et ainsi d'une tyrannie des masses minées par les intérêts de quelques-uns ; il souhaite garder une tête au sommet de l'État (comme au sein d'un gouvernement monarchique), afin de prévenir de telles dérives (à l'instar de Platon et de Tocqueville) : 

« Sans être l’ennemi de l’Élection, principe excellent pour constituer la loi, je repousse l’Élection prise comme unique moyen social, et surtout aussi mal organisée qu’elle l’est aujourd’hui, car elle ne représente pas d’imposantes minorités aux idées, aux intérêts desquelles songerait un gouvernement monarchique. L’Élection, étendue à tout, nous donne le gouvernement par les masses, le seul qui ne soit point responsable, et où la tyrannie est sans bornes, car elle s’appelle la loi. »

Il se fait volontiers l'avocat d'un régime où un petit groupe d'hommes de talent exercerait une dictature collective, comme dans Ferragus. Cette même idée qu'il suffit de rassembler quelques volontés fortes pour faire un coup d'État par la ruse et sans violence revient dans Le Contrat de mariage. Ailleurs, il fait l'éloge de Talleyrand et de Fouché, experts en manipulation et gestion du secret. Grand admirateur de Napoléon et des êtres exceptionnels, Balzac ne croit pas à une égalité naturelle : « L'égalité sera peut-être un droit mais aucune puissance humaine ne saurait le convertir en fait. ». Il s'oppose au système des concours, convaincu que « jamais aucun effort administratif ou scolaire ne remplacera les miracles du hasard auquel on doit les grands hommes » et caricature les défenseurs de l'égalité en les présentant comme des ennemis du génie.

### Programme économique

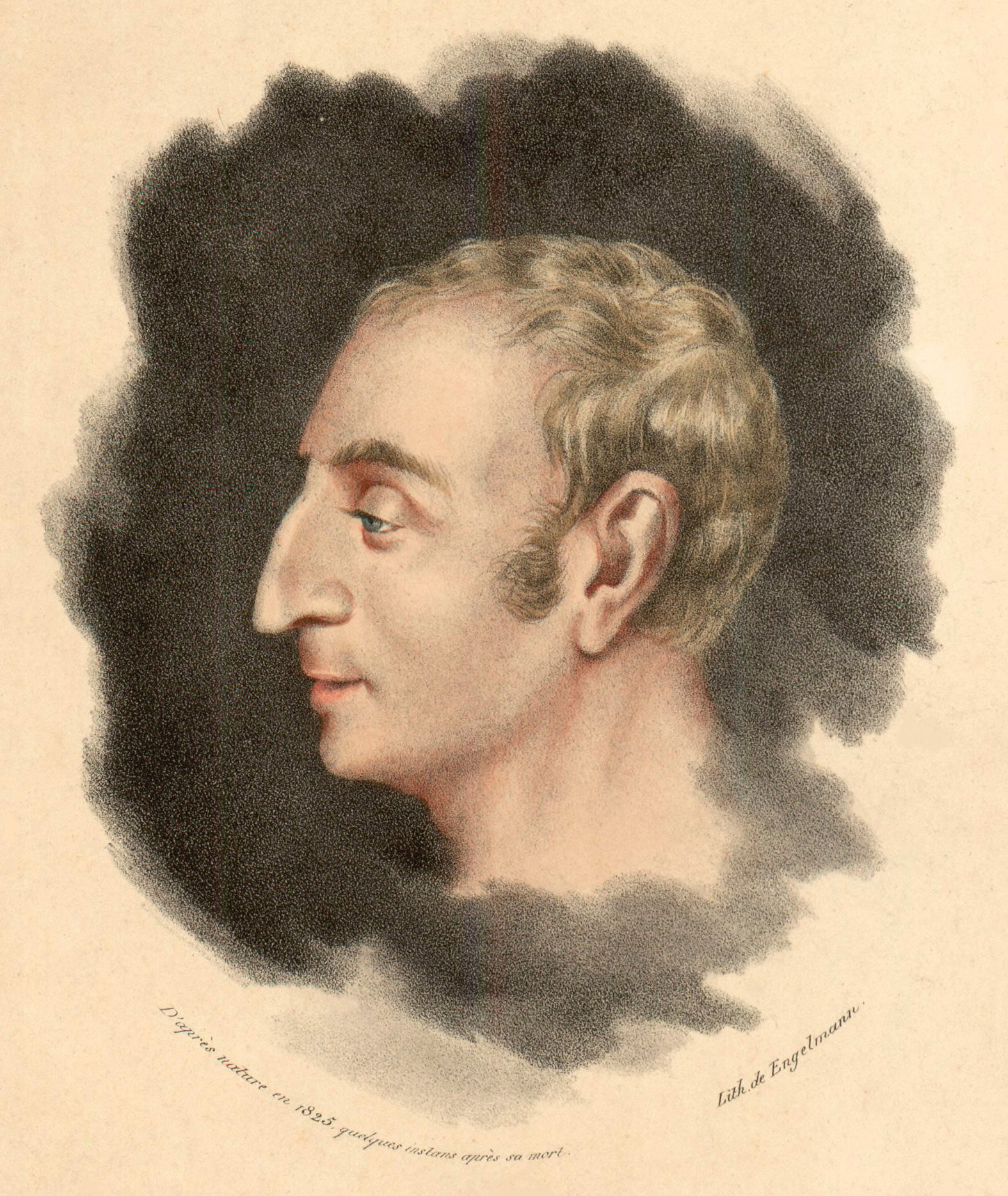
Les positions socio-économiques de Balzac s'inspirent des théories de Claude Henri de Saint-Simon.

Sur le plan économique, il ne met pas en cause le principe de la propriété privée, mais en ébauche les limites. Il défend la liberté du travail, la liberté d'entreprendre et la liberté de la presse, rejoignant en cela les théories de Saint-Simon, qui associent de façon cohérente progrès social et progrès économique. Tout comme ce dernier, Balzac veut réorganiser la société en prenant pour base le travail : il fustige les oisifs et dénonce l'exploitation de l'homme par l'homme. Il insiste sur l'importance de l'économie et le développement du commerce : « La vraie politique d’un pays doit tendre à l’affranchir de tout tribut envers l’étranger, mais sans le secours honteux des douanes et des prohibitions. L’industrie ne peut être sauvée que par elle-même, la concurrence est sa vie. Protégée, elle s’endort ; elle meurt par le monopole comme sous le tarif. Le pays qui rendra tous les autres ses tributaires sera celui qui proclamera la liberté commerciale, il se sentira la puissance manufacturière de tenir ses produits à des prix inférieurs à ceux de ses concurrents. ».
Cette importance qu'il attache à l'économie, plus qu'à la politique, le rapproche de Marx. Le critique marxiste Georg Lukács voit dans Illusions perdues « l'épopée tragi-comique de la capitalisation de l'esprit, la transformation en marchandise de la littérature ». Dans un article de 1840, intitulé « Sur les ouvriers », Balzac va jusqu'à montrer des sympathies pour les idées de Fourier, et il proposera même, en 1843, de publier un feuilleton intitulé Peines de cœur d'un vieux millionnaire dans le journal fouriériste La Démocratie pacifique.
Toutefois, Fourier est vivement critiqué et présenté comme fou dans Les Comédiens sans le savoir (1846). Dans ce même ouvrage, un pédicure révolutionnaire du nom de Publicola Masson énonce un programme d'égalitarisme total — absolument opposé aux idées de Balzac — dans lequel on pressent déjà l'essentiel du Manifeste du Parti communiste : « On fabriquera pour le compte de l’État, nous serons tous usufruitiers de la France […] On y aura sa ration comme sur un vaisseau, et tout le monde y travaillera selon ses capacités. ». Les protagonistes de ce récit rejettent le programme de Masson comme une tragique reprise de 1793.

### Positions sociales

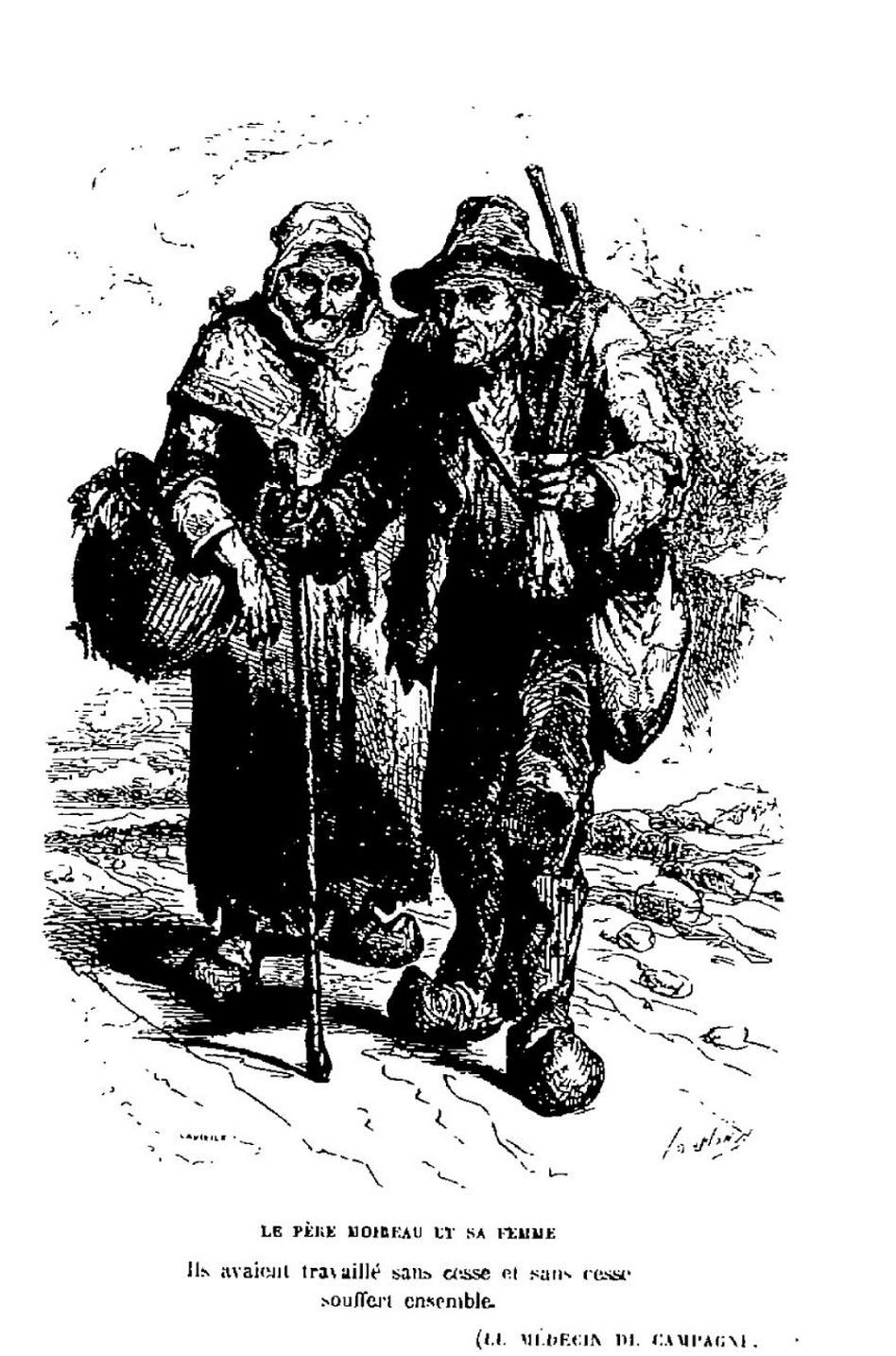
Dessin de deux paysans dans Le Médecin de campagne.

Balzac expose ses convictions politiques et sociales dans l'avant-propos à La Comédie humaine, rédigé en 1842. Après les émeutes de 1840, il rappelle que le pouvoir en place n'existe que par et pour le peuple et que l'intérêt général doit l'emporter sur l'intérêt particulier : « Le pouvoir doit […] protéger et défendre les déshérités, ne pas laisser une classe de la société dominer le gouvernement. ». Il revient sur cette question en 1848 : « Un État où les bons et sages ouvriers, en travaillant tant qu'ils veulent, tant qu'ils peuvent, ne trouvent pas l'aisance pour leur famille, cet État est mal ordonné. ». Toutefois, les ouvriers sont absents de son univers, comme s'il en avait peur, et les paysans sont présentés comme des êtres brutaux, cupides et égoïstes. En revanche, « un pays est fort quand il se compose de familles riches, dont tous les membres sont intéressés à la défense du trésor commun. ». Fasciné par la noblesse, il la montre inéluctablement absorbée par la bourgeoisie et incapable de s'adapter aux réalités nouvelles ; il n'est pas plus tendre envers la bourgeoisie et dit vouloir peindre, dans Les Petits Bourgeois de Paris, le « Tartuffe-démocrate-philanthrope » de la bourgeoisie de 1830. Il pressent, selon certains, « la victoire des masses qui absorberont un jour la bourgeoisie comme la bourgeoisie a absorbé la noblesse ».
Dans ses romans, les forces sociales et les institutions ne sont jamais présentées comme des abstractions, mais sont incarnées dans des personnages qui ont chacun une histoire, des intérêts particuliers, engagés dans des intrigues. Les tribunaux sont composés de juges dont Balzac « décrit précisément l'origine sociale et les perspectives de carrière », de sorte qu'on peut voir ces institutions comme liées objectivement à des intérêts de classe.
Si, à certains égards, Balzac est assez éloigné des idées politiques de Victor Hugo et de Flaubert, son message est plus complexe qu'il n'y paraît à première vue. Selon Alain, « il soutient le trône et l'autel sans croire ni à l'un ni à l'autre ». Engels, qui avait lu Balzac sur la recommandation de Marx, disait qu’il avait plus appris sur la société du XIXe siècle dans La Comédie humaine que dans tous les livres des historiens, économistes et statisticiens professionnels. Même constat de la part de Zola : « Balzac est à nous, Balzac, le royaliste, le catholique a travaillé pour la république, pour les sociétés et les religions libres de l’avenir. » De fait, dans La Comédie humaine, les républicains sont toujours des personnages austères, probes et intransigeants.
« À la honte des hommes, quand j’ai voulu donner une poignée de main à la vertu, je l’ai trouvée grelottant dans un grenier, poursuivie de calomnies, vivotant avec quinze cents francs de rente ou d’appointements, et passant pour une folle, pour une originale ou une bête. »
Alors que le sociologue et le politique sont du côté de la droite et du conservatisme, l'écrivain pose un constat dévastateur sur la société qu'il dépeint et le capitalisme conquérant : « Chacun sait que ce gros homme entendait faire une œuvre de défense et illustration des valeurs de défense sociale, voire de l'ordre moral, et qu'il a dressé, en fait, le plus formidable acte d'accusation qui ait jamais été lancé contre une civilisation. ». Cette condamnation, qui ne porte pas seulement sur la société qu'il a sous les yeux mais sur tout ordre social, est une invitation à l'anarchisme et à la révolte. Mais cet anarchisme peut facilement céder la place à un autoritarisme à tendances totalitaires :

« Qu’est-ce que la France de 1840 ? un pays exclusivement occupé d’intérêts matériels, sans patriotisme, sans conscience, où le pouvoir est sans force, où l’Élection, fruit du libre arbitre et de la liberté politique, n’élève que les médiocrités, où la force brutale est devenue nécessaire contre les violences populaires, et où la discussion, étendue aux moindres choses, étouffe toute action du corps politique ; où l’argent domine toutes les questions, et où l’individualisme, produit horrible de la division à l’infini des héritages qui supprime la famille, dévorera tout, même la nation, que l’égoïsme livrera quelque jour à l’invasion. »

### Mariage et condition féminine

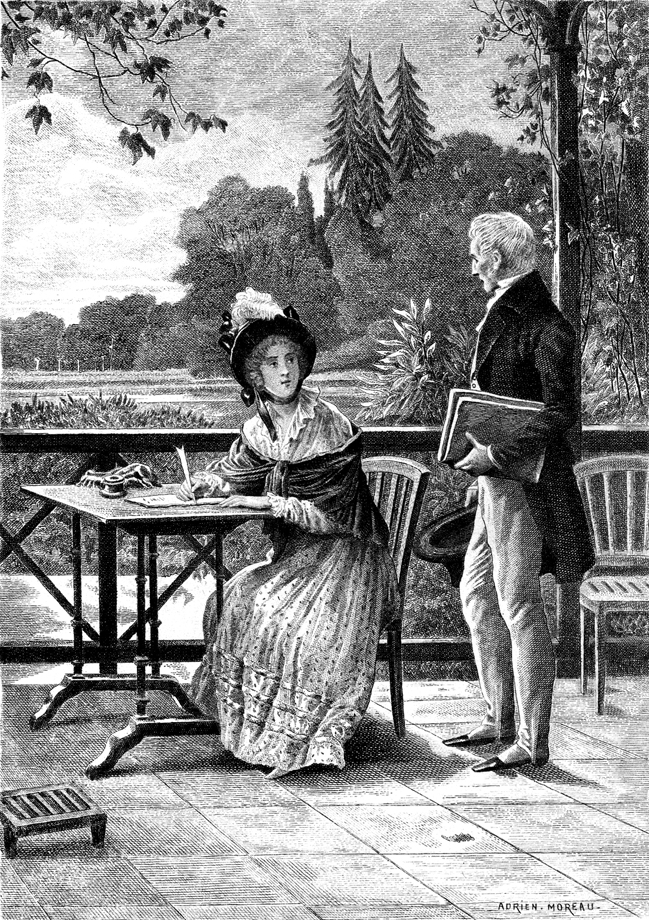
Couverture de Mémoires de deux jeunes mariées (1842).

Le mariage et la condition féminine sont chez Balzac des thèmes dominants, qu'il analyse sous diverses formes. Estimant que « la femme porte le désordre dans la société par la passion », il consacre de nombreux romans à mettre en scène les configurations que peut prendre ce « désordre ». En cela, il est conscient de faire œuvre nouvelle et d'explorer des territoires jusque-là laissés dans l'ombre : « Il se jouait en effet à La Baudraye une de ces longues et monotones tragédies conjugales qui demeureraient éternellement inconnues, si l’avide scalpel du Dix-Neuvième Siècle n’allait pas, conduit par la nécessité de trouver du nouveau, fouiller les coins les plus obscurs du cœur, ou, si vous voulez, ceux que la pudeur des siècles précédents avait respectés. ».
Étant donné que la famille constitue le véritable élément social et non l'individu, la maternité est présentée comme l'accomplissement ultime de la femme : « Une femme qui n'est pas mère est un être incomplet et manqué. ». Un mariage réussi doit donc reposer sur la raison et l'intérêt partagé plutôt que sur l'amour ou, pire, la passion : « le mariage ne saurait avoir pour base la passion, ni même l'amour. ». Défenseur de l'institution du mariage, vu essentiellement comme un arrangement financier, le romancier s'oppose au divorce : « Rien ne prouve mieux la nécessité d’un mariage indissoluble que l’instabilité de la passion. Les deux sexes doivent être enchaînés comme des bêtes féroces qu’ils sont, dans des lois fatales sourdes et muettes. ». Il rejette donc le féminisme saint-simonien qui vise à l'émancipation de la femme : « le féminisme balzacien est féminisme du mariage — la femme doit trouver sa liberté en assumant son esclavage. ». Dans Mémoires de deux jeunes mariées, cette conception du mariage est illustrée par les destins contrastés des deux protagonistes et de nombreuses déclarations explicites : « Oui, la femme est un être faible qui doit, en se mariant, faire un entier sacrifice de sa volonté à l’homme, qui lui doit en retour le sacrifice de son égoïsme. ».
Enfin, le législateur devrait tout mettre en œuvre pour maintenir la famille au lieu d'encourager l'individualisme par les lois napoléoniennes sur les successions, qui ont aboli le droit d'aînesse : « En proclamant l’égalité des droits à la succession paternelle, ils ont tué l’esprit de famille, ils ont créé le fisc ! Mais ils ont préparé la faiblesse des supériorités et la force aveugle de la masse, l’extinction des arts, le règne de l’intérêt personnel et frayé les chemins à la Conquête ».
En même temps, le romancier maintient sa foi dans un idéal d'amour partagé, même si celui-ci se brise constamment contre la réalité. À partir de 1836, on note chez lui un pessimisme grandissant et un « féminisme tragique ». Demandant à la femme « un amour qui se renonce, il a trop profond le sentiment de la souffrance pour la juger ». Il met en scène des amours coupables et de nombreux personnages de femmes mal mariées, humiliées, adultères. Cela lui vaudra un lectorat féminin enthousiaste, comme en témoigne un récit de Sainte-Beuve, selon lequel une épouse arrêtée par la police alors qu'elle s'enfuyait avec son amant aurait, pour se défendre, débité au juge des pages de Balzac.

### La religion

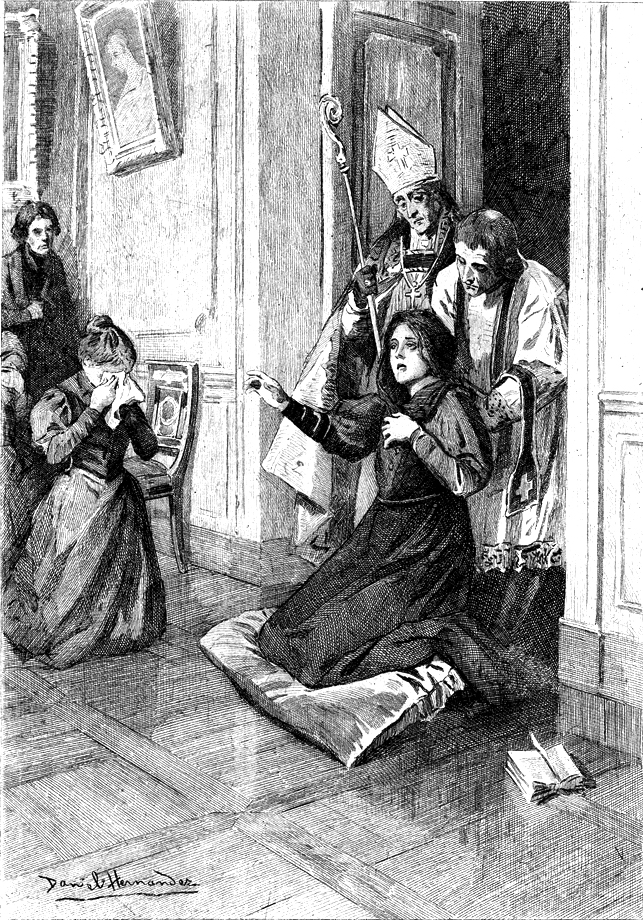
Confession publique de Mme Graslin dans Le Curé de village, p. 717.

Dans ses premiers essais et romans de jeunesse, Balzac est extrêmement critique à l'égard de la religion et multiplie les attaques contre le clergé, présentant dans Le Vicaire des Ardennes des abbés et prélats incroyants, mondains et dissolus. Il critique aussi le culte catholique et s'en prend volontiers aux « séductions de la cupidité sacerdotale ». À partir de 1829, toutefois, on note le début d'un changement d'attitude et une évolution vers le catholicisme. Dans des articles de journaux publiés en 1830 et signés d'un pseudonyme, il personnifie l'Église sous les traits d'une vieille édentée, écroulée dans le ruisseau et qui ne remue plus que faiblement. Toutefois, quelques mois plus tard, il est choqué en voyant la foule des émeutiers favorables à la monarchie de Juillet mettre à sac l'église Saint-Germain-l'Auxerrois en février 1831 et il se range du côté de la religion, qui lui « apparaît comme un instrument de force et de puissance ». Cette évolution coïncide avec le début de ses relations avec la duchesse de Castries, qui renforce « la conception étriquée et égoïste d'un catholicisme défenseur de l'ordre social ». Il traduit son adhésion au catholicisme dans une série de récits où éclate l'ardeur du néophyte : Jésus-Christ en Flandre (1831), Melmoth réconcilié (1835) et La Messe de l'athée (1836). Il s'agit cependant d'une adhésion de la sensibilité plutôt que d'une démarche intellectuelle : « Mais, d'ailleurs, sur quoi se fondent les croyances religieuses ? Sur le sentiment de l'infini qui est en nous, qui nous prouve une autre nature, qui nous mène par une déduction sévère à la religion, à l'espoir ».
À la religion, il assigne pour rôle essentiel de sauvegarder la paix sociale : « Le christianisme, et surtout le catholicisme, étant […] un système complet de répression des tendances dépravées de l’homme, est le plus grand élément d’Ordre Social ». Il pousse le cynisme jusqu'à faire dire à un de ses personnages : « La religion, Armand, est, vous le voyez, le lien des principes conservateurs qui permettent aux riches de vivre tranquilles ». Il fait toutefois une distinction entre l'aspect politique de sa croyance et sa conviction intime : « Politiquement, je suis de la religion catholique, je suis du côté de Bossuet et de Bonald, et ne dévierai jamais. Devant Dieu, je suis de la religion de saint Jean, de l'Église mystique, la seule qui ait conservé la vraie doctrine. Ceci est le fond de mon cœur ».
Dans ses romans, la figure du prêtre est surtout développée dans Le Médecin de campagne, Le Curé de village, Les Paysans, Ursule Mirouët et L'Envers de l'histoire contemporaine. La vie monastique est évoquée de biais, chez des personnages qui se détournent des plaisirs du monde afin de poursuivre leur mission, tels Raphaël (Louis Lambert), Bénassis (Le Médecin de campagne) et Félix de Vandenesse (Le Lys dans la vallée). Quant à la charité, elle est incarnée, dans L'Envers de l'histoire contemporaine, par la Confrérie de la consolation, dont l'inspiratrice est madame de La Chanterie, un personnage d'un héroïsme et d'une abnégation surhumaine, dont le détachement absolu traduirait de la part de Balzac une « compréhension totale du sens catholique ». L'Église se rachète donc par ses œuvres de charité et son action de bienfaisance sociale, que Balzac exalte souvent à l'encontre de « la peste philanthropique ».

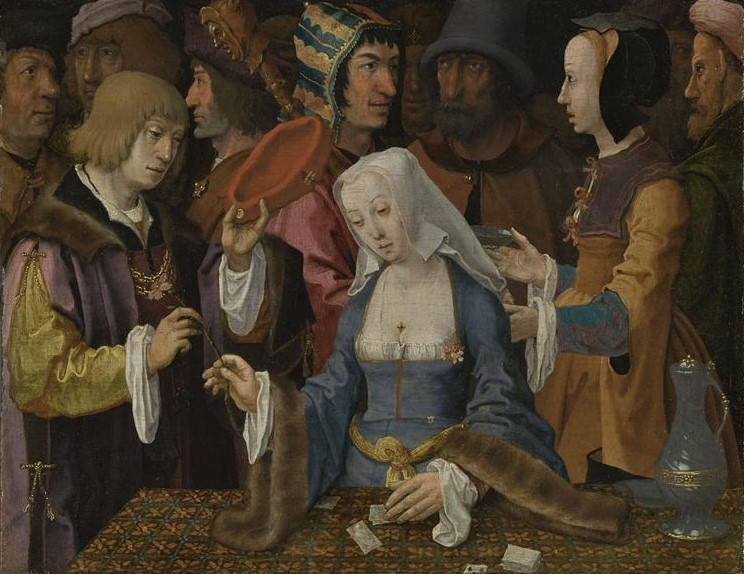
Lucas van Leyden, La Tireuse de cartes (1508). Balzac met en scène dans plusieurs romans une séance de cartomancie chez Mme Fontaine.

Le catholicisme de Balzac est toutefois suspect aux yeux des catholiques, car il fait de Jésus un homme comme un autre, qui n'a rien de divin et dont les guérisons miraculeuses sont expliquées par des phénomènes d'ordre magnétique et naturel. Ainsi que l'auteur l'expose dans Séraphîta, Jésus est un homme qui a pu s'élever jusqu'à l'angélisation totale au terme de trois stades d'élévation spirituelle. Comme l'écrit Louis Lambert : « Jésus était Spécialiste, il voyait le fait dans ses racines et dans ses productions, dans le passé qui l’avait engendré, dans le présent où il se manifestait, dans l’avenir où il se développait ; sa vue pénétrait l’entendement d’autrui ».
Adepte de l'occultisme et du magnétisme, Balzac essaie d'expliquer le phénomène religieux par ces faits « scientifiques ». L'illuminisme est sa religion personnelle. Il expose sa croyance aux sciences occultes dans ses derniers romans, Les Comédiens sans le savoir et Le Cousin Pons, où il relate une séance de divination chez une tireuse de cartes. Il est donc resté toute sa vie un disciple de Swedenborg et de Louis-Claude de Saint-Martin, fidèle à une tradition mystique qui passe entre autres par Jakob Böhme. Son dessein le plus profond et le plus constant a été, selon Philippe Bertault, de « recommencer pour le mysticisme du prophète nordique ce que saint Pierre fit jadis pour la religion du prophète galiléen [et de] parfaire l'œuvre napoléonienne en établissant par sa propre pensée une sorte de gouvernement intellectuel sur l'Europe ».
L’Église catholique prend très tôt ses distances à l'égard de Balzac et, en 1842, met son œuvre à l'Index en raison de son « immoralité ».

## Chronologie des œuvres
Après ses œuvres de jeunesse, l'écrivain a bâti l'édifice auquel il songeait depuis 1833 et qu'il avait annoncé en fanfare à sa famille : « Saluez-moi car je suis un génie ». Il venait de trouver le plan des trois parties de La Comédie humaine.

### La Comédie humaine
Les romans et nouvelles qui composent La Comédie humaine sont regroupés en trois grands ensembles : les Études de mœurs, les Études philosophiques et les Études analytiques. L'ensemble des Études de mœurs est lui-même divisé en Scènes de la vie privée, Scènes de la vie de province, Scènes de la vie parisienne, Scènes de la vie politique, Scènes de la vie militaire et Scènes de la vie de campagne.
Nombre d'ouvrages ont été refondus à plusieurs reprises pour mieux s'insérer dans ce vaste plan d'ensemble, qui est allé en se précisant et au moyen duquel Balzac voulait peindre une vaste fresque de la société de son époque. Plusieurs œuvres sont parues dans des journaux en prépublication, mais l'auteur a sans cesse remanié ses textes, comme on peut le voir notamment avec La Femme de trente ans.
Le tableau ci-dessous regroupe les composantes en ordre chronologique, selon la première date de publication, même dans le cas d'une parution en revue ou lorsque l'œuvre est ensuite remaniée. Les titres définitifs sont donnés au tome XII de la Bibliothèque de la Pléiade.
| 1824 | (Du Droit d'aînesse) |
| 1829 | Les Chouans, Physiologie du mariage |
| 1830 | La Maison du chat-qui-pelote, El Verdugo, La Vendetta, Le Bal de Sceaux, Étude de femme, Une double famille, Gobseck, La Paix du ménage, Une passion dans le désert, Adieu !, Petites misères de la vie conjugale (Traité de la vie élégante), Les Deux Rêves                                             |
| 1831 | La Peau de chagrin, La Grande Bretèche (Autre étude de femme), Sarrasine, Le Chef-d'œuvre inconnu, Les Proscrits, Le Réquisitionnaire, L’Auberge rouge, L'Élixir de longue vie, Jésus-Christ en Flandre, L'Enfant maudit                                                                                  |
| 1832 | Madame Firmiani, Le Curé de Tours, Louis Lambert, Maître Cornélius, La Bourse, Le Colonel Chabert |
| 1833 | La Femme abandonnée, La Grenadière, Le Message, Eugénie Grandet, L'Illustre Gaudissart, Le Médecin de campagne (Théorie de la démarche), (Dialogue d'un vieux grenadier de la Garde impériale surnommé le Sans peur)                                                                                      |
| 1834 | La Femme de trente ans, Ferragus, La Duchesse de Langeais, La Recherche de l'absolu, Les Marana, Un drame au bord de la mer, Séraphîta |
| 1835 | Le Contrat de mariage, Le Père Goriot, La Fille aux yeux d'or, Melmoth réconcilié |
| 1836 | Le Lys dans la vallée, La Vieille Fille, L'Interdiction |
| 1837 | Illusions perdues (1. Les Deux Poètes), La Messe de l'athée, Facino Cane, César Birotteau, La Confidence des Ruggieri, Gambara |
| 1838 | Une fille d'Ève, La Maison Nucingen, Les Employés ou la Femme supérieure, Le Cabinet des Antiques, Splendeurs et misères des courtisanes (1. Comment aiment les filles) |
| 1839 | Autre étude de femme, Béatrix, Illusions perdues (2. Un grand homme de province à Paris), Massimilla Doni, Pierre Grassou, Les Secrets de la princesse de Cadignan, Pathologie de la vie sociale (Traité des excitants modernes), Gambara & Le curé de village (Meline, Cans & Cie, Bruxelles et Leipzig) |
| 1840 | Pierrette, Un prince de la bohème, Z. Marcas |
| 1841 | Mémoires de deux jeunes mariées, Ursule Mirouët, Une ténébreuse affaire, Le Curé de village |
| 1842 | La Fausse Maîtresse, Albert Savarus, La Rabouilleuse (Un ménage de garçon), Un épisode sous la Terreur (avant-propos à La Comédie humaine) |
| 1843 | Honorine, Illusions perdues (3. Ève et David ou Les Souffrances de l'inventeur), La Muse du département, Splendeurs et misères des courtisanes (2. À combien l'amour revient aux vieillards) |
| 1844 | Modeste Mignon, Un début dans la vie, Gaudissart II, Sur Catherine de Médicis (Le Martyr calviniste), Un homme d'affaires |
| 1846 | Les Comédiens sans le savoir, La Cousine Bette, Splendeurs et misères des courtisanes (3. Où mènent les mauvais chemins) |
| 1847 | Le Cousin Pons, Splendeurs et misères des courtisanes (4. La Dernière Incarnation de Vautrin) |
| 1848 | L'Envers de l'histoire contemporaine (1. Madame de la Chanterie ; 2. L'Initié) |

À ces 88 titres publiés de son vivant s'ajoutent Les Paysans, ouvrage resté inachevé et publié en 1855 par Éveline de Balzac, ainsi que Le Député d'Arcis et Les Petits Bourgeois de Paris, tous deux terminés par Charles Rabou, selon la promesse qu’il avait faite à Balzac peu avant sa mort, et publiés respectivement en 1854 et en 1856.

### Ébauches rattachées àLa Comédie humaine
Le grand projet de La Comédie humaine a été interrompu par la mort prématurée de l'auteur, mais les papiers de Balzac contenaient nombre d'ébauches de contes, de romans ou d'essais qui permettent de reconstituer le parcours littéraire et éclairent son projet. En cela, ces ébauches ont une valeur historique importante et, parfois, une valeur littéraire inattendue. Mais c’est surtout par ce qu’elles nous apprennent de Balzac et de sa manière d’écrire qu'elles sont précieuses. L’ensemble de ces manuscrits, d'abord éparpillés à la mort de l’auteur, a pu être réuni grâce au patient travail de collectionneur du vicomte Charles de Spoelberch de Lovenjoul, et par les « archéologues littéraires » qui lui ont succédé et ont travaillé à remettre en ordre et à interpréter le sens de ces textes en cherchant ce qui les rattachait à La Comédie humaine. Ils ont d’abord été rassemblés en 1937 par Marcel Bouteron (huit textes), puis par Roger Pierrot en 1959 (dix textes) et Maurice Bardèche. Beaucoup de ces textes étaient restés inédits du vivant de l’auteur. En 1950, lors du centenaire de la mort de Balzac, deux textes furent édités séparément : La Femme auteur et Mademoiselle du Vissard.

### Historique des éditions
Balzac a été publié chez de nombreux éditeurs : Levasseur et Urbain Canel (1829), Mame-Delaunay (1830), Gosselin (1832), Madame Charles-Béchet (1833), Werdet (1837), Charpentier (1839). Une édition illustrée de Charles Furne (20 vol., in-8°, de 1842 à 1855) a réuni l’intégralité de La Comédie humaine en association avec Houssiaux, puis Hetzel, Dubochet et Paulin. Même si cette édition dite « définitive » de La Comédie humaine avait été corrigée par l'auteur, ce dernier a continué à apporter des corrections sur son exemplaire personnel, lesquelles seront incorporées dans « le Furne corrigé », édité par Lévy en 1865 et qui a servi de base à l'édition en Pléiade (1976-1981).
Charles de Spoelberch de Lovenjoul a publié en 1879 une Histoire des œuvres de H. de Balzac, comportant une bibliographie complète, une chronologie de la publication, une table alphabétique des titres et une bibliographie des études publiées sur cette œuvre.

### Textes divers
- La Comédie du diable (1831).
- Contes bruns (1832) en participation avec Philarète Chasles et Charles Rabou.
- Peines de cœur d'une chatte anglaise et autres Scènes de la vie privée et publique des animaux, Études de mœurs (1844 et 1845), Éditions Hetzel.
- Voyage d'un moineau de Paris à la recherche du meilleur gouvernement (signé George Sand, mais écrit par Balzac).
- Les Amours de deux bêtes (Balzac).
- Guide-âne à l'usage des animaux qui veulent parvenir aux honneurs (Balzac).
- Voyage d'un lion d'Afrique à Paris.
- Essai sur l'argot (1847), formant le chapitre « Essai philosophique, linguistique et littéraire sur l'argot, les filles et les voleurs » de La Dernière Incarnation de Vautrin, quatrième partie de Splendeurs et misères des courtisanes.
- Voyage de Paris à Java (1832).
- La Chine et les Chinois (1842).

### Théâtre
Le théâtre n’est pas le moyen d’expression le plus naturel d’Honoré de Balzac, mais il s'y essaie parce que le genre dramatique est, à cette époque, celui qui permet le plus rapidement de se faire de l’argent. Aussi l’endetté perpétuel voit-il dans l’écriture dramatique une source de revenus. Pratiquement toutes ses tentatives seront vaines, ne resteront à l’affiche que quelques jours ou seront interdites. Malgré l'échec de Cromwell (1820), il fait une nouvelle tentative avec Le Nègre (1824), Vautrin (1840), Mercadet le faiseur (1840), Les Ressources de Quinola (1842) et Paméla Giraud (1843).
Les échecs de Balzac au théâtre s'expliquent en grande partie par son manque réel d'intérêt pour le genre. En effet, « lui qui refaisait dix fois ses romans ne faisait pas du tout ses pièces de théâtre » et les écrivait à la volée. Cependant, la comédie Mercadet le faiseur obtient un certain succès lors de sa représentation en 1851. Elle est encore jouée en 2014, adaptée par Emmanuel Demarcy-Mota.

## Postérité

### Postérité littéraire
Après sa mort, Balzac est salué comme un très grand écrivain et inspire de nombreux romanciers, en France et dans le monde. Voir la section correspondante dans l'article sur La Comédie humaine ainsi que la page Balzac face aux écrivains de son siècle. On ne saurait, toutefois, ignorer le jugement sévère de certains grands contemporains. Ainsi Flaubert, qui admirait le forçat de l’écriture, écrit à Louise Colet : « Quel homme eût été Balzac, s’il eût su écrire ! mais il ne lui a manqué que cela ! ». Stendhal, quant à lui, déplorait un style contourné, émaillé de néologismes, propre à flatter le goût des provinciaux.

### Portraits de Balzac

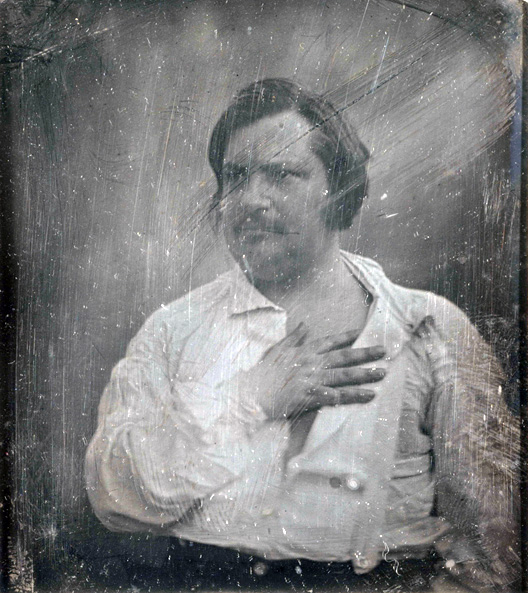
Balzac en 1842 sur un daguerréotype de Louis-Auguste Bisson : « Je suis ébaubi de la perfection avec laquelle agit la lumière. »

Dès 1825, Achille Devéria, qui était presque du même âge que Balzac, réalise un portrait de ce dernier au crayon et lavis à la sépia. En 1829, Louis Boulanger, alors âgé de 23 ans, réalise également un portrait de lui, dans sa fameuse robe de moine, œuvre conservée au château de Saché. Sept ans plus tard, il en fait une réplique destinée à Madame Hańska, qui sera exposée au Salon de 1837. Ce tableau sera repris par Maxime Dastugue. Théophile Gautier a commenté ainsi la fameuse robe :

« Il portait dès lors, en guise de robe de chambre, ce froc de cachemire ou de flanelle blanche retenue à la ceinture par une cordelière, dans lequel, quelque temps plus tard, il se fit peindre par Louis Boulanger. Quelle fantaisie l'avait poussé à choisir, de préférence à un autre, ce costume qu'il ne quitta jamais ? nous l'ignorons, peut-être symbolisait-il à ses yeux la vie claustrale à laquelle le condamnaient ses labeurs, et, bénédictin du roman, en avait-il pris la robe ? Toujours est-il que ce froc blanc lui seyait à merveille. Il se vantait en nous montrant ses manches intactes, de n'en avoir jamais altéré la pureté par la moindre tache d'encre, car, disait-il, le vrai littérateur doit être propre dans son travail. »

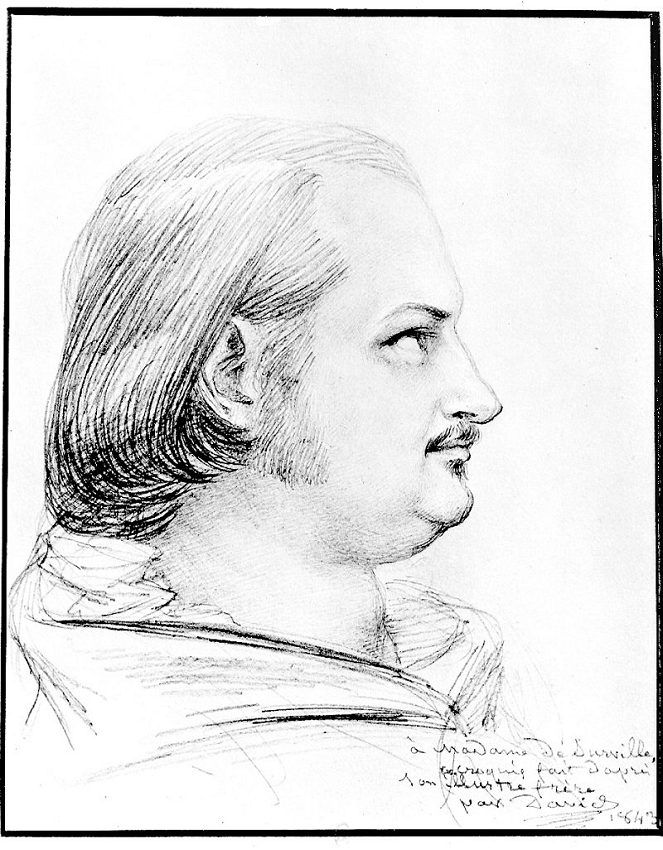
Balzac par David d'Angers.

Le romancier ne cache pas son admiration pour Louis Daguerre qu’il cite plusieurs fois dans La Comédie humaine (voir l’article Balzac et le daguerréotype). Il est le premier à utiliser le verbe « daguerréotyper ». En 1842, le photographe Louis-Auguste Bisson tire de Balzac un daguerréotype — procédé alors connu depuis seulement trois ans et auquel Balzac s'intéressait beaucoup : « Je reviens de chez le daguerréotypeur, et je suis ébaubi par la perfection avec laquelle agit la lumière […]. ». Bisson en a fait ensuite un portrait en couleur, reproduit en début d'article (voir l'original ci-contre). Un second daguerréotype a été tiré, où Balzac pose la main gauche sur sa poitrine. Nadar en a tiré de multiples photos et en a fait deux caricatures.
Le 18 août 1850, Pierre François Eugène Giraud représente Balzac sur son lit de mort (technique : fusain, sanguine, craie blanche et pastels sur papier). Le tableau se trouve au musée des beaux-arts et d'archéologie de Besançon.
En 1927, le collectionneur et amateur d’art Ambroise Vollard demande à Picasso d’illustrer une édition de luxe du Chef-d'œuvre inconnu, qui sera publiée en 1931. Fasciné par cette nouvelle et son auteur, Picasso installe son atelier dans la maison même où Balzac en situait l’action. La nouvelle inspire l'artiste pour la série d'estampes Suite Vollard également commandée par Vollard et il y peindra Guernica quelques années plus tard. En 1952, Picasso réalise aussi une série de neuf lithographies de Balzac, dont huit illustrent un ouvrage de Michel Leiris.
Eugène Paul a également réalisé une lithographie de Balzac en 1970. La maison de Balzac à Paris conserve un portrait gravé par Claude Raimbourg.
Balzac est le personnage central du tableau George Sand dans l'atelier de Delacroix avec Musset, Balzac et Chopin réalisé par le peintre péruvien Herman Braun-Vega à la demande des Musées de Châteauroux, en 2004, à l'occasion du bicentenaire de la naissance de George Sand. Le tableau est exposé pour la première fois en 2004-2005 au Couvent des Cordeliers de Châteauroux.
Plus récemment, Cyril de La Patellière a réalisé un portrait de Balzac en terre cuite, à la demande de Gonzague Saint Bris, qui a consacré plusieurs ouvrages au romancier.

### Sculptures

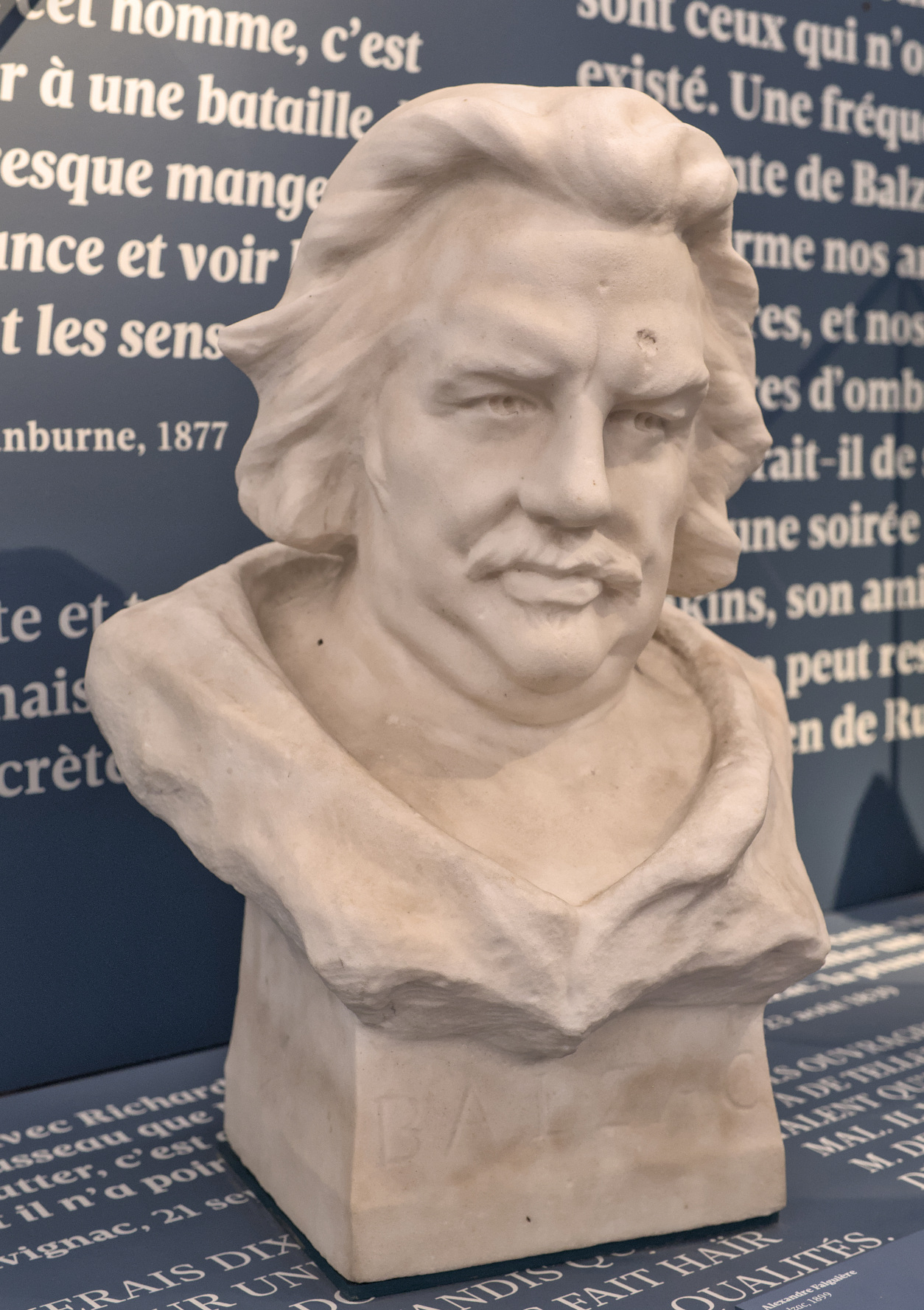
Buste de Balzac, par Alexandre Falguière.

En 1837, lors de son passage à Milan, Balzac rencontre Alessandro Puttinati (it), qui sculpte de lui une statuette. En 1844, Alexandre Falguière fait un buste de l'écrivain.
David d'Angers réalise un buste colossal « en Hermès », dont l'exécution en marbre date de 1844. Balzac en est particulièrement satisfait, écrivant à son sujet : « c'est ce que l'artiste a fait de mieux, vu la beauté de l'original sous le rapport de l'expression et des qualités purement symptomatiques relatives à l'écrivain ». Le buste se trouve maintenant à la Maison de Balzac. Le même sculpteur réalise la statue qui orne la tombe de l'écrivain au cimetière du Père-Lachaise. Étant aussi médailleur, David lui a consacré un médaillon.
En 1835, Jean-Pierre Dantan réalise deux statuettes caricaturales de Balzac en plâtre patiné terre cuite : « La plus connue le représente vêtu d'une redingote, tenant d'une main son chapeau et de l'autre sa canne, ventru et joufflu comme sa canne, il porte une abondante chevelure sur le côté droit de la tête. ».
Vers la fin du XIXe siècle, la Société des gens de lettres passe commande d’une statue de Balzac à Henri Chapu, mais celui-ci meurt en juillet 1891, ne laissant que des esquisses et ébauches du monument. Émile Zola obtient alors que la commande soit confiée à Auguste Rodin le 14 août 1891. Rodin, ne connaissant pas Balzac, se livre à de nombreuses recherches. Il s’immerge dans La Comédie humaine, consulte archives et collections, produit des têtes, des bustes et des nus. Jusqu’au moment où jaillit l’idée finale en observant l’une des figures de ses Bourgeois de Calais. Il s’ensuivra une polémique violente lors de la première présentation de l’œuvre, qui fait scandale. Malgré les articles élogieux d’Émile Zola, le sculpteur est en butte aux pires insultes. La Société des gens de lettres désavoue Rodin et commande alors à Alexandre Falguière un « Balzac sans heurts ». Cette statue, qui montre Balzac dans sa robe de chambre, est érigée au croisement de la rue Balzac et de l'avenue de Friedland à Paris. Elle a été photographiée dans l'atelier du dépôt des marbres par Eugène Druet entre 1896 et 1900.
Rodin emporte son œuvre dans sa villa de Meudon et c’est là, que quelques années plus tard, un jeune photographe américain, Edward Steichen, en découvrira la beauté, assurant les débuts de sa postérité. Ce n’est toutefois qu’en 1939 qu’un tirage en bronze fut érigé à Paris, boulevard Raspail. Rodin écrivait en 1908 :

« Si la vérité doit mourir, mon Balzac sera mis en pièces par les générations à venir. Si la vérité est impérissable, je vous prédis que ma statue fera du chemin. Cette œuvre dont on a ri, qu’on a pris soin de bafouer parce qu’on ne pouvait la détruire, c’est la résultante de toute ma vie, le pivot même de mon esthétique. Du jour où je l’eus conçue, je fus un autre homme. »

Balzac s'est lui-même passionnément intéressé à la sculpture et y a consacré une nouvelle, Sarrasine, dans laquelle il montre ce qu'il y a de dangereux, voire de mortel, dans cet art qui recrée l'être humain : « Contournable, pénétrable, en un mot profonde, la statue appelle la visite, l'exploration, la pénétration : elle implique idéalement la plénitude et la vérité de l'intérieur […] ; la statue parfaite selon Sarrasine, eût été une enveloppe sous laquelle se fût tenue une femme réelle (à supposer qu'elle-même fût un chef-d'œuvre), dont l'essence de réalité aurait vérifié et garanti la peau de marbre qui lui aurait été appliquée ».

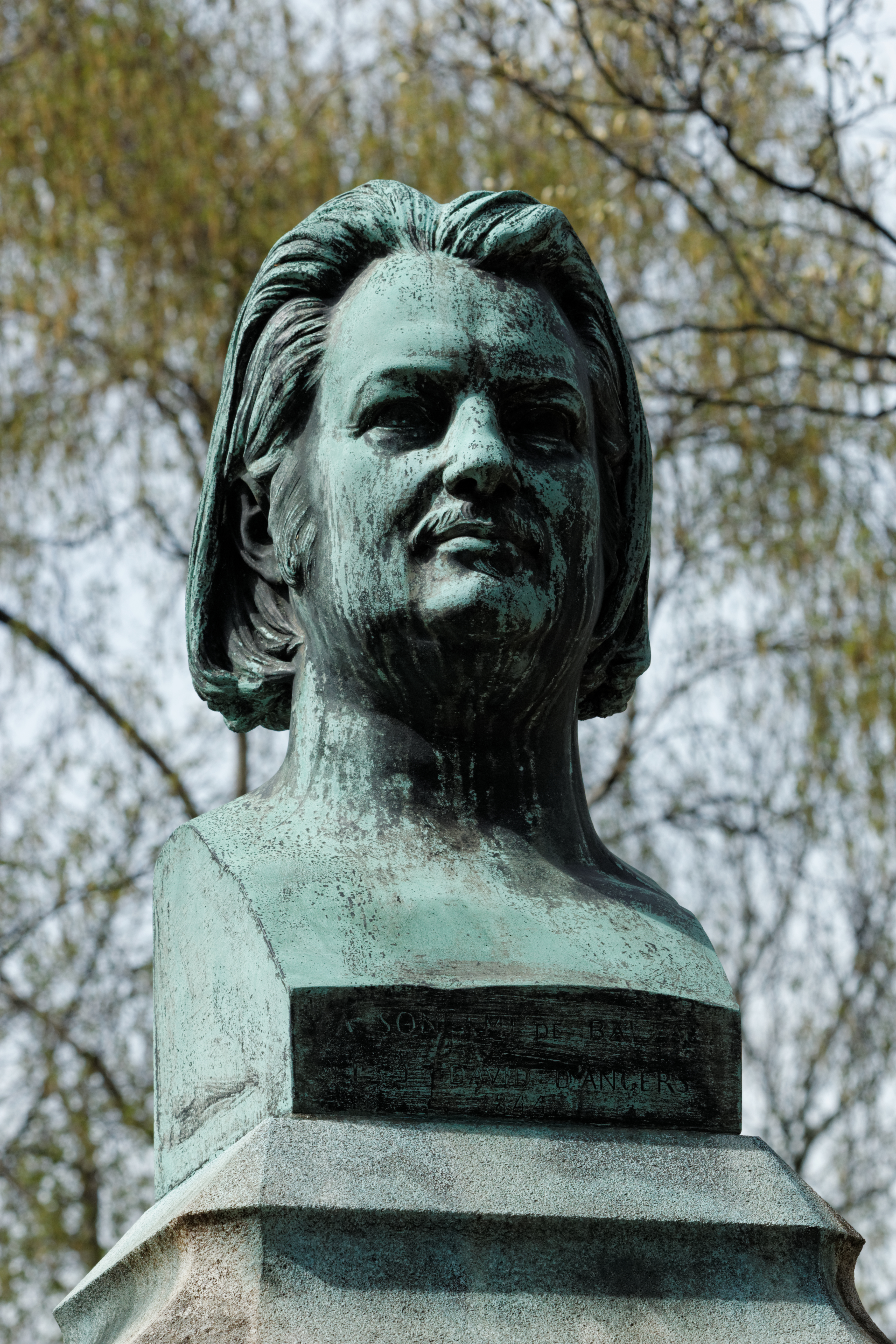
Sculpture de David d'Angers sur la tombe au cimetière du Père-Lachaise.
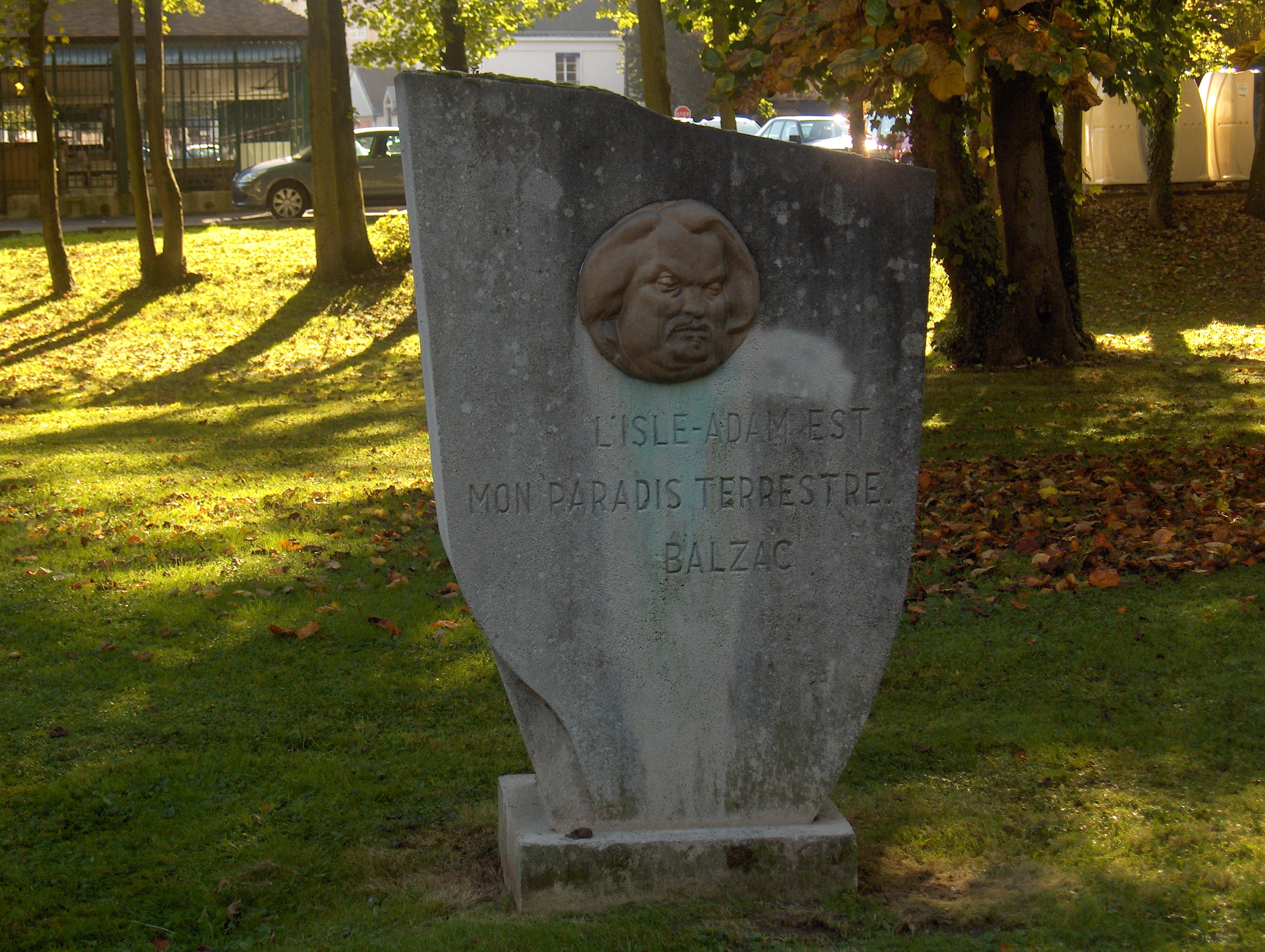
Monument à Honoré de Balzac à L'Isle-Adam.
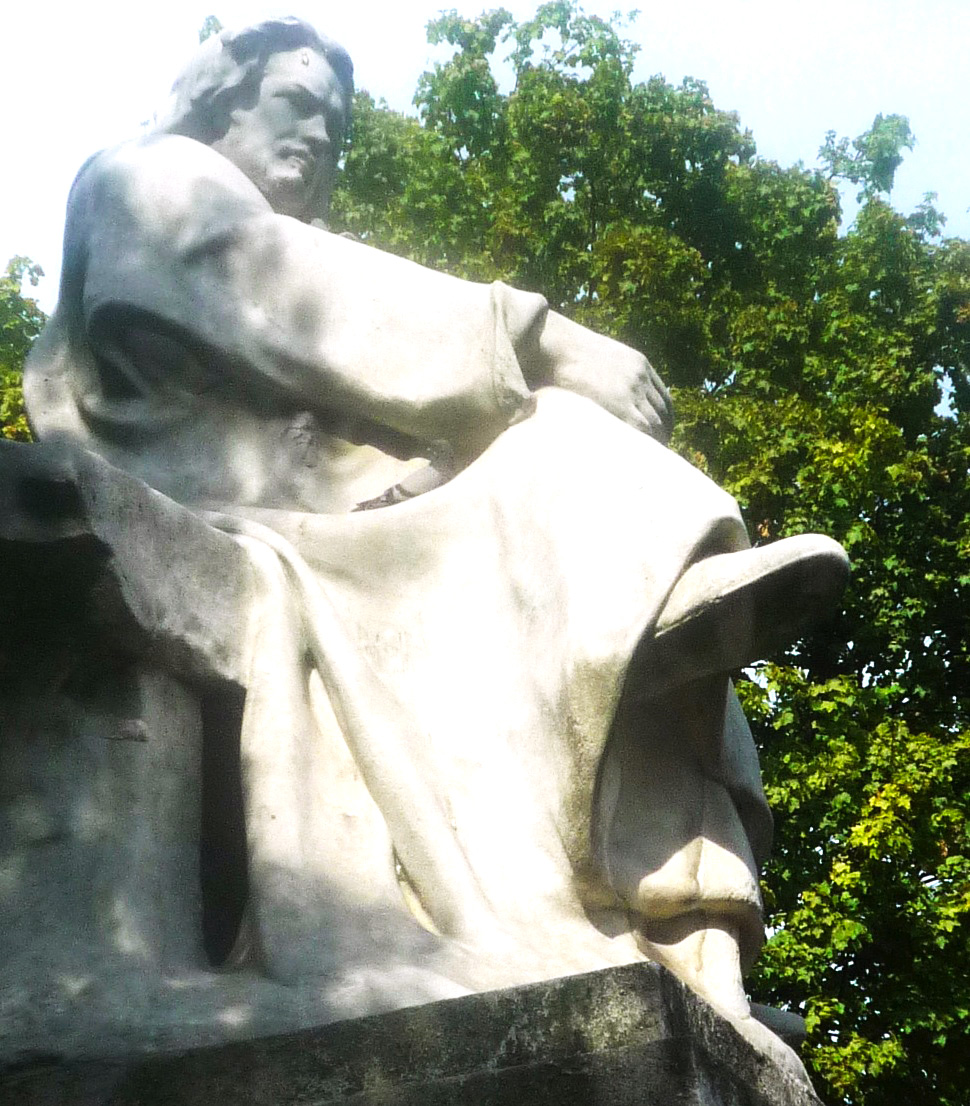
Monument à Honoré de Balzac par Alexandre Falguière.
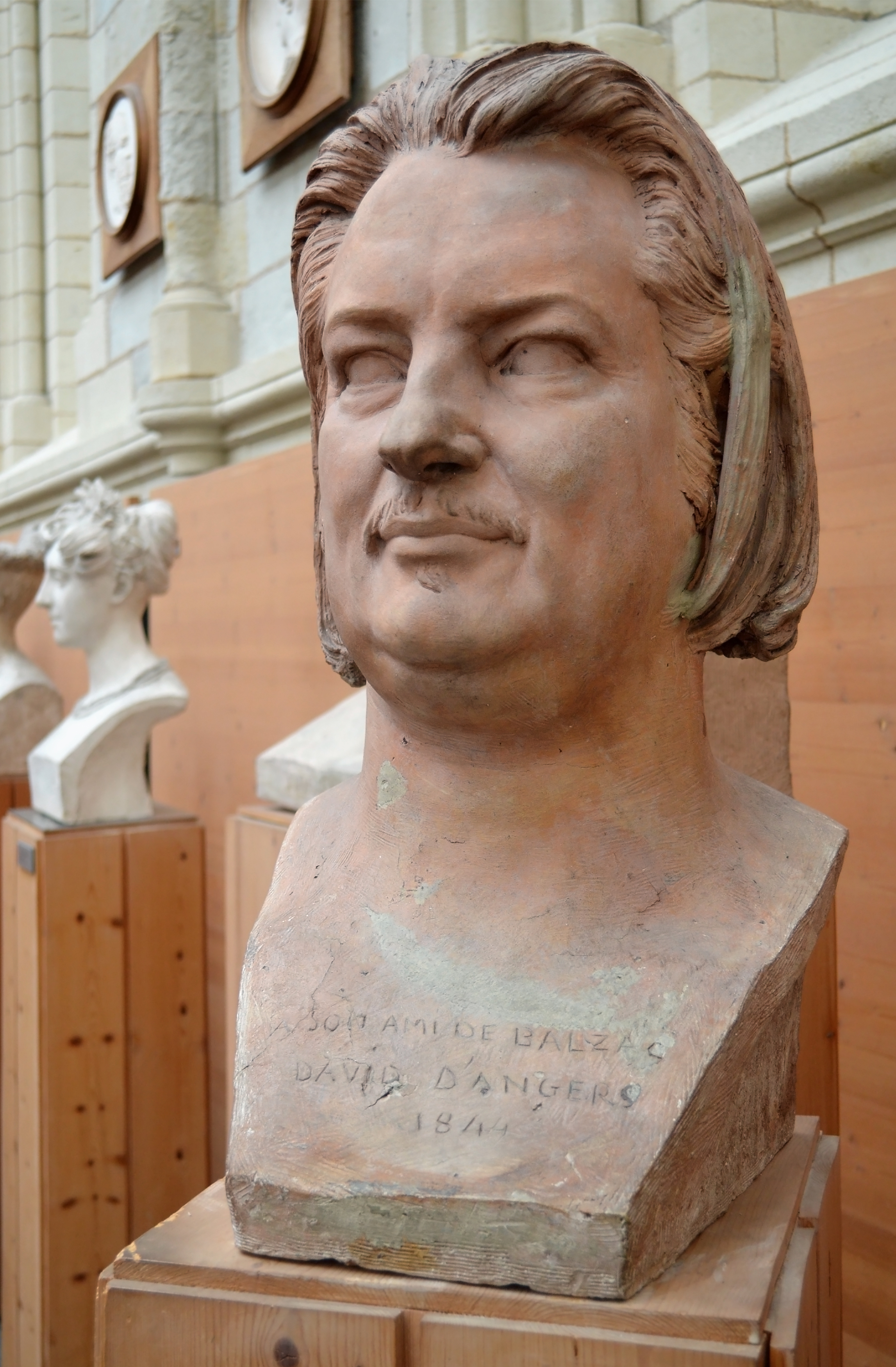
Buste d'Honoré de Balzac par David d'Angers (1844).
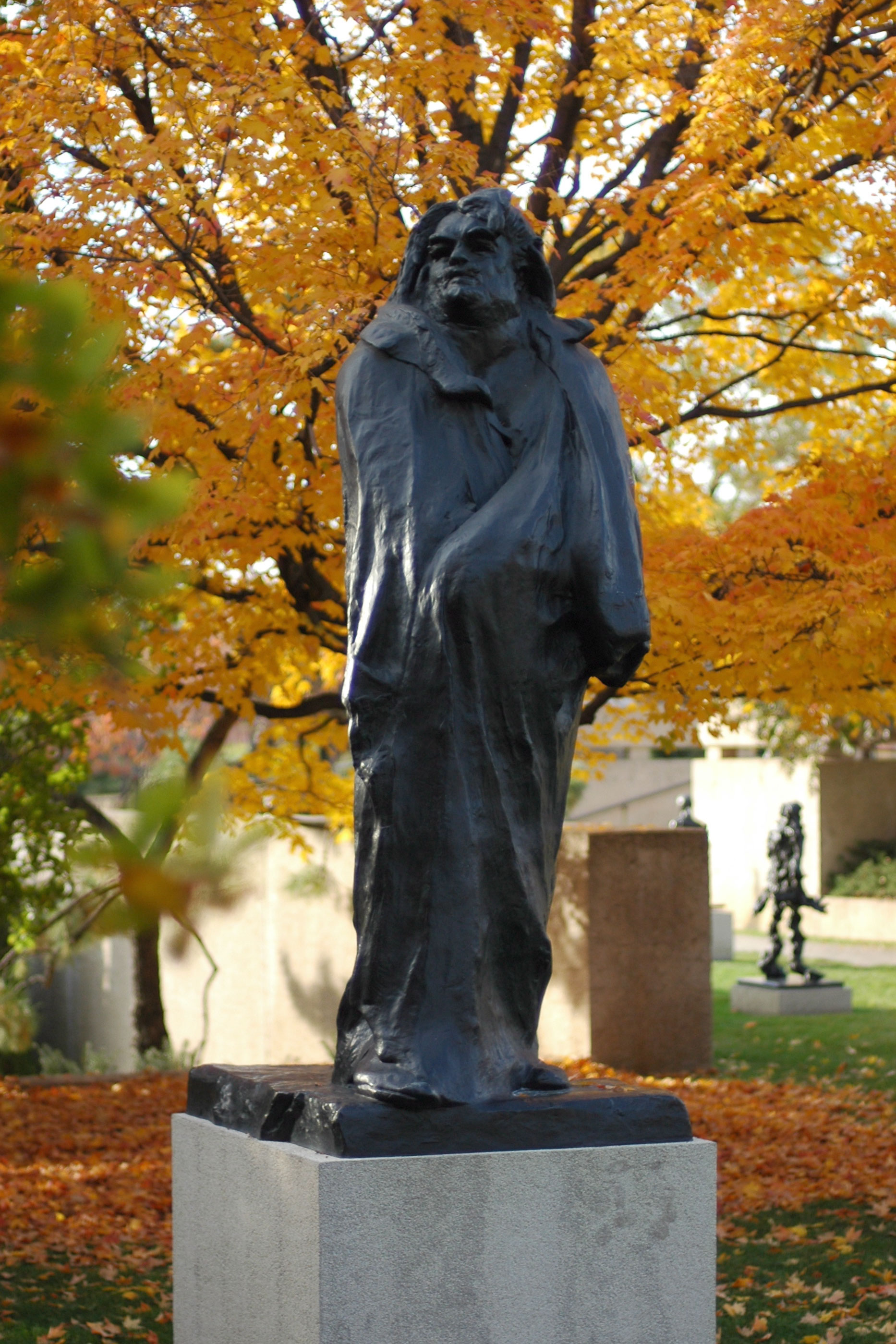
Monument à Balzac de Rodin.
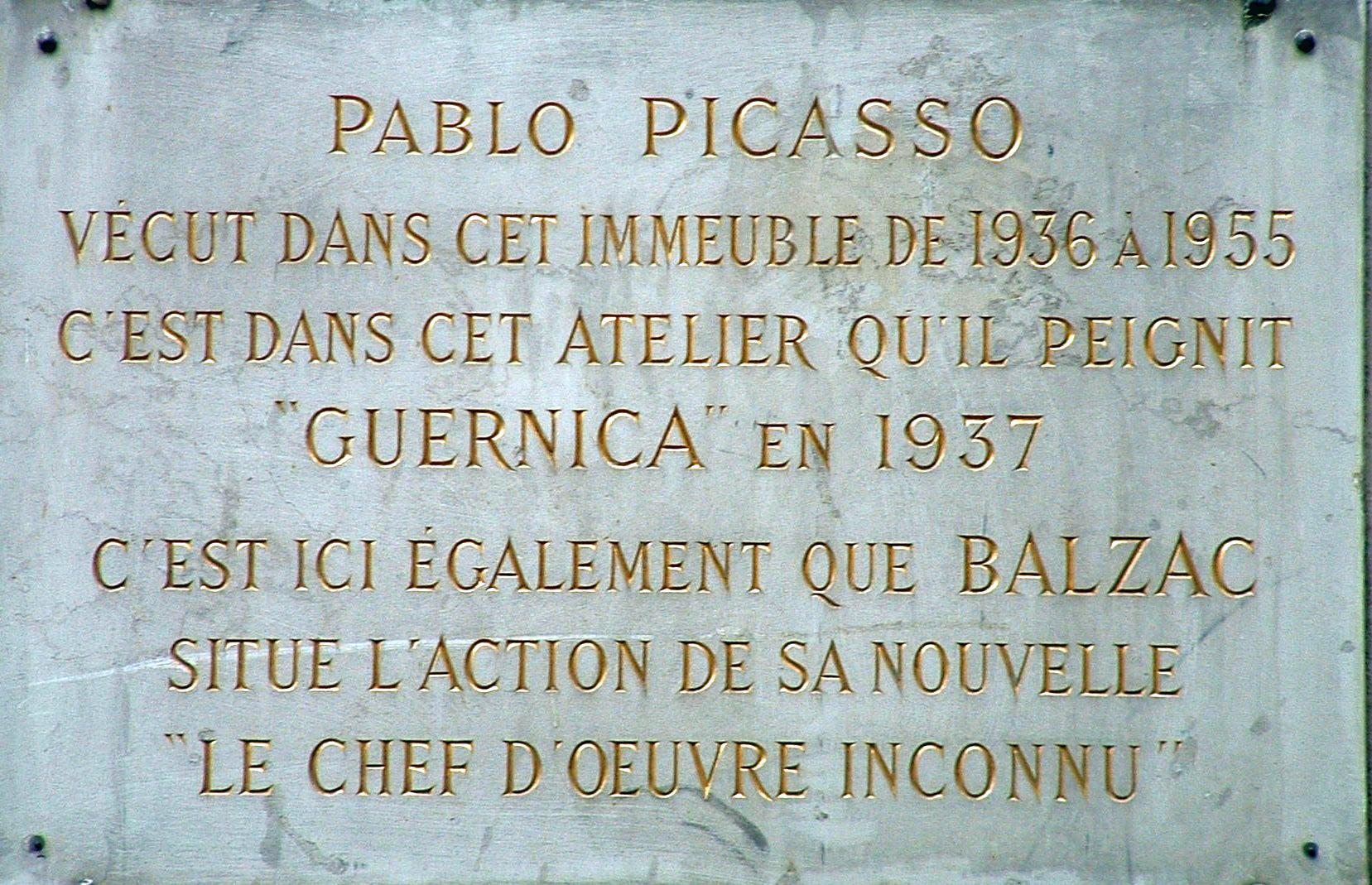
Le no 7 de la rue des Grands-Augustins, où Balzac situe Le Chef-d'œuvre inconnu et où Picasso emménagera.
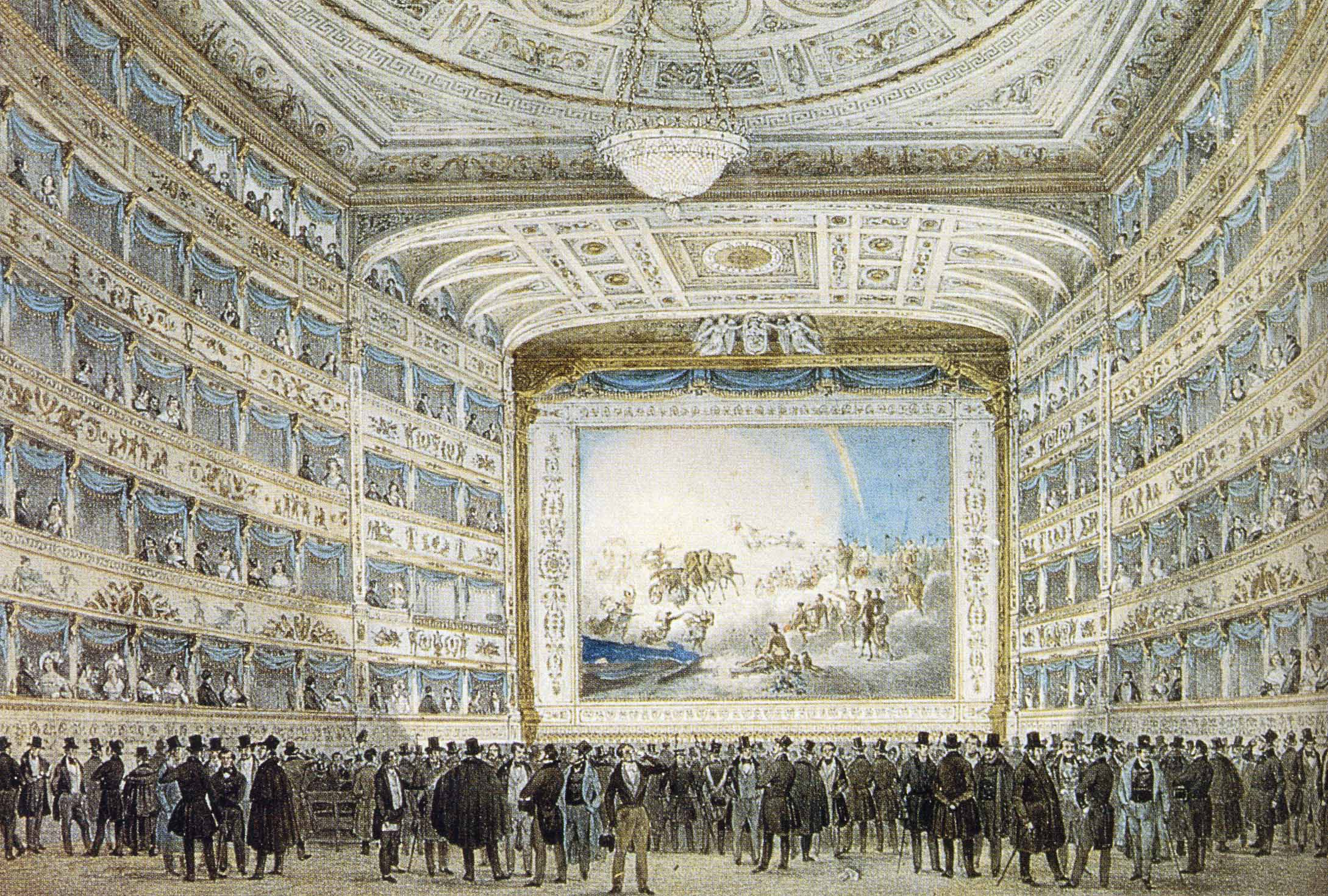
La Fenice à Venise. Salle d’origine en 1837, où Balzac écouta Rossini.

### Adaptations au cinéma
En raison de son talent de metteur en scène et de sa façon minutieuse de planter les décors, de décrire les costumes et d’agencer les dialogues, Balzac n’a cessé d’être adapté à l’écran (télévision et cinéma) depuis le début du XXe siècle. Pour Éric Rohmer, pourtant, un roman de Balzac est inadaptable parce qu'il contient déjà tout. On n'adapte pas Balzac, on s'adapte au monde avec lui : « Ce qui est grand chez Balzac, c'est que tout simplement il nous ouvre au monde et, du même mouvement, nous ouvre à l'art. Et le monde le lui rend bien » (préface de La Rabouilleuse, POL, 1992).
Le 6 janvier 1969 sortait le film réalisé par Timofeï Vassilievitch Levtchouk (ru), L'Erreur d'Honoré de Balzac (ru), qui se penche sur sa relation avec Madame Ewelina Hańska.

### Adaptations musicales

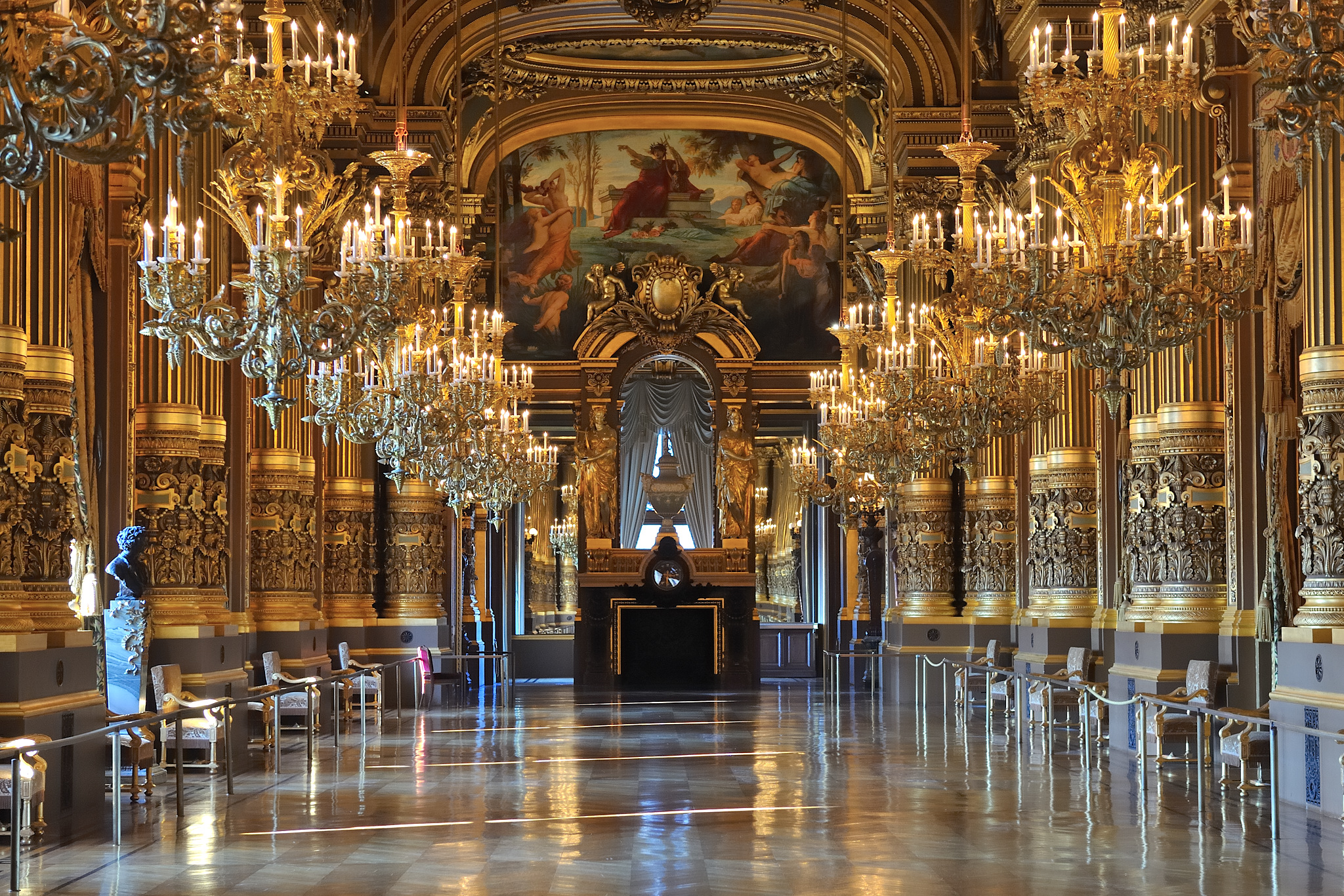
Opéra Garnier : Le grand foyer.

- La Grande Bretèche (1911-1912), opéra d'après Honoré de Balzac, par Albert Dupuis, édité en 1913 chez Eschig, Paris.
- La Belle Impéria (1927) par Franco Alfano, sous le titre Madonna Imperia, livret d'Arturo Rossato d'après un des Cent Contes drolatiques, opéra en 1 acte.
- Massimilla Doni, opéra en 4 actes (6 scènes), d'Othmar Schoeck, texte d'Armin Rüeger selon la nouvelle du même nom d'Honoré de Balzac. Première représentation : 2 mars 1937, Staatsoper Dresden.
- Le Faiseur, Musique de scène de Darius Mihaud (1940)
- La Peau de chagrin, drame lyrique en quatre actes de Charles-Gaston Levadé (1869-1948), livret de Pierre Decourcelle et Michel Carré.
- La Peau de chagrin (Die tödlichen Wünsche), opéra de Giselher Klebe (1959-1962)[389].
- Le Serment, opéra de Alexandre Tansman, d’après la nouvelle La Grande Bretèche (1950)
- La Chatte anglaise, livret de l'opéra, en deux actes, tiré de la nouvelle de Balzac Peines de cœur d'une chatte anglaise, musique de Hans Werner Henze. Création mondiale au Festival de Schwetzingen en 1983, coproduction avec l’opéra de Lyon en 1984[390].
- Gambara, théâtre musical d’Antoine Duhamel, livret de Robert Pansard-Bresson (1978)[391].

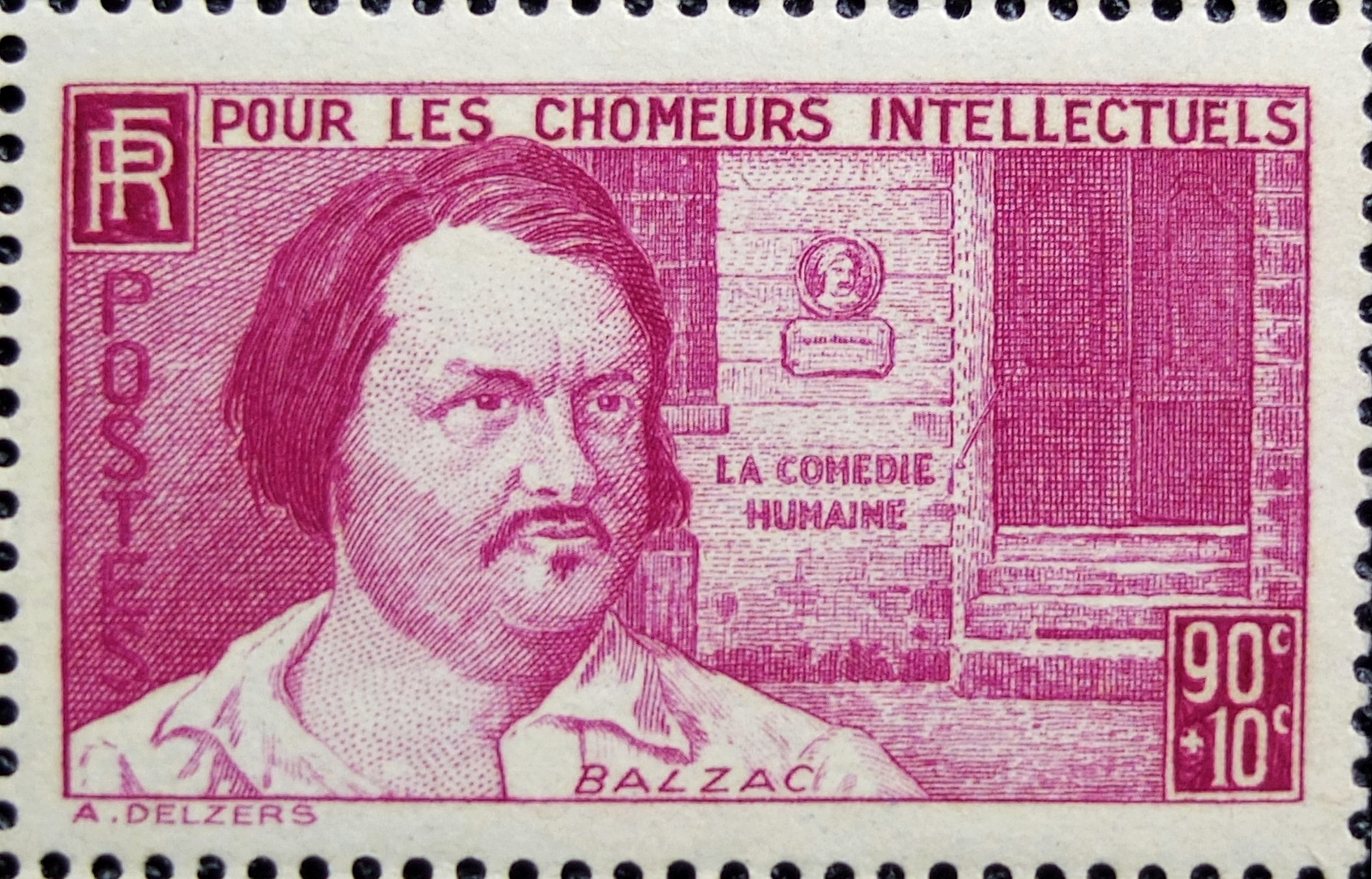
Timbre émis en 1939 au profit des Chômeurs intellectuels.

### Hommages
- En 1939, un timbre d'une valeur de 90 c + 10 c a été émis par la République française en hommage à La Comédie humaine. Son retrait a lieu en novembre 1940. Il est gravé par Antonin Delzers[392].
- En astronomie, sont nommés en son honneur (18430) Balzac[393], un astéroïde de la ceinture principale d'astéroïdes, et Balzac[394], un cratère de la planète Mercure.
- L'une des salles du lycée Charlemagne à Paris, où il étudia, porte son nom.
- L'écrivain chinois Dai Sijie lui voue un culte dans Balzac et la Petite Tailleuse chinoise (2000).
- Le lycée professionnel agricole de l'EPLEFPA de Castelnau-le-Lez porte son nom, depuis la décision du Président de la région Languedoc-Roussillon en 2006 : Georges Frêche. Auparavant il se dénommait lycée de la Frondaie.
- Honoré de Balzac figure sur une pièce de dix euros en argent émise en 2012 par la Monnaie de Paris pour représenter sa région natale, la région Centre[395].

### L’affaire Radziwill
Le 20 décembre 1924, La Revue hebdomadaire publie onze lettres que Mme Hańska aurait écrites à son frère le comte Adam Rzewuski et dont aurait hérité la princesse Catherine Radziwill, née Rzewuska, nièce de Mme Hańska et fille d'Adam. Réfugiée aux États-Unis après la révolution russe, cette dernière disait n'avoir emporté que des papiers de famille, parmi lesquels les lettres où Mme Hańska faisait à son frère des confidences sur sa relation avec Balzac. Dans la présentation de cette correspondance, la princesse affirme vouloir « rendre justice à cette pauvre étrangère qui a été si faussement et si cruellement jugée » et « lui rendre sa vraie place dans la vie d'une des plus grandes gloires littéraires de la France ».
Ces lettres, que la princesse avait fournies à Juanita Helm Floyd pour sa thèse Les Femmes dans la vie de Balzac, n'attirent l'attention qu'après la traduction de cette thèse et sa publication en France, en 1927. Elles sont d'abord acclamées comme des documents importants, jusqu'à ce qu'un article de Hubert Gillot dans la Revue politique et littéraire (ou Revue bleue) trouve cette correspondance suspecte en raison de considérations stylistiques et que Sophie de Korwin-Piotrowska, qui connaissait bien la famille Rzewuski, ait affirmé que Mme Hańska n’avait aucune relation avec son frère cadet et qu’elle n’avait aucune raison de lui parler d'un «littérateur français» qu’il désapprouvait.
Pour certains, Catherine Radziwill était une intrigante mythomane, qui cherchait à monnayer sa parenté avec Mme Hańska. Cette même princesse s'était déjà rendue coupable de multiples escroqueries, notamment en imitant la signature de Cecil Rhodes, fondateur de la compagnie de diamants De Beers. Cette correspondance est donc généralement considérée comme une supercherie,.

#### Études et biographies citées dans cet article

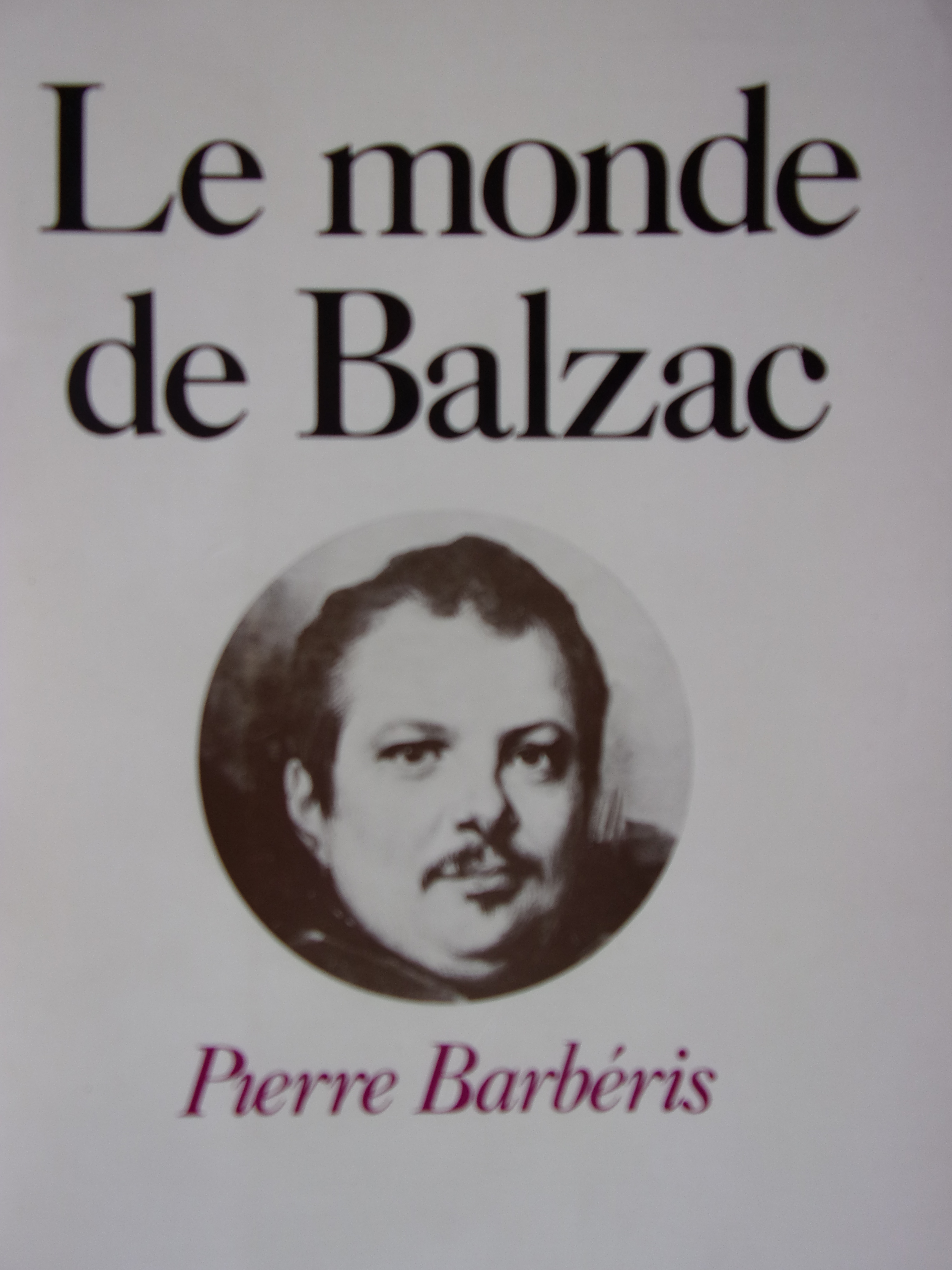
Le monde de Balzac de Pierre Barbéris (page de couverture de l'édition originale, avec photo de Balzac).